# Sarthe (département)
Pour les articles homonymes, voir Sarthe.
La Sarthe (/saʁt/) est un département français de la région Pays de la Loire. Ses habitants sont appelés les Sarthois. L'Insee et La Poste lui attribuent le code 72. Son chef-lieu est Le Mans.
Le département a été créé par le décret de l'Assemblée nationale du 15 janvier 1790. Comme une soixantaine de départements en France, il prend le nom d'un cours d'eau, en l'occurrence la Sarthe. Il correspond essentiellement au Haut-Maine, qui formait la moitié orientale de la province du Maine. La partie sud-ouest du département correspondant à la vallée du Loir relève historiquement du Haut-Anjou, et est dénommée Maine angevin.
Le département se situe entre le Massif armoricain, à l'ouest et au nord-ouest, et le Bassin parisien à l'est et au sud à l'entrée du Val de Loire. Marquée par une importante couverture boisée, avec quatre forêts domaniales, la Sarthe est à dominante rurale. Le département compte 354 communes et 566 129 habitants en 2022. Il y a 34,4 % des habitants qui ont entre 0 et 29 ans, 37,2 % qui ont entre 30 et 59 ans et 28,4 % qui ont 60 ans et plus. Avec une croissance démographique modérée, la Sarthe est le second département le moins peuplé des Pays de la Loire. Elle possède quatre villes de plus de 10 000 habitants : le chef-lieu, Le Mans, ainsi que La Flèche, Sablé-sur-Sarthe et Allonnes. Le Mans et son aire urbaine concentre plus de la moitié de la population. Le reste du département est peuplé de manière peu dense.
De tradition industrielle, le département et notamment Le Mans ont subi de plein fouet la régression de ce secteur à partir des années 1970, compensée par la dynamique des entreprises de services, notamment dans l'assurance.
En Sarthe, le patrimoine architectural et culturel comptait au 31 décembre 2010, 408 protections au titre des monuments historiques, parmi lesquels 115 classements, même partiels, et 293 inscriptions. Son chef-lieu doit sa renommée mondiale à la course des 24 Heures du Mans, dont la première édition a eu lieu en 1923 et à laquelle la devise du département fait écho : En Sarthe, chaque 24 heures comptent plus qu'ailleurs.

## Géographie

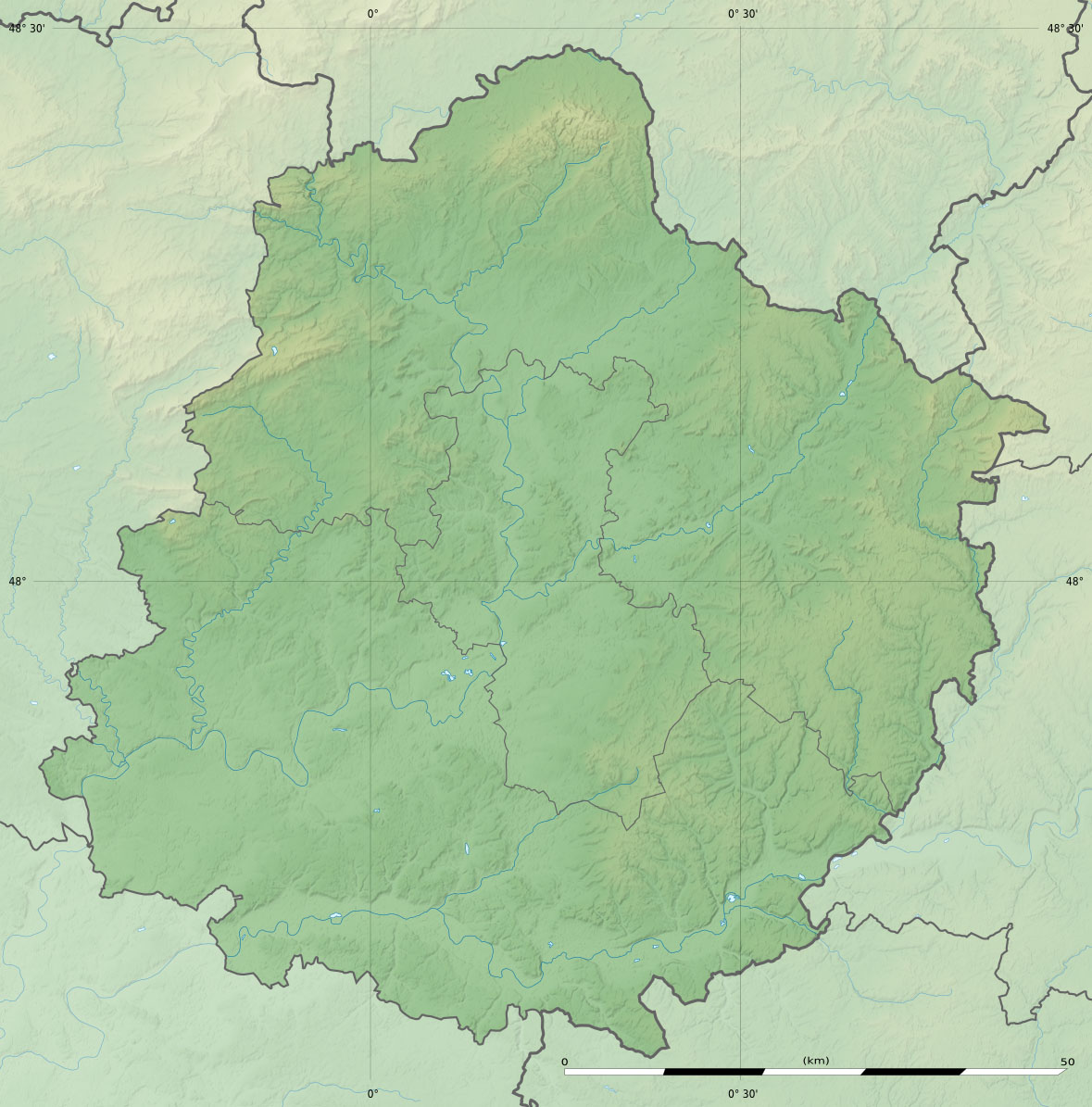
Relief et hydrographie du département.

### Situation
La Sarthe est située dans le Grand Ouest français. Elle fait partie depuis 1955 de la région Pays de la Loire, dans laquelle elle est située au nord-est. Son territoire s'étend sur une superficie totale de 6 206 km2, soit 620 600 hectares et 19,3 % de la région, ce qui en fait le 37e département français par sa superficie. La Sarthe compte six départements limitrophes. Ces départements sont le Maine-et-Loire et la Mayenne pour la région des Pays de la Loire, l'Indre-et-Loire, l'Eure-et-Loir et le Loir-et-Cher pour la région Centre-Val de Loire, et l'Orne pour la Normandie.

Armes du Maine.

### Paysages, géologie et relief
La Sarthe est une zone de transition entre le Massif armoricain, le Val de Loire et le Bassin parisien présentant ainsi une certaine diversité de paysages. L'atlas de paysages de la Sarthe recense douze unités paysagères au sein du département. Celles-ci sont définies selon leurs critères identitaires. Le département est marqué par une couverture boisée de 107 589 ha, soit 17,22 % de son territoire. Quatre forêts domaniales sont recensées : la forêt de Bercé, la forêt de Sillé, la forêt de Perseigne et la forêt de Charnie.
Le nord-ouest du département, situé dans le Massif armoricain, est constitué essentiellement de grès cambrien ainsi que de schistes précambriens dans la région de Sillé-le-Guillaume. Le reste du territoire est inclus dans le vaste ensemble sédimentaire du Bassin parisien. Le bassin houiller de Laval daté du Culm, du Viséen supérieur et du Namurien (daté entre -346 et -315 millions d'années). Les formations jurassiques, essentiellement des marnes et des calcaires, sont présentes dans le Nord-Est du département. La majeure partie du territoire est constituée des formations crétacées datant du Cénomanien : des argiles à minerai entre Ballon et Bonnétable ainsi qu'entre Connerré et La Ferté-Bernard, sables agglomérés en grès dans le sud-est du département, argiles à silex sur le plateau de Bonnétable, marnes micassées au sud du plateau de Saint-Calais et tuffeau en vallée du Loir. Les formations éocènes sont présentes au sud-ouest, sur le plateau de La Fontaine-Saint-Martin, alors que les principales rivières sarthoises, le Loir, la Sarthe et l'Huisne ont creusé de larges plaines alluviales.
Les points les plus hauts se situent dans la partie nord du département : le belvédère de Perseigne, à Villaines-la-Carelle, point culminant du département (341 m), le mont du Haut-Fourché à Saint-Léonard-des-Bois, plus haut sommet des Alpes mancelles (216 m). Le point le plus bas est situé sur la Sarthe, lorsque celle-ci quitte le département à Précigné (20 m).

Paysages de la Sarthe :
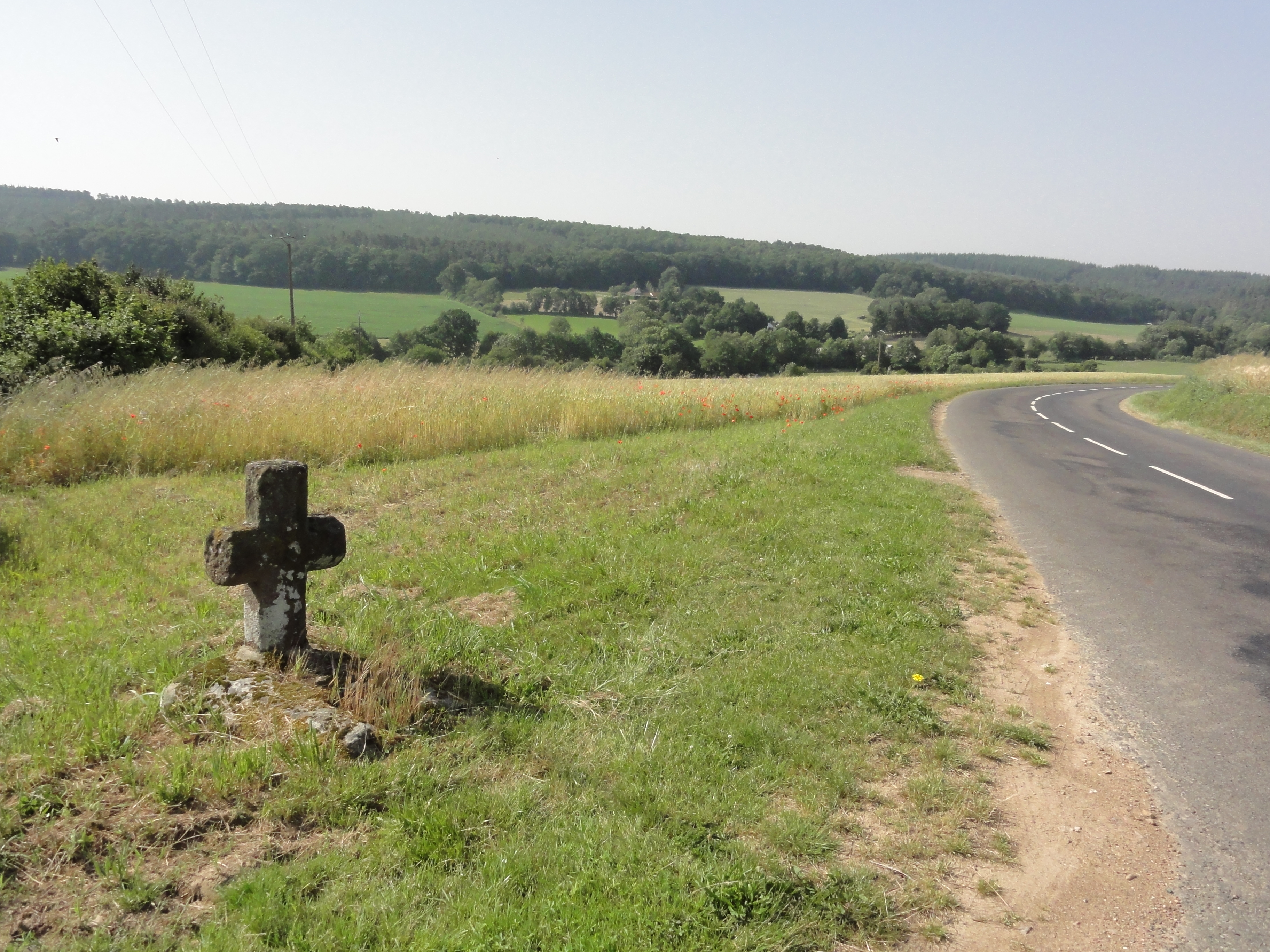
Mont-Saint-Jean, dans le nord-ouest. Paysage du Massif armoricain.
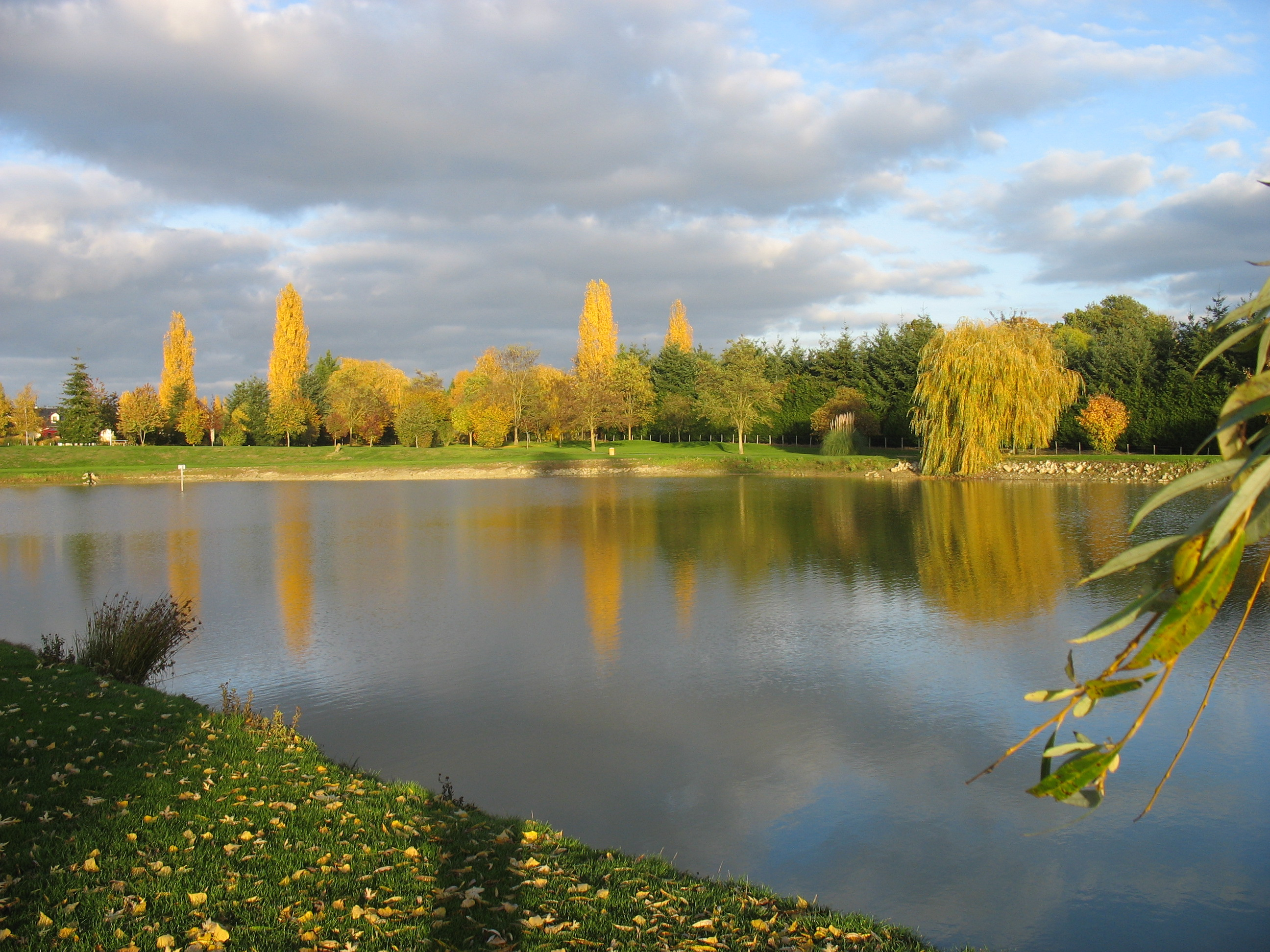
Auvers-le-Hamon, dans le sud-ouest.

### Hydrographie

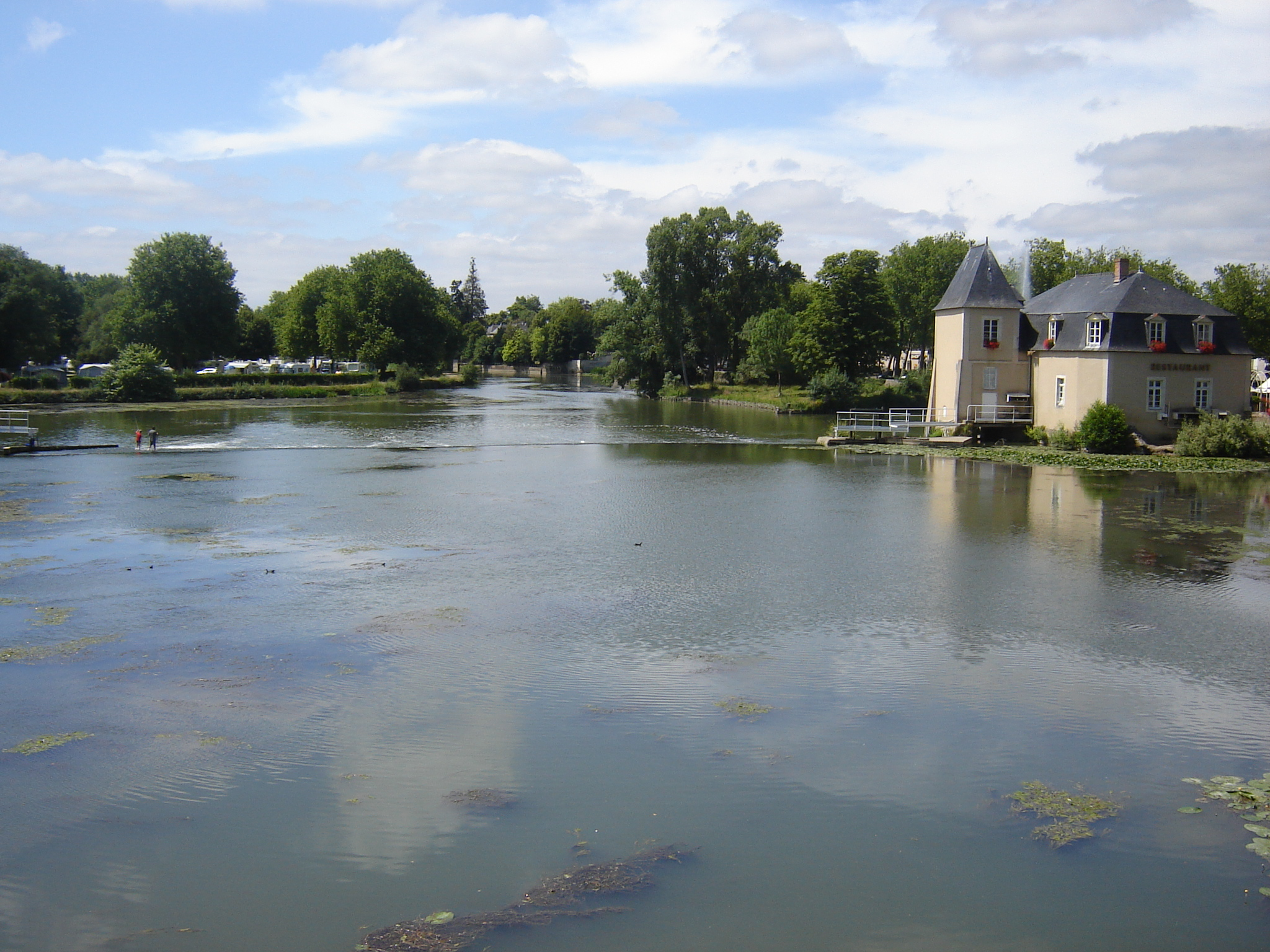
Le Loir à La Flèche.

La Sarthe se trouve en totalité incluse dans le bassin hydrographique de la Loire, bien que celle-ci ne traverse pas le département. Avec près de 4 000 km de cours d'eau, la Sarthe présente un réseau hydrographique très dense, qui s'organise autour de trois cours d'eau principaux. Au sud, le Loir traverse le département d'est en ouest sur près de 100 kilomètres. Il entre dans le département à Poncé-sur-le-Loir et le quitte à Bazouges-sur-le-Loir. La Sarthe, qui a donné son nom au département, le traverse du nord, depuis Saint-Léonard-des-Bois, au sud-ouest, à Précigné. Elle reçoit les eaux de l'Huisne au Mans.

### Climat
La Sarthe, grâce à la proximité de la Manche et de l'océan Atlantique, possède un climat océanique. Toutefois, du fait de son retrait par rapport à l'océan, le département connaît une certaine influence continentale, qui se caractérise par des précipitations moins importantes que sur la côte et des étés plus chauds. Voici les données pour la station météorologique du Mans :
| Mois                              | Jan | Fév | Mars | Avr  | Mai  | Juin | Juil | Août | Sept | Oct | Nov  | Déc | Année |
| --------------------------------- | --- | --- | ---- | ---- | ---- | ---- | ---- | ---- | ---- | --- | ---- | --- | ----- |
| Température maximale moyenne (°C) | 7,9 | 9,1 | 12,7 | 15,7 | 19,5 | 23,1 | 25,5 | 25,4 | 21,9 | 17  | 11,4 | 8,2 | 16,5  |
| Température minimale moyenne (°C) | 2,1 | 1,8 | 3,7  | 5,6  | 9,4  | 12,4 | 14,2 | 13,8 | 11   | 8,6 | 4,7  | 2,5 | 7,5   |
| Précipitations (mm)               | 67  | 51  | 54   | 54   | 63   | 47   | 57   | 43   | 53   | 66  | 63   | 70  | 687,5 |
| Ensoleillement (heures)           | 66  | 90  | 134  | 171  | 200  | 224  | 227  | 225  | 181  | 119 | 71   | 64  | 1772  |
| Source: Météo-France              |     |     |      |      |      |      |      |      |      |     |      |     |       |

### Voies de communication et transport

#### Voies routières

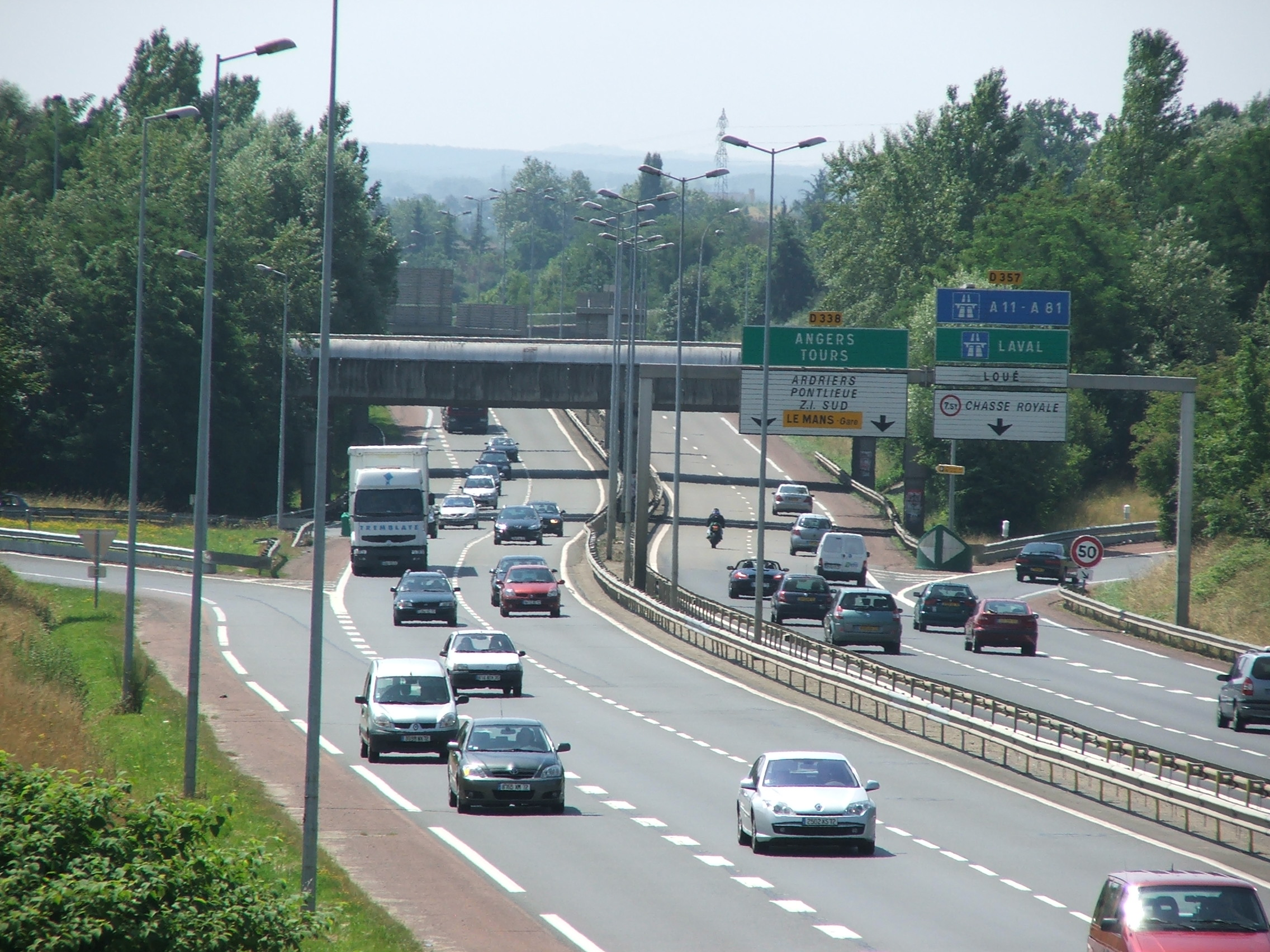
La rocade nord du Mans.

Au 31 décembre 2011, la Sarthe possédait 13 177 kilomètres de routes, dont 242 kilomètres d'autoroutes, 4 258 kilomètres de routes départementales et 8 677 kilomètres de voies communales. Le département occupait ainsi le 24e rang au niveau national sur les 96 départements métropolitains pour la longueur du réseau routier, et le 41e rang pour la densité avec 2,1 kilomètres de route par km2 de territoire. L'absence de routes nationales résulte du transfert de certains tronçons de RN au profit des départements par une réforme de 2005. La RN 12 traverse le département mais sur 100 mètres environ. Avant cette date, le département comptait alors 288 kilomètres de routes nationales.
La Sarthe est traversée par trois autoroutes. L'A81 relie Le Mans à Rennes, vers l'ouest, et se trouve sur l'itinéraire entre Paris et la Bretagne. L'A11, appelée L'Océane, relie Paris à Nantes et traverse le département du nord-est vers le sud-ouest. Enfin, l'A28, qui relie Abbeville à Tours, dessert le département sur un axe nord-sud.
Le Mans est le principal nœud routier sarthois. De nombreuses routes départementales partent en étoile depuis la ville. L'axe majeur est l'ancienne route nationale 23, devenue « route départementale 323 », qui pénètre en Sarthe par le nord-est à Avezé et dessert La Ferté-Bernard, Le Mans et La Flèche avant de quitter le département au sud-ouest en direction du Maine-et-Loire à Bazouges-sur-le-Loir. L'ancienne route nationale 138, devenue « route départementale 338 », arrive au nord en provenance d'Alençon et dessert notamment Le Mans, Écommoy et Château-du-Loir avant de prendre la direction de Tours.

#### Transport ferroviaire

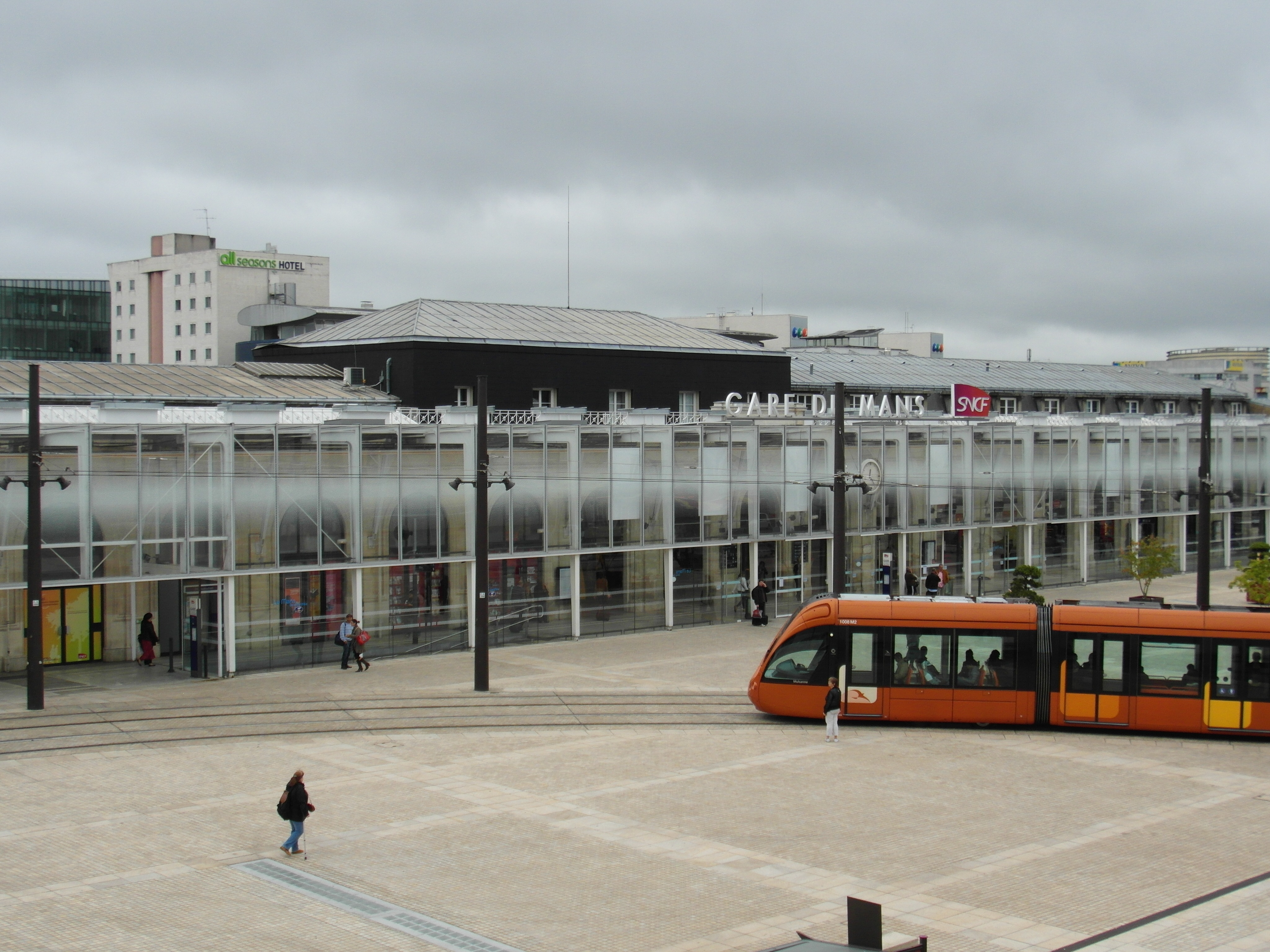
La gare et le tramway du Mans.

La Sarthe bénéficie d'un réseau de transport ferroviaire de voyageurs et de marchandises relativement important et efficace, dont la gare du Mans est le centre. La LGV Atlantique, mise en service en 1989, permet de relier Paris et l'Ouest de la France. Elle rejoint la ligne Paris - Brest à hauteur de Connerré. Au-delà du Mans, elle permet la desserte de Rennes et de la Bretagne en poursuivant la ligne Paris - Brest, ainsi que Nantes et les Pays de la Loire par la ligne Le Mans - Angers. Ces lignes sont empruntées par des TGV Atlantique mais aussi par des TER Pays de la Loire qui desservent les gares sarthoises comme celle de Sablé, de La Suze, de Sillé-le-Guillaume ou de La Ferté-Bernard. Les lignes Le Mans - Tours et Le Mans - Mézidon sont des maillons de la ligne Caen - Tours, et desservent notamment les gares de Vivoin - Beaumont, d'Écommoy et de Château-du-Loir.
Réseau ferré de France a supervisé la construction de la LGV Bretagne-Pays de la Loire, prolongement de la branche ouest de la LGV Atlantique, qui s'étend du Mans jusqu'à Rennes et qui est entrée en service en 2017. Les travaux concernaient 182 km de ligne nouvelle dont 47,5 km en Sarthe. Lié à la construction de la LGV, le projet « Virgule de Sablé-sur-Sarthe » porte sur la réalisation d'une liaison ferroviaire de 3,6 km sur la commune d'Auvers-le-Hamon pour permettre des liaisons directes sur l’axe Nantes - Angers - Sablé-sur-Sarthe - Laval - Rennes.

#### Autres moyens de transport

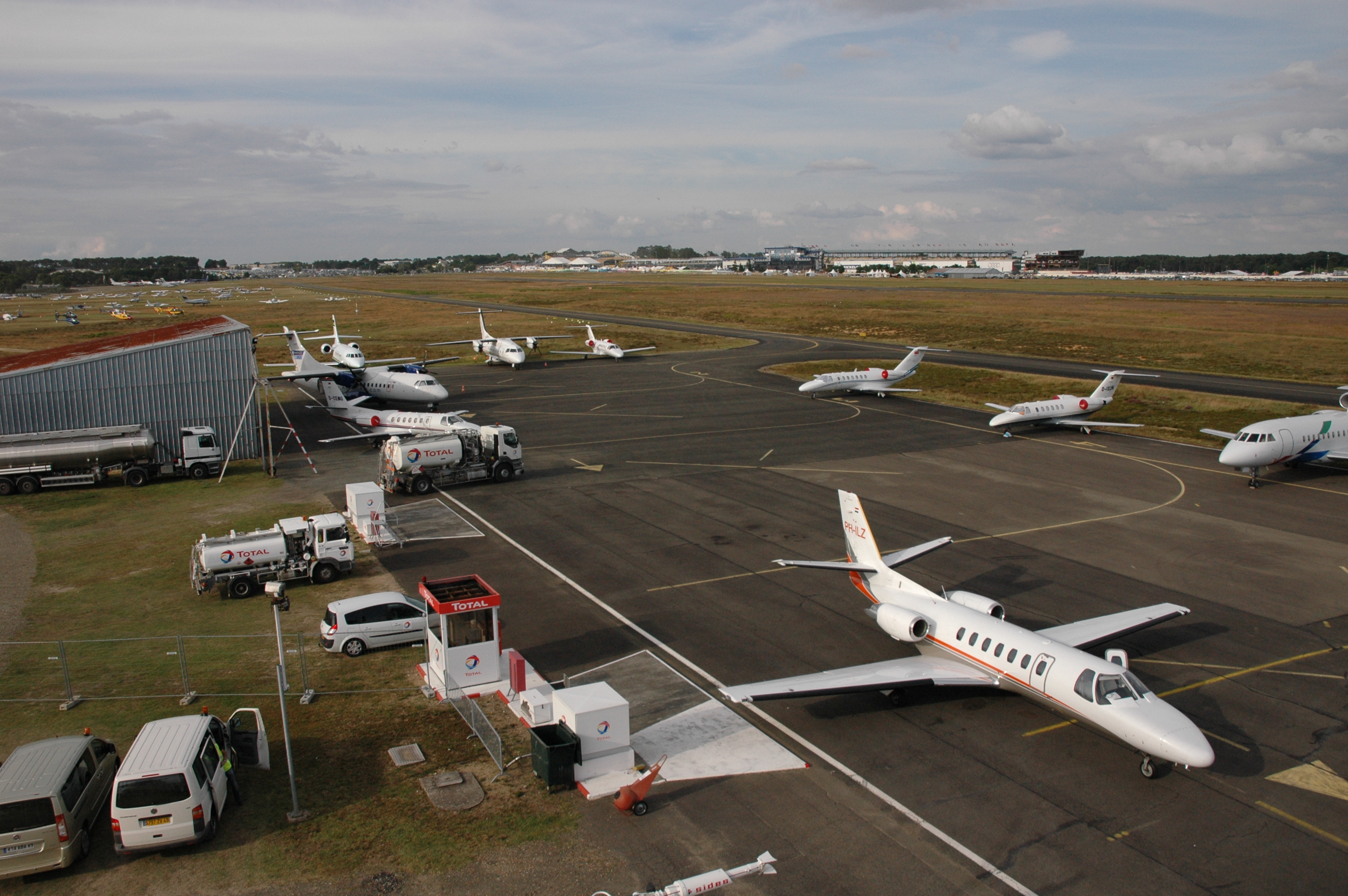
L'aéroport Le Mans-Arnage.

Le réseau d'autocars régional Aléop dessert de nombreuses communes sarthoises ainsi que Alençon située dans le département de l'Orne. Par ailleurs, le réseau Aléop propose également des lignes qui relient la commune de La Flèche à plusieurs communes du Maine-et-Loire et la commune de Sablé-sur-Sarthe à plusieurs communes de la Mayenne. Le réseau TER Pays de la Loire assure plusieurs liaisons quotidiennes en autocar entre Le Mans, La Flèche et Saumur. Enfin, l'agglomération du Mans possède un réseau de bus, ainsi qu'un tramway, tous deux gérés par la SETRAM. Sablé-sur-Sarthe est desservie par un réseau urbain dénommé Réso.
La Sarthe possède un petit aéroport, celui du Mans-Arnage, géré par la Chambre de commerce et d'industrie du Mans et de la Sarthe. Il comprend deux pistes, dont une bitumée, mais ne propose pas de liaison journalière. Il est utilisé pour les voyages privés, les déplacements sportifs et l'accueil des pilotes ou d'invités lors des 24 Heures du Mans. L'aérodrome de La Flèche - Thorée-les-Pins, situé dans le sud du département, est réservé aux vols de loisirs ainsi qu'à la pratique du modélisme aérien.
Le transport fluvial, autrefois très important pour l'économie locale, a été abandonné au profit du transport routier, et la Sarthe, l'unique cours d'eau navigable, n'est plus utilisée que par les plaisanciers.
Le réseau de pistes cyclables sarthois est assez peu développé, puisque le département ne compte que quatre voies vertes. La plus longue d'entre elles, la voie verte « Le Lude - La Flèche - Baugé », emprunte le tracé des anciennes voies ferrées qui reliaient La Flèche à Aubigné-Racan et Baugé sur un parcours de 45 km. La voie verte entre Le Mans et Arnage, sur 14 km, ainsi que celle entre Le Mans et Changé, sur 12 km, empruntent les chemins de halage qui suivent le cours de la Sarthe et de l'Huisne. Un autre tracé, la voie verte de « l'Antonnière », relie les communes de Saint-Saturnin, La Milesse et Aigné, au nord du Mans, sur près de 6 km.

### Toponymie
Le nom du département provient de la rivière du même nom.
La Constituante le 17 février 1790, décide de la division de la France en départements et le nom de Sarte, en référence à la rivière qui traverse les terres, adopte un H. L'origine latine Sarta de la rivière est probable[réf. nécessaire]. On peut hésiter au sujet de la signification. Sar d'après le dictionnaire français-latin Gaffiot, ouvrage de base et de référence latiniste, est une sorte de poisson, et sarta évoque un état de bon entretien, bien comme il faut. Avant la période révolutionnaire, la rivière est reprise sans h, dans maints ouvrages, ainsi dans l'œuvre de Pascal Robin sieur du Faux (1539-1593, poète angevin "docte en grec, latin et françois", qui la cite, parmi les rivières enfantées par la Loire, Liger, à savoir Sarta, Vigenna, Sebris, Latanos, Meduana, Liromus, Versutia, Leura, Albantia… (Sarthe, Vienne, Sèvre, Latan, Mayenne, Irosme, Versée, Erve, Aubance…)

## Histoire

### Préhistoire et Antiquité

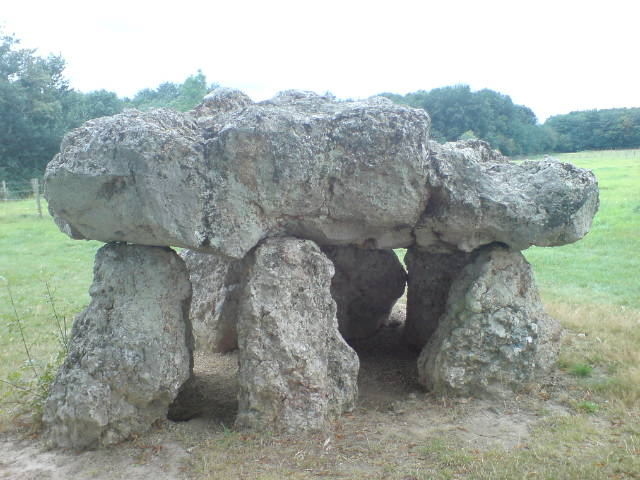
Le dolmen de Lhomme.

Les traces de l'occupation humaine de la Sarthe sont assez anciennes. Au Néolithique, plusieurs mégalithes sont édifiés, comme le dolmen de la Pierre couverte de Vaas, celui de Lhomme ou de Duneau. La Sarthe recense 28 dolmens et 46 menhirs, dont quatorze bénéficient aujourd'hui d'une protection au titre des monuments historiques. Plusieurs habitats néolithiques ont été découverts dans le département, comme à Gréez-sur-Roc, Vivoin ou Auvers-le-Hamon, ainsi que des haches de pierre polie au Mans.

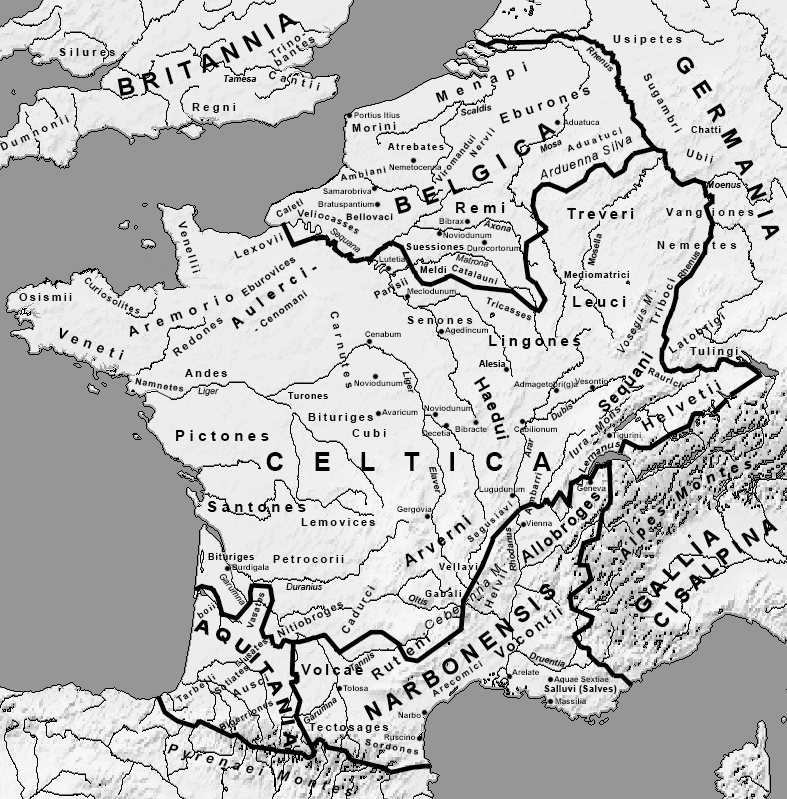
Localisation des Cénomans parmi les peuples gaulois au

À partir du Ve siècle, une peuplade celte occupe le territoire actuel de la Sarthe : les Aulerques Cénomans. Ils y établissent leur cité, Vindunum, devenue Le Mans, ainsi que le sanctuaire de Mars Mullo à Allonnes. Tacite les comptait parmi ceux qui envahirent avant cela l'Italie sous la conduite de Bellovèse et qui s'installèrent dans le nord de la péninsule italienne. Pendant la guerre des Gaules, un lieutenant de Jules César, Publius Crassus, soumet la tribu, qui se joint quelques années plus tard à l'insurrection menée par Vercingétorix. les Aulerques Cénomans envoient ainsi 5 000 hommes à l'armée chargée de délivrer Alésia.
Après la conquête de la Gaule, le territoire des Cénomans est rattaché à la province de la Gaule lyonnaise, puis sous Dioclétien, le civitas Cenomanorum intègre la Lyonnaise seconde. Vindunum, qui est ensuite mentionné sous la forme Subdunum sur la table de Peutinger, était située au centre d'un important réseau de voies romaines vers les cités importantes des peuplades voisines. Ces voies romaines se dirigeaient notamment vers Chartres (Autricum), Châteaudun (Castellodunum), Évreux (Mediolanum), Jublains (Noviodunum), Rennes (Condate), Angers (Juliomagus), Tours (Caesarodunum), Orléans (Cenabum) et Vendôme. Ces routes étaient jalonnées de relais de poste et gîtes d'étapes, comme à Cré-sur-Loir, Vaas ou encore Oisseau-le-Petit.
Plusieurs vestiges de la période gallo-romaine ont été mis au jour en Sarthe. L'enceinte romaine du Mans a été édifiée à la fin du IIIe siècle pour résister aux invasions barbares. Elle forme un quadrilatère irrégulier de 450 m de long sur 200 m de large. Sur la commune d'Aubigné-Racan, dans le sud du département, le site archéologique de Cherré regroupe un théâtre, un forum, un temple, des thermes ainsi qu'un aqueduc. Au Mans, un trésor de 152 pièces d'or gauloises a été découvert sur les bords de l'Huisne au début des années 1990,.
À partir du IIIe siècle, les invasions barbares troublent la Pax Romana. Le passage des peuples germaniques en Sarthe est attesté par la destruction d'une villa à Mont-Saint-Jean et le massacre d'une cinquantaine de ses habitants. Vers la fin du IVe siècle, le civitas cenomanorum appartient à la 3e lyonnaise.

### Christianisation et haut Moyen Âge

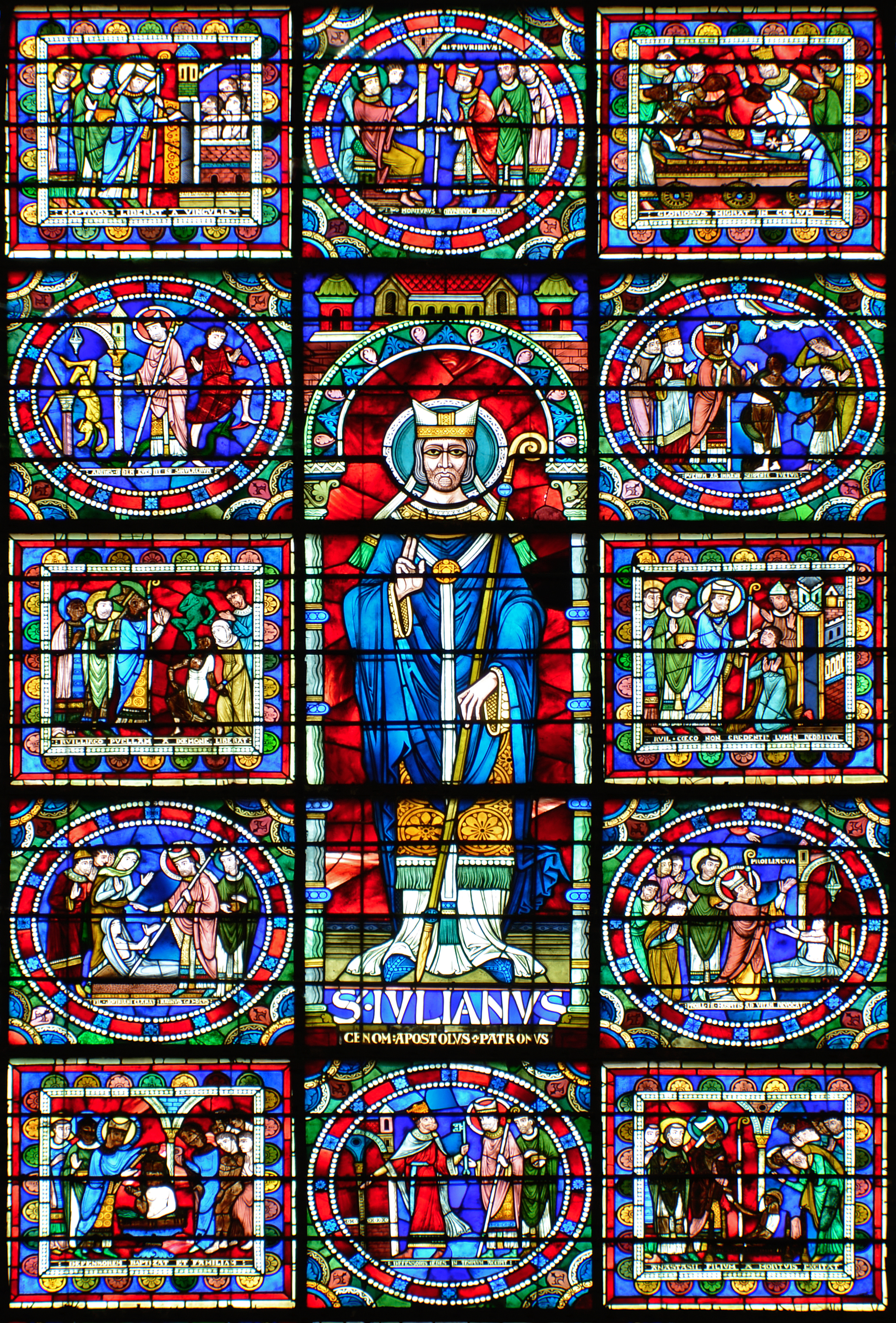
Détail du vitrail représentant saint Julien à la cathédrale du Mans.

Le christianisme semble pénétrer dans le territoire actuel de la Sarthe aux alentours du IVe ou Ve siècle sous l’influence de Tours le long des voies romaines. Selon la légende, saint Julien et ses disciples seraient les premiers évangélisateurs de la région, saint Julien étant considéré comme le premier évêque du Mans. Mais les premières sources sur la vie de saint Julien datent du IXe siècle.  Victeur est le premier évêque historiquement attesté du Mans participant à un concile, à Angers en 453 puis à Tours en 461.
À la fin du Ve siècle, un chef franc parent de Clovis, Rignomer, s'installe au Mans avec une colonie de Francs avec le titre de roi. Il est détrôné et assassiné par Clovis en 510. Pour asseoir leur domination, les Francs s'appuient sur les évêques, présence réelle et concrète de l'autorité dans la cité. Le pouvoir des évêques s'étend et ceux-ci font ouvrir de nombreux monastères au Mans, comme l'abbaye Saint-Vincent, fondée par Domnole, ou l'abbaye de la Couture fondée par Saint Bertrand, mais aussi dans le reste de l'évêché, comme à Saint-Ulphace, Saint-Rigomer ou Saint-Calais, qui prennent le nom des moines qui s'y sont installés.
Après la mort de Louis le Pieux en 840, ses trois fils se disputent l'Empire carolingien et le Maine n'est pas épargné par les combats. L'évêque Aldric quitte Le Mans pour suivre Charles le Chauve alors que les troupes de Lothaire ravagent les faubourgs de la ville. Il rentre au Mans en 841. La ville tombe ensuite aux mains de Lambert II, comte de Nantes, en 850, avant d'être reprise deux ans plus tard par le comte du Maine Gauzbert.
Les troubles ne cessent d'agiter la province du Maine. La première incursion des Vikings au Mans en 865 se traduit par le pillage de la cité et l'incendie de la cathédrale,. L'année suivante, les Vikings pillent à nouveau la ville, mais sont interceptés sur le chemin du retour par Robert le Fort à Brissarthe. La muraille gallo-romaine est restaurée à partir de 869. Les Vikings tentent de s'emparer une nouvelle fois de la ville en 875, mais ils échouent dans leur tentative. D'autres expéditions sont menées sur le territoire cénoman par les Vikings, comme au Lude, où l'église est détruite.

### DuXesiècleauXIIIesiècle
Entre les Xe et XIe siècles, le comté du Maine est marqué par les luttes de pouvoir entre comtes et évêques, issus de la famille de Bellême. Ainsi en 1034, le comte Herbert Éveille-Chien assiège et détruit le château de La Ferté appartenant à l'évêque Avesgaud de Bellême, l'obligeant à quitter l'évêché.

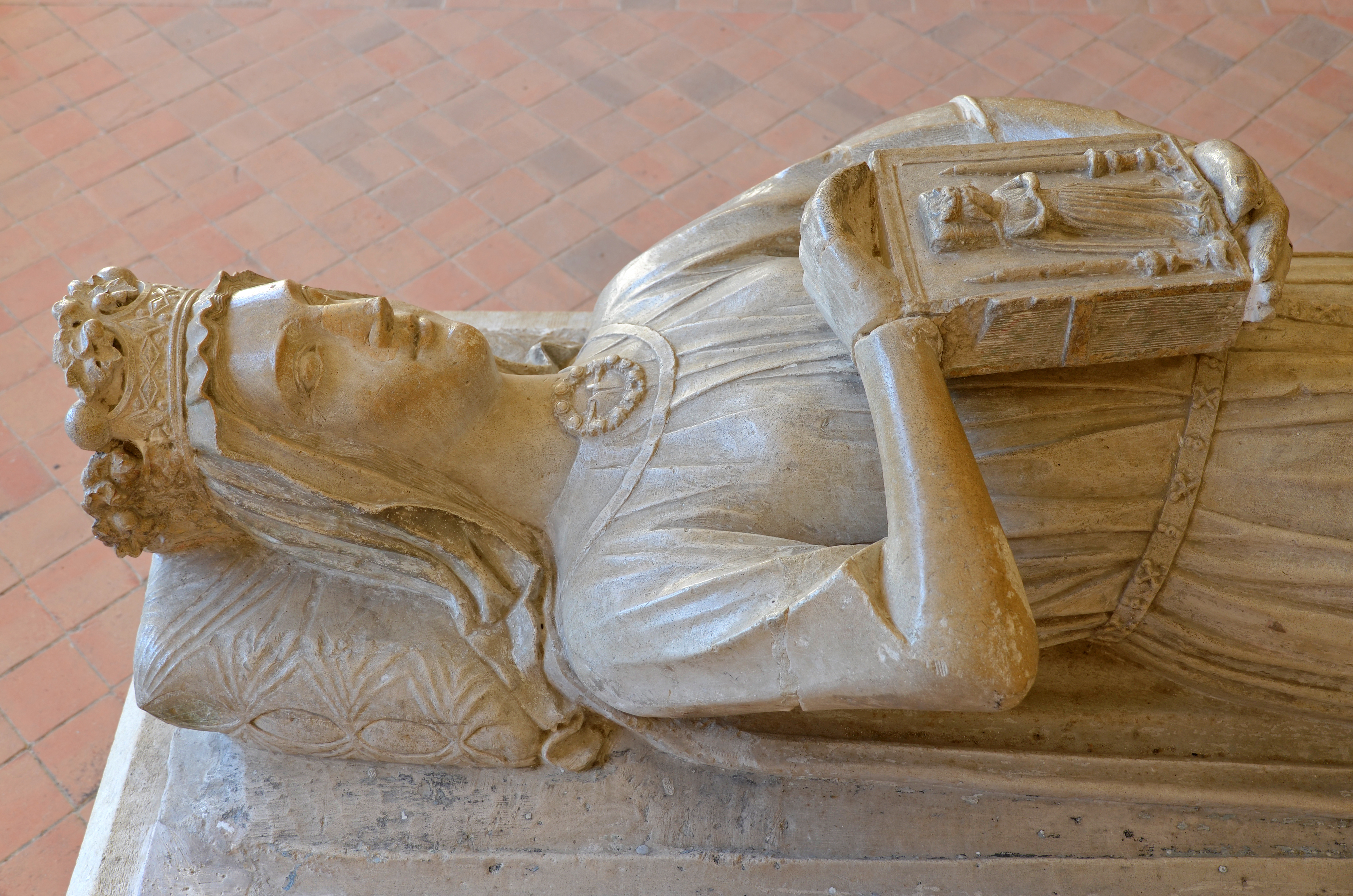
Gisant de Bérengère de Navarre à L'Épau.

Dans la seconde moitié du XIe siècle, le Maine suscite des rivalités entre Angevins et Normands. À partir de 1040, Geoffroy Martel, comte d'Anjou, occupe le Maine et s'empare du Mans dont il enferme l'évêque Gervais de Château-du-Loir. Le comte Herbert II du Maine cherche le soutien de Guillaume, duc de Normandie : Robert Courteheuse, fils de Guillaume, épouse la sœur d'Herbert, et ce dernier promet d'épouser une des filles du Guillaume. Mort sans héritier, Herbert désigne Guillaume comme son successeur, mais les seigneurs du Maine se révoltent et appellent à la tête du comté un oncle d'Herbert, Gautier de Vexin. Guillaume se lance alors dans la conquête du Maine, prend Le Mans en 1063 et installe son fils Robert Courteheuse à la tête du comté. Guillaume, devenu entre-temps le Conquérant après son succès en Angleterre, revient au Mans recevoir les clés de la ville en mars 1073.
Les seigneurs locaux se révoltent à nouveau et renouent avec le lignage des anciens comtes du Maine en plaçant à leur tête Hugues d'Este, petit-fils d'Herbert Éveille-Chien. En 1092, Hugues d'Este vend le comté du Maine à son cousin Hélie de la Flèche pour 10 000 sous manceaux. Hélie marie sa fille Eremburge à Foulques V le Jeune, rattachant ainsi définitivement le Maine à l'Anjou.
De l'union entre Eremburge et Foulques naît Geoffroy le Bel, fondateur de la dynastie des Plantagenêt. Son fils Henri II, né au Mans le 5 mars 1133, deviendra roi d'Angleterre en 1154.Au début du XIIIe siècle, Philippe Auguste confisque le Maine à Jean Sans-Terre. Il donne au même moment la ville du Mans en douaire à Bérengère de Navarre, la veuve de Richard Cœur-de-Lion. La reine Bérangère demeure au Mans jusqu'à sa mort, elle y fonde notamment l'abbaye de l'Épau. En 1246, Louis IX constitue le Maine en apanage à l'intention de son frère Charles.

### La guerre de Cent Ans

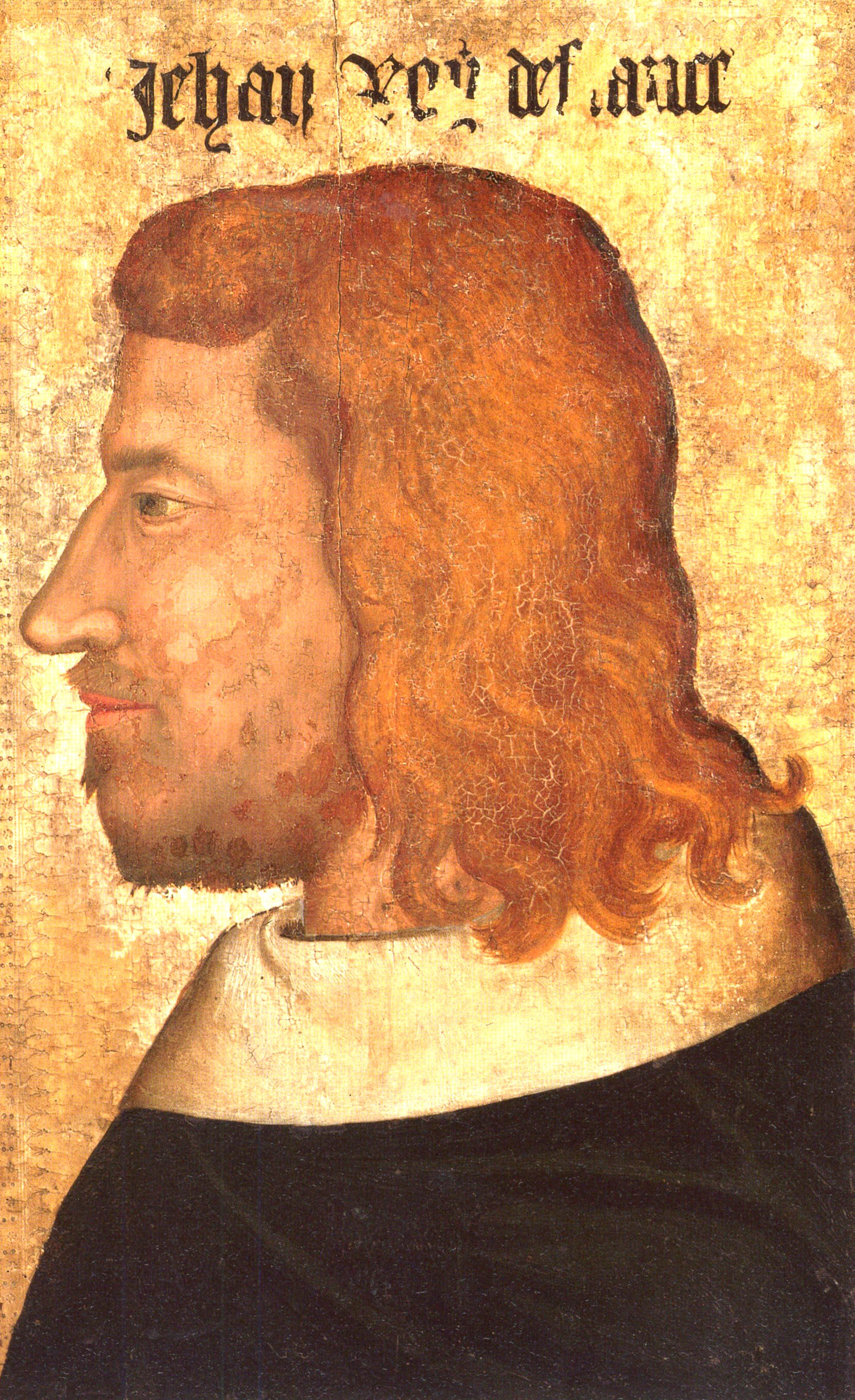
Portrait du roi Jean II, dit Jean le Bon, né au Mans.

Le Maine est rattaché à la couronne en 1328, lorsque Philippe de Valois, comte du Maine et d'Anjou, devient roi de France. Il logeait avec sa femme Jeanne de Bourgogne au château du Gué de Maulny, près du Mans, où est né leur fils Jean, qui devient le roi Jean II le Bon à la mort de Philippe. Jean détache à nouveau le comté du Maine de la couronne pour le joindre à l'apanage de son fils Louis d'Anjou.
Du fait de sa situation géographique, le comté du Maine est particulièrement touché par les combats de la guerre de Cent Ans. Après la défaite française lors de la bataille de Poitiers en 1356, Jean le Bon est capturé par les Anglais, qui chevauchent jusque dans le Maine en s'emparant des forteresses et ravageant les faubourgs du Mans. En 1370, le connétable Bertrand Du Guesclin remporte une victoire décisive face aux Anglais à la bataille de Pontvallain. Le lendemain, il s'empare de Vaas, et repousse les Anglais jusqu'au sud de la Loire.
En 1392, Pierre de Craon tente d'assassiner Olivier de Clisson, devenu connétable de France après la mort de Du Guesclin. Sa tentative échouée, Pierre de Craon se réfugie chez son cousin Jean IV, duc de Bretagne,. Le roi Charles VI décide de marcher sur la Bretagne afin de châtier les coupables. Arrivé au Mans, il quitte la ville le 5 août 1392. Alors que le cortège chemine en forêt sous une chaleur accablante, le roi est atteint d'une crise de démence soudaine : il s'empare de son épée et se précipite sur les gens de sa suite, faisant quatre victimes,. Le roi, saisi de force, est ramené au Mans ligoté sur un chariot,.
En 1417, Henri V d'Angleterre débarque en Normandie, puis s'empare de Fresnay-le-Vicomte et des châteaux de Bourg-le-Roi, Saint-Paul-le-Vicomte et Mamers dans le nord du comté. Après la bataille de Verneuil en 1424, les Anglais achèvent la conquête du Maine. Le comte de Salisbury s'empare des forteresses de Beaumont et de Sillé avant d'assiéger Le Mans, défendue par Baudouin de Tucé, qui se rend le 10 août 1425. Les Anglais s'emparent des autres places fortes du comté du Maine avant la fin de l'année 1425. La libération du Mans et des autres places du Maine intervient en 1448. En 1481, après la mort du dernier comte, Charles V, le comté du Maine retourne à la couronne. La même année, Le Mans obtient de Louis XI son érection en municipalité.

### Époque moderne
Le Maine voit naître plusieurs personnalités de la Renaissance dont les poètes Jacques Peletier du Mans et Nicolas Denisot, membres de la Pléiade, Jacques Tahureau et Robert Garnier, ainsi que le naturaliste Pierre Belon, né à la Souletière près de Cérans. La province est marquée par les guerres de religion : les protestants menés par le lieutenant de police Jean de Vignolles s'emparent du Mans en avril 1562, et tiennent la ville pendant trois mois. À la fin du siècle, la Ligue catholique est très présente dans le Maine. En remontant de la vallée du Loir, Henri IV prend Le Mans le 2 décembre 1589, tandis que La Ferté-Bernard est prise après un mois de siège en mai 1590.
Au XVIIe siècle, la province du Maine est intégrée avec celles de Touraine et d'Anjou à la généralité de Tours. L'élection du Mans rassemblait 344 paroisses.

### La Révolution et les origines du département

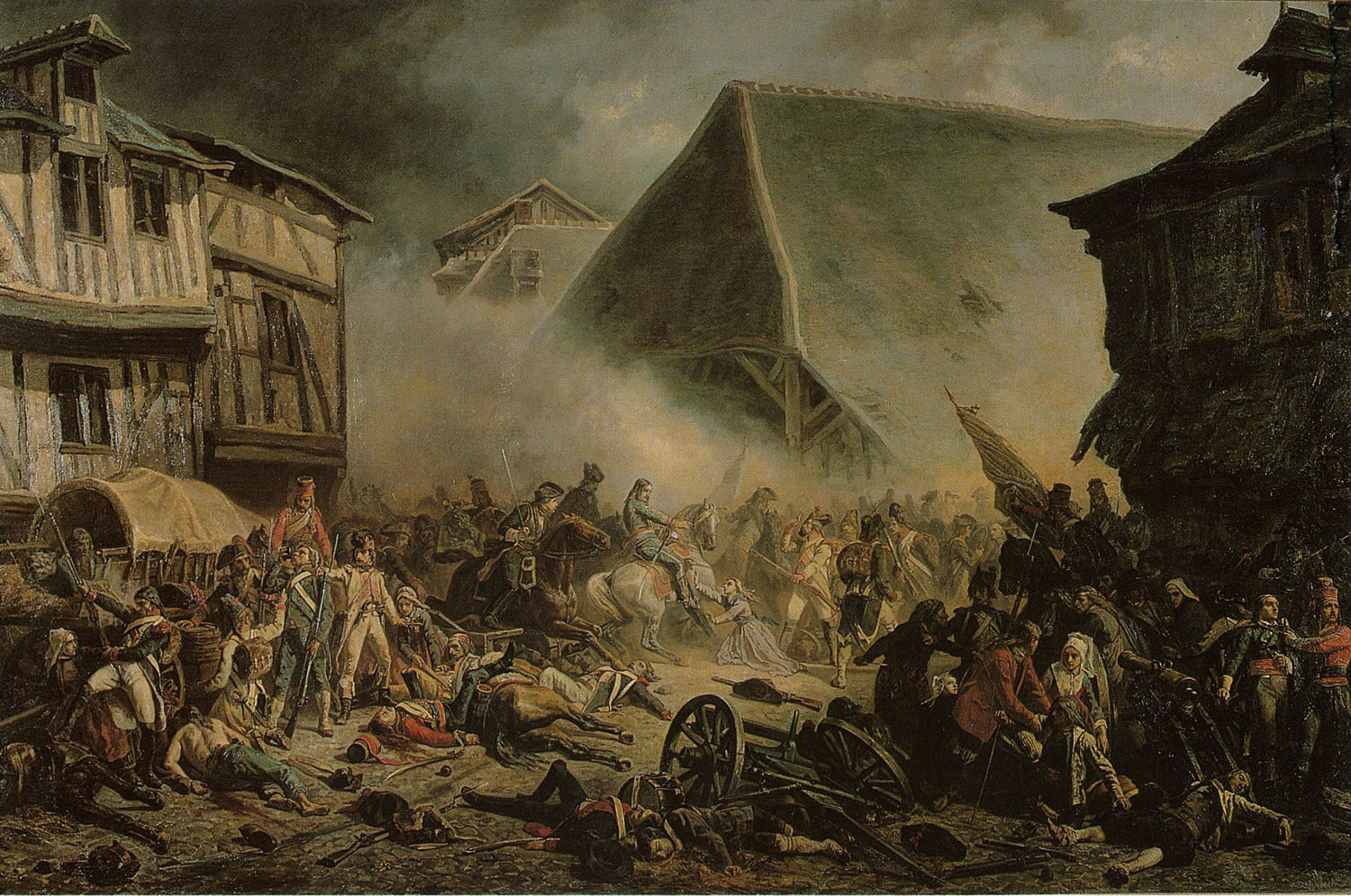
La bataille du Mans, tableau de Jean Sorieul.

La Sarthe, comme 82 autres départements, est créée par le décret du 4 mars 1790. La province du Maine est séparée en deux départements : le Haut-Maine, centré sur Le Mans, devient la Sarthe, tandis que le Bas-Maine, centré sur Laval, devient la Mayenne. La Sarthe reçoit une portion du territoire de l'ancienne province d'Anjou, située le long du Loir entre La Flèche et Le Lude, appelée le Maine angevin. Quelques paroisses du Perche, autour de Montmirail, sont elles aussi intégrées au nouveau département.

Carte de la Sarthe 1790

Pendant l'été 1789, les troubles de la Grande Peur frappent la Sarthe. Le 18 juillet, la voiture de deux députés de la noblesse est précipitée dans la rivière à Savigné-l'Évêque. Le lendemain, les patriotes manceaux imposent la création d'un comité municipal permanent dirigé par des bourgeois et placé sous la protection d'une milice citoyenne. Un massacre a lieu le 23 juillet à Ballon : Charles-Pierre Cureau, lieutenant du maire du Mans, et le comte de Montesson sont décapités dans la cour du château.
À la fin de l'année 1793, la Sarthe est touchée par l'expédition de l'armée vendéenne menée pendant la virée de Galerne. Défaits à Granville le 14 novembre, les Vendéens opèrent une retraite sur la Loire et font le siège d'Angers les 3 et 4 décembre. Repoussés, ils lèvent le siège et se replient vers le nord-est en direction du Mans, poursuivis par les hommes du général Westermann. Ils arrivent à La Flèche le 8 décembre. La défense de la ville est assurée par les hommes du général Chabot qui avaient détruit une des arches du pont sur le Loir. Les Vendéens, commandés par La Rochejaquelein, contournent la ville en franchissant le Loir au niveau d'un gué, avant d'attaquer les troupes républicaines de Chabot. Pris à revers, les républicains s'enfuient. Les Vendéens rétablirent le pont et séjournèrent quelques jours à La Flèche, le temps de se refaire avant de repartir en direction du Mans le 10 décembre et de détruire le pont derrière eux. Néanmoins le même jour, le général Westermann reprend la ville et écrase l'arrière-garde des royalistes. Les blessés et les malades vendéens laissés à La Flèche sont massacrés par les soldats. Selon les généraux républicains environ 1 000 Vendéens meurent à La Flèche ou ses environs.

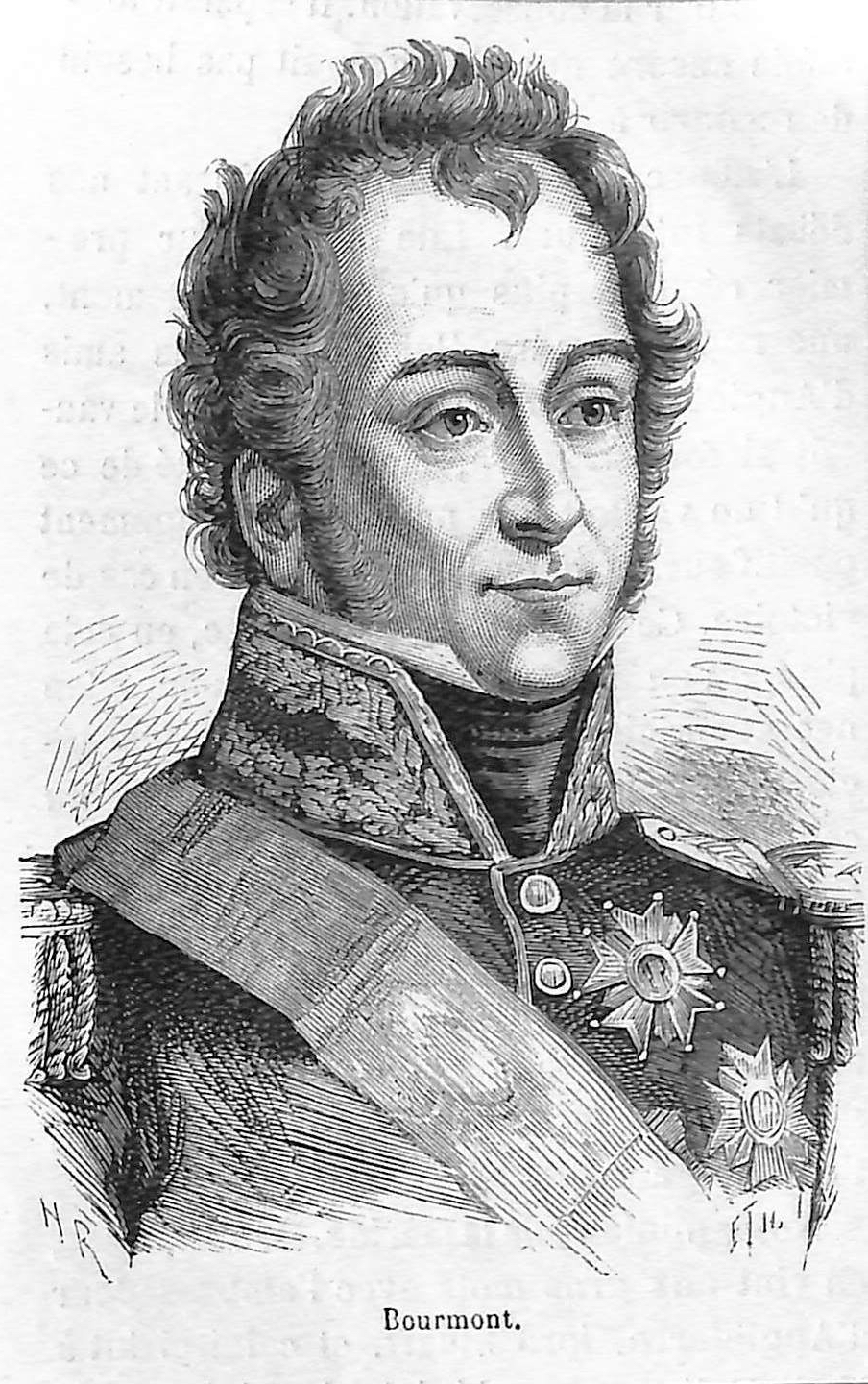
Le comte de Bourmont, commandant l'Armée royale du Maine en 1799

L'armée vendéenne arrive au Mans, qu'elle occupe après un court combat dans les environs de Pontlieue. Le 12 décembre, l'avant-garde de l'armée républicaine commandée par Westermann arrive au Mans et passe aussitôt à l'attaque, mais est repoussée à l'extérieur de la ville par les hommes de La Rochejaquelein. Westermann reçoit en renfort les troupes de Tilly, puis celles de Marceau et enfin celles de Kléber. Les combats se portent alors à l'intérieur de la ville et se poursuivent toute la nuit. La Rochejaquelein et le gros des troupes se replient sur Laval. L'affrontement tourne au bain de sang, les soldats républicains pénètrent dans les maisons et y massacrent les femmes et les enfants vendéens qui s'y étaient réfugiés. 10 000 à 15 000 Vendéens sont tués au cours de cette bataille, beaucoup d'autres sont faits prisonniers; les républicains en revanche n'ont que 30 morts et 100 blessés.
En 1799, les levées d'hommes pour faire face aux défaites militaires de la République et le vote de la loi des otages conduisent les chefs chouans à lancer une nouvelle insurrection. Ils désignent le comte de Bourmont, alors en exil en Angleterre, pour commander en chef de l'Armée royale du Maine. Les insurgés, venus de la Sarthe et de la Mayenne au nombre de 12 000 étaient répartis en divisions organisées par des chefs vétérans des insurrections précédentes. Le 15 octobre, l'armée royale du Maine prend Le Mans, avant de l'abandonner quelques jours plus tard pour se porter vers le bourg de Ballée, en Mayenne.
L'Empire met fin pour un temps aux insurrections. Les activités de la chouannerie reprennent épisodiquement, comme en 1813, où les troupes impériales arrivent en Sarthe pour mettre fin à une bande organisée sous la direction du capitaine « Sans-Façon » aux alentours de Sillé-le-Guillaume.
En 1808, Napoléon Ier décide de transférer le Prytanée militaire de Saint-Cyr dans les locaux de l'ancien collège des Jésuites de La Flèche, fondé par Henri IV.
Après la chute de Napoléon Ier à la bataille de Waterloo en 1815, le département est occupé par les troupes prussiennes. Une première brigade arrive au Mans le 3 août, suivie de deux autres brigades destinées à camper dans la région de La Flèche et celle de Mamers. L'occupation dure près de deux mois, jusqu'au départ des Prussiens le 28 septembre.

### DuXIXesiècleà nos jours

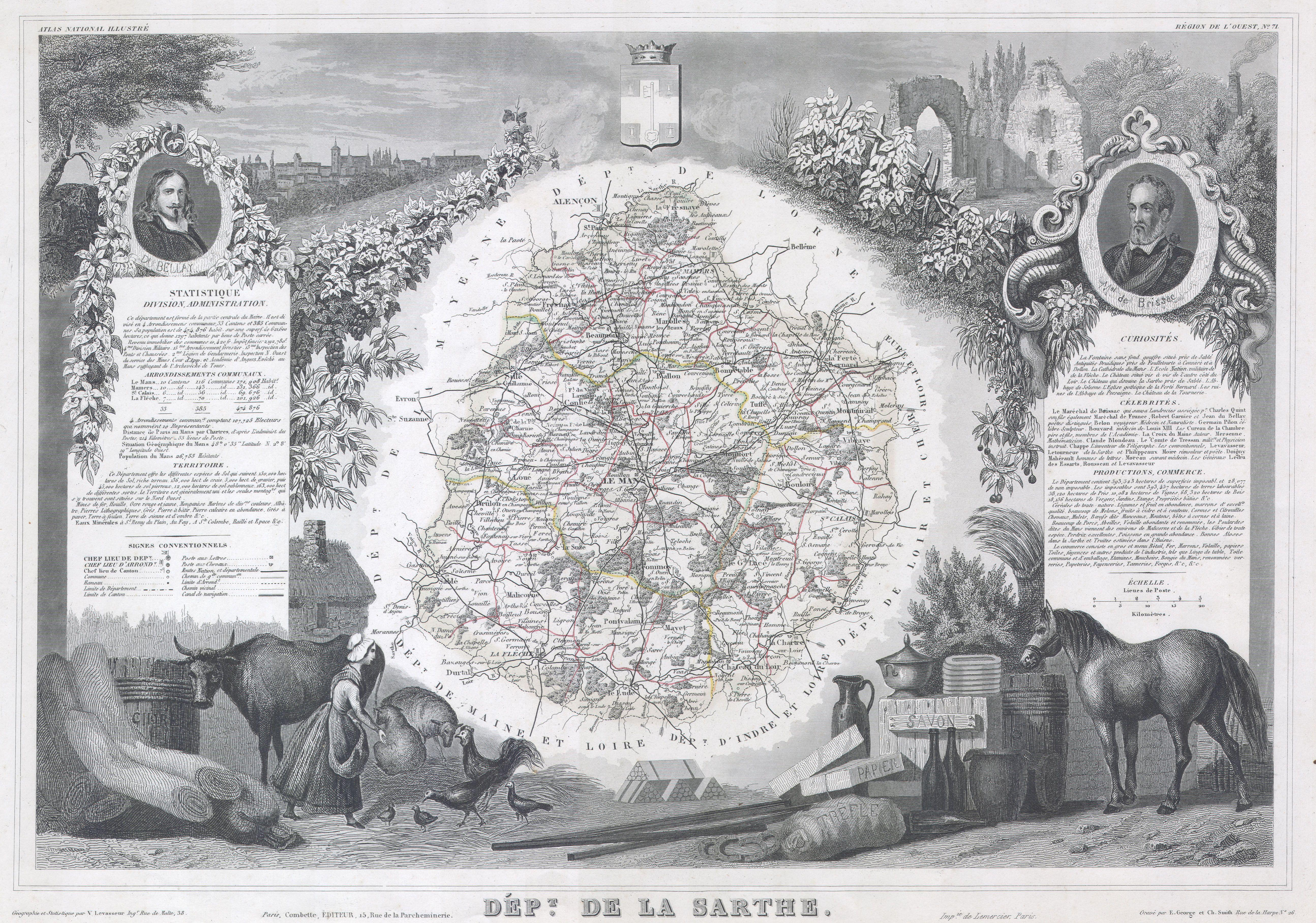
Le département de la Sarthe au XIXe siècle

À la suite du coup d'État du 2 décembre 1851 mené par Louis-Napoléon Bonaparte, l'ancien ministre des finances Trouvé-Chauvel qui réside à La Suze-sur-Sarthe décide les ouvriers tanneurs de la localité à prendre les armes pour protester contre les décrets présidentiels. La révolte prend fin au bout de quelques jours et plusieurs dizaines d'habitants de La Suze sont déportés en Algérie.

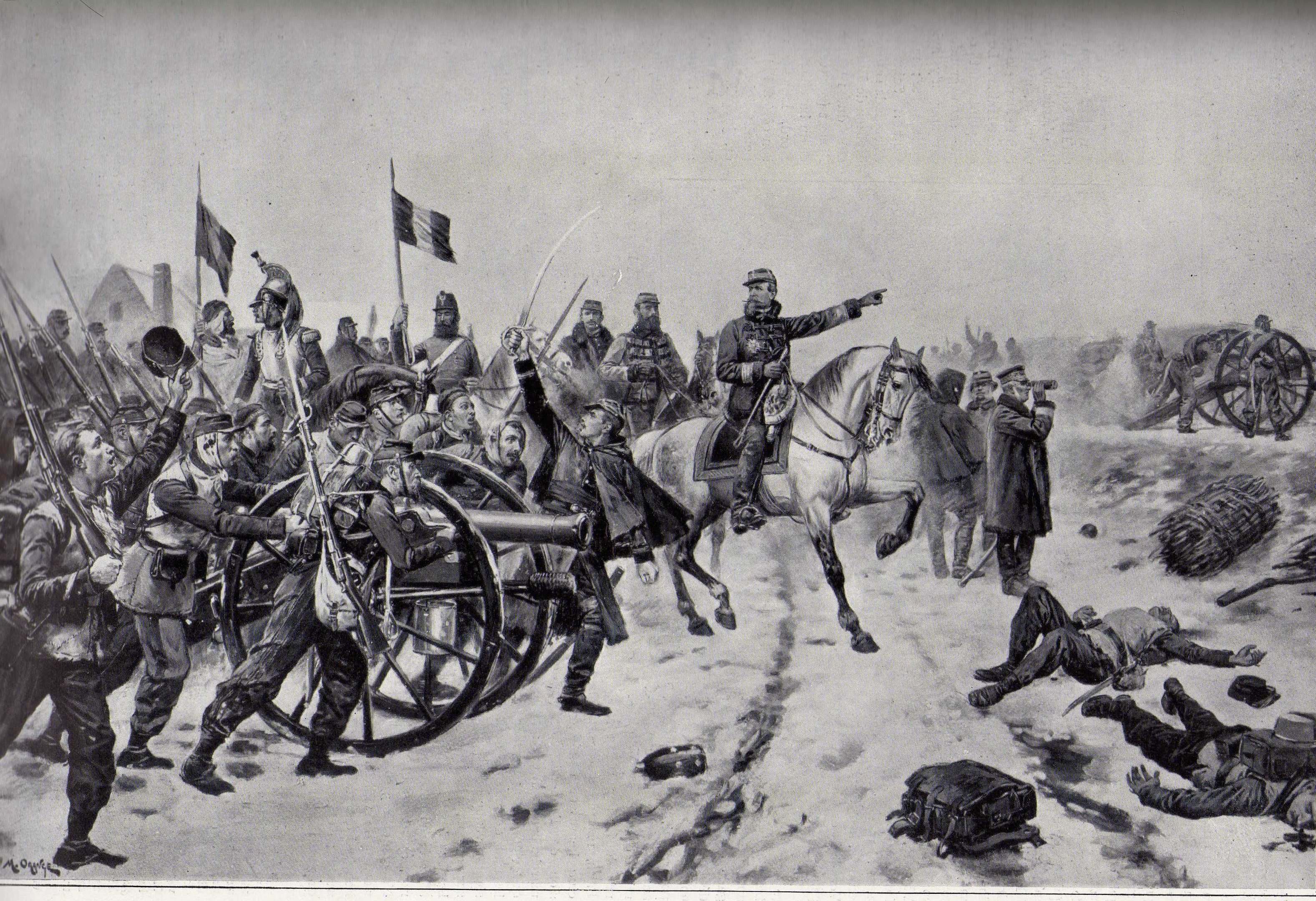
La bataille du Mans en janvier 1871.

Le Second Empire prend fin avec la guerre franco-prussienne de 1870. Après la bataille de Sedan où les Français sont défaits le 1er octobre 1870, l'armée de la Loire est formée par Léon Gambetta pour poursuivre la guerre contre les Allemands. Le 22 octobre, le général de Kératry est nommé à la tête de l'armée de Bretagne et chargé d'établir le camp de Conlie dans le Nord-Ouest de la Sarthe afin d'y accueillir les 60 000 hommes mobilisés. Le ravitaillement en matériel et en armes du camp connaît des difficultés et les soldats mobilisés ne reçoivent ni l'armement, ni l'instruction nécessaire pour se rendre au combat. Les premiers combats en Sarthe interviennent au cours du mois de novembre autour de La Ferté-Bernard. Après les défaites françaises à Orléans et Loigny au début du mois de décembre, l'armée de la Loire est réorganisée et le commandement en est confié à Alfred Chanzy, qui décide de se replier sur Le Mans. Le 25 décembre, les Prussiens attaquent et pillent la ville de Saint-Calais, dans l'Est du département. La bataille du Mans s'engage à partir du 9 janvier 1871, mais après quelques jours de résistance, l'armée commandée par Chanzy est battue et doit se replier vers Laval puis sur la rive droite de la Mayenne, alors que l'armistice mettant fin aux combats est signé le 28 janvier. L'occupation de la Sarthe commence et l'armée prussienne atteint La Flèche le 19 janvier.
Entre la fin du XIXe et le début du XXe siècle, Le Mans devient un haut lieu dans le domaine des transports, avec les inventions dans le domaine de l'automobile des frères Léon et Amédée Bollée, ainsi que les premiers vols en avion des frères Orville et Wilbur Wright au-dessus de la ligne droite des Hunaudières. L'exploitation des houillères locales favorise le développement de l'activité chauffournière dans la région au XIXe siècle.
Lors de la Seconde Guerre mondiale, les Allemands arrivent au Mans le 18 juin 1940, et prennent possession des villes situées au sud du département, La Flèche et Le Lude, le lendemain. La libération du Mans intervient le 8 août 1944, celle du département le 10 août.

## Politique et administration

### Politique

#### Tendance politique
Le département de la Sarthe est un département traditionnellement situé à droite de l’échiquier politique. Sous la Cinquième République (ayant débuté en 1958), le département a ainsi la plupart du temps élu des personnalités politiques de droite. Pour autant la nouvelle tendance observée depuis les récentes élections locales s'oriente vers un certain retour de la gauche, notamment par le biais du Parti socialiste. Ainsi, lors des élections législatives de 2012, les candidats de la gauche ont été élus dans quatre des cinq circonscriptions législatives, alors qu'ils n'en avaient remporté qu'une en 2007 et aucune en 2002. De même, lors de l'élection présidentielle de 2012, le socialiste François Hollande est arrivé en tête à chaque tour, atteignant 28,13 % des suffrages lors du 1er tour et 52,67 % lors du second tour.
Pour autant, la droite a conservé la majorité au conseil général avec 22 sièges sur 40, et placé à sa tête le représentant de l'UMP Jean-Marie Geveaux. De même, la Sarthe compte trois sénateurs de droite : Roland du Luart, Marcel-Pierre Cléach et Jean-Pierre Chauveau.
Le département de la Sarthe enregistre le plus souvent des taux d'abstention plus faibles que ceux de la moyenne nationale lors des élections présidentielles. Ainsi lors de l'élection présidentielle de 2012, l'abstention n'atteignait que 17,83 % au 1er tour et 18,36 % au second, contre 20,52 % et 19,65 % au niveau national.

#### Personnalités politiques

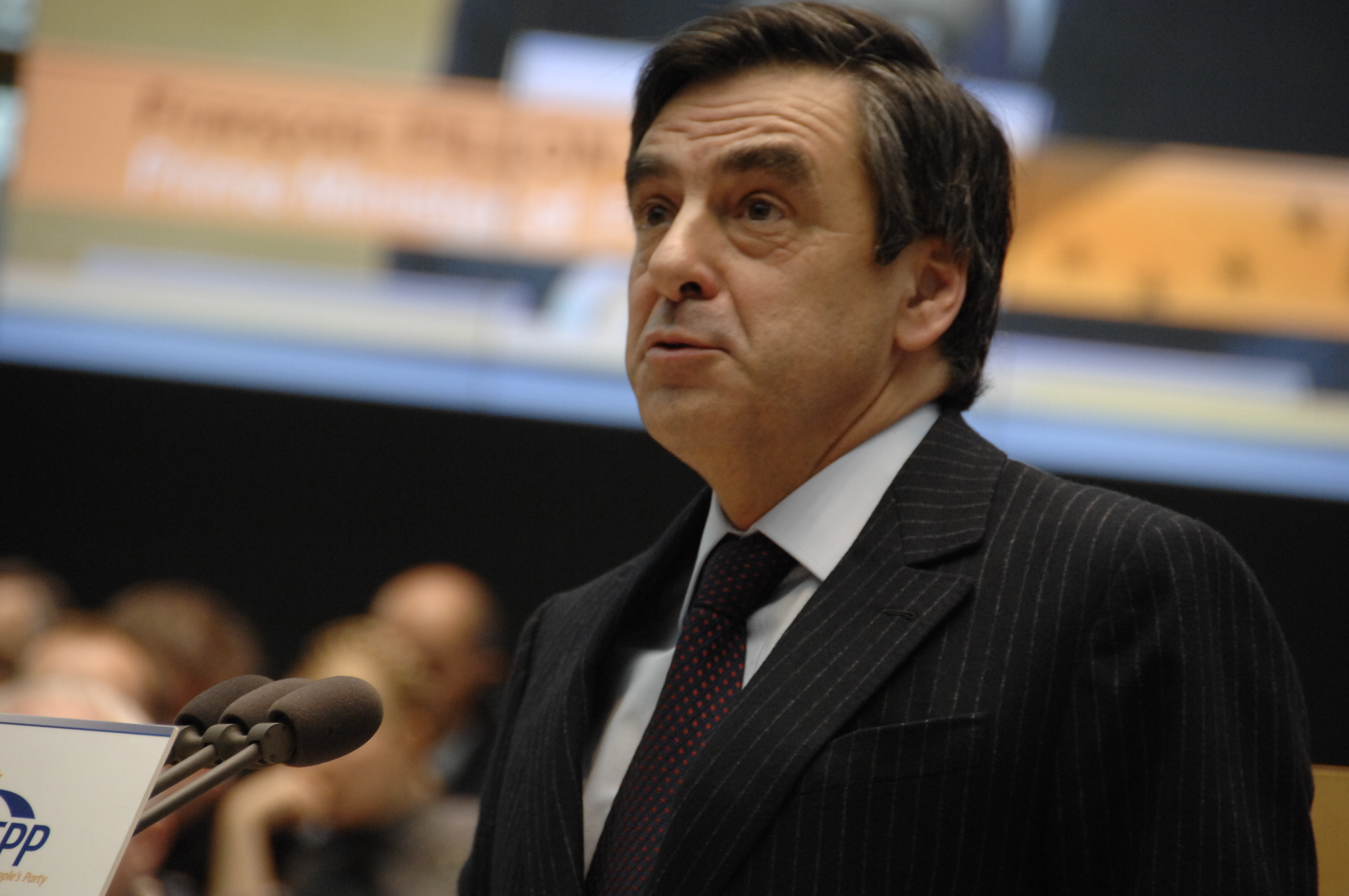
François Fillon, Premier ministre de 2007 à 2012, ancien député et sénateur de la Sarthe.

La Sarthe a notamment donné plusieurs ministres à la France depuis la Troisième République, dont François Fillon :
- Auguste de Talhouët-Roy (1819-1884), ministre des travaux publics.
- Eugène Caillaux (1822-1896), ministre des travaux publics, puis ministre des finances.
- Jacques Marie Eugène Godefroy Cavaignac (1853-1905), ministre de la marine puis ministre de la guerre.
- Joseph Caillaux (1863-1944), président du Conseil et ministre de l'Intérieur, puis ministre des finances.
- Alain Albert Leret d'Aubigny (1875-1945), secrétaire d'État aux finances.
- Christian Pineau (1904-1995), ministre des travaux publics, puis ministre des affaires étrangères.
- Jean Letourneau (1907-1986), plusieurs fois ministre sous la IVe République.
- Joël Le Theule (1930-1980), ministre des départements et territoires d'Outre-Mer, puis ministre des transports et ministre de la défense.
- François Fillon (1954-), candidat de la droite et du centre à l’élection présidentielle de 2017, premier ministre de 2007 à 2012.
- Stéphane Le Foll (1960-), ministre de l'agriculture, de l'agroalimentaire et de la forêt de 2012 à 2017.

Paul d'Estournelles de Constant (1852-1924), né à La Flèche, député puis sénateur de la Sarthe, est élu prix Nobel de la paix en 1909.

### Conseil départemental
Le Conseil départemental est l'assemblée délibérante du département de la Sarthe, collectivité territoriale décentralisée. Son siège se trouve au Mans, à l'hôtel du département. Le Conseil départemental comprend 42 conseillers généraux issus des 21 cantons de la Sarthe. Ces conseillers sont renouvelés tous les 6 ans.
En 2018, le budget primitif du Conseil départemental s'élève à 618,4 millions d'euros.

### Administration

#### Administration territoriale

Les communes du département.

Le département de la Sarthe est composé de 354 communes, 21 cantons et 3 arrondissements. L'arrondissement du Mans, le moins vaste avec 837 km2, regroupe près de la moitié de la population sarthoise (46,3 %) avec 268 018 habitants, répartis sur 45 communes. L'arrondissement de la Flèche, qui comprend la vallée du Loir et la vallée de la Sarthe, regroupe 118 communes, pour 148 675 habitants. L'arrondissement de Mamers, qui comprend la Haute-Sarthe, les Alpes mancelles et le Perche sarthois, regroupe quant à lui 191 communes, pour une population à peu près équivalente à celui de La Flèche avec 149 436 habitants.
La Sarthe possède 16 intercommunalités, dont une seule communauté urbaine, Le Mans Métropole. Par ailleurs, quatre communes sarthoises (Arçonnay, Champfleur, Le Chevain et Saint-Paterne) sont membres de la communauté urbaine d'Alençon, pourtant située dans le département voisin de l'Orne.

#### Instances judiciaires et administratives
Le département de la Sarthe dépend du ressort de la cour d'appel d'Angers, dont le siège se situe au palais de justice d'Angers. Le ressort couvre un territoire de 18 547 km2 qui comprend 18 juridictions, dont cinq sont situées en Sarthe : le tribunal de grande instance du Mans, les tribunaux d'instance du Mans et de la Flèche ainsi que le conseil des prud'hommes et le tribunal de commerce du Mans,. Le département est par ailleurs couvert par le tribunal administratif de Nantes, dont le ressort s'étend sur toute la région des Pays de la Loire.
En matière de police, la Sarthe dépend de la Direction interrégionale de la Police judiciaire (DIPJ) de Rennes (Ille-et-Vilaine), qui couvre l'ensemble des régions Bretagne, Pays de la Loire, Haute et Basse-Normandie. À cela s'ajoute la présence de la police municipale dans certaines communes et de la Direction départementale de la sécurité publique de la Sarthe (DDSP72), qui est la principale direction opérationnelle intégrée à la Direction Générale de la Police nationale, incluant notamment Police secours. La Sarthe possède aussi un groupement départemental de gendarmerie.
La préfecture de la Sarthe est établie dans l'ancienne abbaye de la Couture du Mans. Le préfet de la Sarthe, c'est-à-dire le représentant de l'État en Sarthe, est Pascal Dallennes depuis février 2020.

## Population et société

### Démographie

#### Évolution démographique
En 2022, le département comptait 566 129 habitants, en évolution de −0,25 % par rapport à 2016 (France hors Mayotte : +2,11 %).
| 1791 | 1801    | 1806    | 1821    | 1826    | 1831    | 1836    | 1841    | 1846    |
| ---- | ------- | ------- | ------- | ------- | ------- | ------- | ------- | ------- |
| -    | 388 143 | 410 380 | 428 432 | 446 519 | 457 372 | 466 488 | 470 535 | 474 876 |

| 1851    | 1856    | 1861    | 1866    | 1872    | 1876    | 1881    | 1886    | 1891    |
| ------- | ------- | ------- | ------- | ------- | ------- | ------- | ------- | ------- |
| 473 071 | 467 193 | 466 155 | 463 619 | 446 603 | 446 239 | 438 917 | 436 111 | 429 737 |

| 1896    | 1901    | 1906    | 1911    | 1921    | 1926    | 1931    | 1936    | 1946    |
| ------- | ------- | ------- | ------- | ------- | ------- | ------- | ------- | ------- |
| 425 077 | 422 699 | 421 470 | 419 370 | 389 235 | 387 482 | 384 619 | 388 519 | 412 214 |

| 1954    | 1962    | 1968    | 1975    | 1982    | 1990    | 1999    | 2006    | 2011    |
| ------- | ------- | ------- | ------- | ------- | ------- | ------- | ------- | ------- |
| 420 393 | 443 019 | 461 839 | 490 385 | 504 768 | 513 654 | 529 851 | 553 484 | 565 718 |

| 2016    | 2021    | 2022    | - | - | - | - | - | - |
| ------- | ------- | ------- | - | - | - | - | - | - |
| 567 561 | 566 058 | 566 129 | - | - | - | - | - | - |

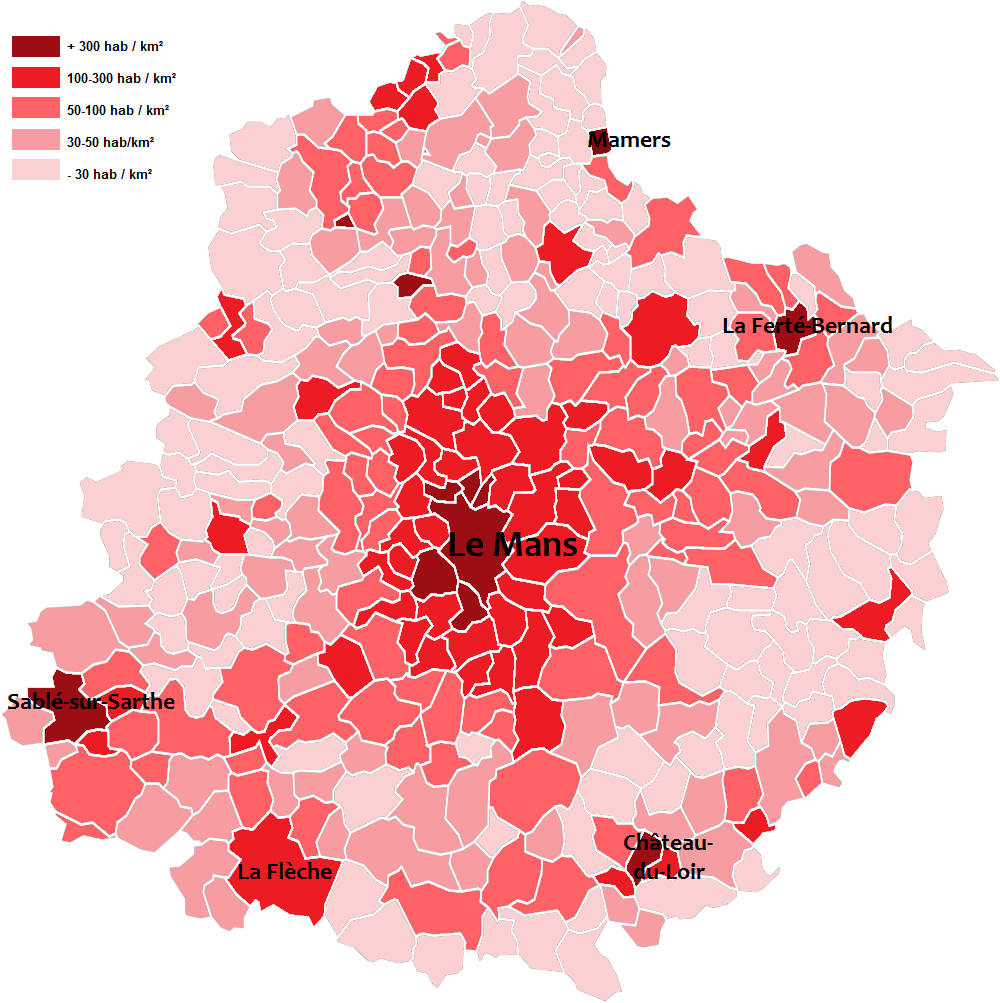
La densité de population en Sarthe par communes.

La Sarthe est un département moyennement peuplé, sa densité était de 91,2 habitants par kilomètre carré en 2022, légèrement inférieure aux 107,1 hab./km2 en France métropolitaine. Elle est également inférieure à celle des Pays de la Loire, qui s'élève à 120,9 hab./km2. La population sarthoise est en constante augmentation depuis 1968. Elle a augmenté de 6,3 % entre 1999 et 2010. La Sarthe possède une croissance démographique régulière, avec 0,6 % d'augmentation par an. Cet accroissement est dû au solde naturel, avec 0,3 % de hausse par an, ainsi qu'au solde migratoire, avec 0,2 %. La Sarthe présente un taux de natalité de 12,6 ‰, légèrement en retrait de la moyenne nationale (12,8 ‰). C'est dans les communes périurbaines composant la deuxième couronne mancelle, ainsi que le long des axes Angers-Le Mans et Laval-Le Mans que le dynamisme démographique est le plus fort.
La hausse de la population s'accompagne d'un vieillissement de la population, qui à terme, ferait diminuer le taux de croissance.  L'Insee prévoit une hausse de 80 000 habitants entre 2007 et 2040, avec un taux de croissance moyen de 0,4 %, en dessous de celui des Pays de la Loire (0,7 %).

##### Communes les plus peuplées
| Nom                | Code Insee | Intercommunalité                 | Superficie (km2) | Population (dernière pop. légale) | Densité (hab./km2) | Modifier                                    |
| ------------------ | ---------- | -------------------------------- | ---------------- | --------------------------------- | ------------------ | ------------------------------------------- |
| Le Mans            | 72181      | CU Le Mans Métropole             | 52,81            | 145 182 (2022)                    | 2 749              | modifier les données · modifier les données |
| La Flèche          | 72154      | CC du Pays Fléchois              | 74,21            | 15 081 (2022)                     | 203                | modifier les données · modifier les données |
| Sablé-sur-Sarthe   | 72264      | CC du Pays Sabolien              | 36,92            | 12 194 (2022)                     | 330                | modifier les données · modifier les données |
| Allonnes           | 72003      | CU Le Mans Métropole             | 18,07            | 10 740 (2022)                     | 594                | modifier les données · modifier les données |
| La Ferté-Bernard   | 72132      | CC du Pays de l'Huisne Sarthoise | 14,96            | 8 769 (2022)                      | 586                | modifier les données · modifier les données |
| Coulaines          | 72095      | CU Le Mans Métropole             | 3,93             | 8 049 (2022)                      | 2 048              | modifier les données · modifier les données |
| Changé             | 72058      | CC du Sud-Est du Pays Manceau    | 35,06            | 6 803 (2022)                      | 194                | modifier les données · modifier les données |
| Montval-sur-Loir   | 72071      | CC Loir-Lucé-Bercé               | 26,99            | 5 707 (2022)                      | 211                | modifier les données · modifier les données |
| Arnage             | 72008      | CU Le Mans Métropole             | 10,76            | 5 463 (2022)                      | 508                | modifier les données · modifier les données |
| Parigné-l'Évêque   | 72231      | CC du Sud-Est du Pays Manceau    | 63,40            | 5 367 (2022)                      | 85                 | modifier les données · modifier les données |
| Mulsanne           | 72213      | CU Le Mans Métropole             | 15,25            | 5 299 (2022)                      | 347                | modifier les données · modifier les données |
| Mamers             | 72180      | CC Maine Saosnois                | 5,05             | 5 080 (2022)                      | 1 006              | modifier les données · modifier les données |
| Écommoy            | 72124      | CC d'Orée de Bercé - Belinois    | 28,50            | 4 818 (2022)                      | 169                | modifier les données · modifier les données |
| La Suze-sur-Sarthe | 72346      | CC du Val de Sarthe              | 21,40            | 4 628 (2022)                      | 216                | modifier les données · modifier les données |
| Yvré-l'Évêque      | 72386      | CU Le Mans Métropole             | 27,61            | 4 187 (2022)                      | 152                | modifier les données · modifier les données |

#### Pyramide des âges
Les pyramides des âges du département de la Sarthe, comparées sur les années 1999 et 2009, expriment le vieillissement de la population. La part des plus de 60 ans est ainsi passée de 23,1 % à 23,9 % de la population totale en dix ans. Plus particulièrement, la tranche des plus de 75 ans a augmenté de 8,6 % à 9,9 % sur la même période, tandis que la tranche des moins de 30 ans a reculé de 37,6 à 36,2 %.
| Hommes | Classe d’âge | Femmes |
| ------ | ------------ | ------ |
| 21 108 | 75 et plus   | 34 167 |
| 37 459 | 60 à 74      | 41 483 |
| 56 838 | 45 à 59      | 57 472 |
| 54 638 | 30 à 44      | 54 738 |
| 49 630 | 15 à 29      | 47 465 |
| 54 143 | 0 à 14       | 51 909 |

| Hommes | Classe d’âge | Femmes |
| ------ | ------------ | ------ |
| 17 132 | 75 et plus   | 28 522 |
| 35 611 | 60 à 74      | 41 114 |
| 47 776 | 45 à 59      | 47 820 |
| 56 755 | 30 à 44      | 55 935 |
| 53 445 | 15 à 29      | 50 579 |
| 48 448 | 0 à 14       | 46 758 |

#### Les ménages
Le nombre total de ménages sarthois est de 241 552 en 2009. Le département compte une majorité de ménages composés d'une seule personne, parmi lesquelles 18,7 % de femmes et 13,9 % d'hommes vivant seuls. Ce niveau est légèrement plus faible en Sarthe qu'en moyenne en France.
Voici ci-dessous les données en pourcentages de la répartition de ces ménages par rapport au nombre total de ménages :
Les ménages
| Ménages de :                 | 1 personne | 2 pers. | 3 pers. | 4 pers. | 5 pers. | 6 pers. ou + |
| ---------------------------- | ---------- | ------- | ------- | ------- | ------- | ------------ |
| Sarthe                       | 32,6 %     | 35,4 %  | 13,1 %  | 12,7 %  | 4,8 %   | 1,4 %        |
| Moyenne Nationale            | 33,3 %     | 32,8 %  | 14,8 %  | 12,5 %  | 4,7 %   | 1,8 %        |
| Sources des données : INSEE, |            |         |         |         |         |              |

### Enseignement et recherche

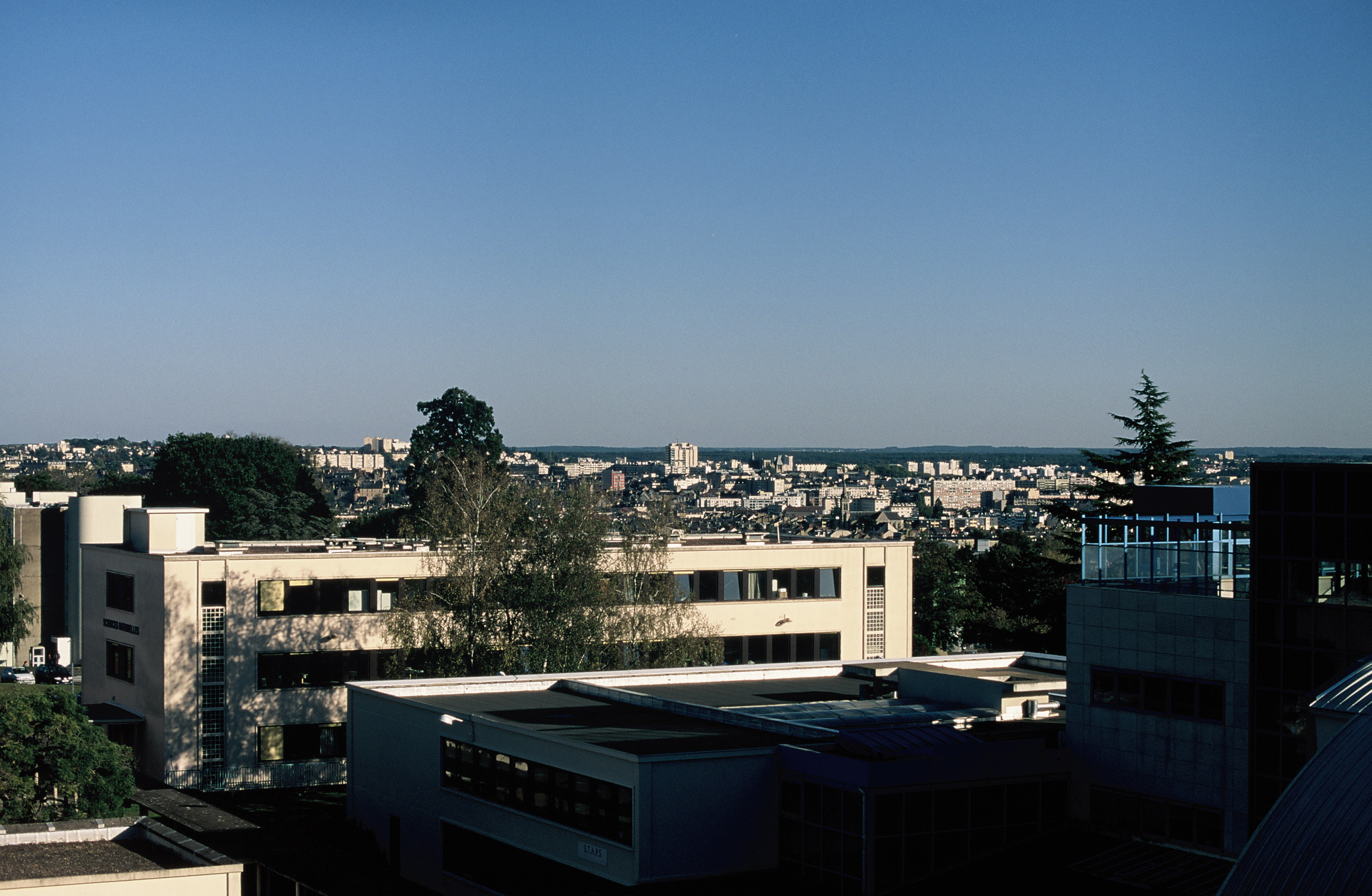
Vue sur le campus du Ribay et l'Université du Maine.

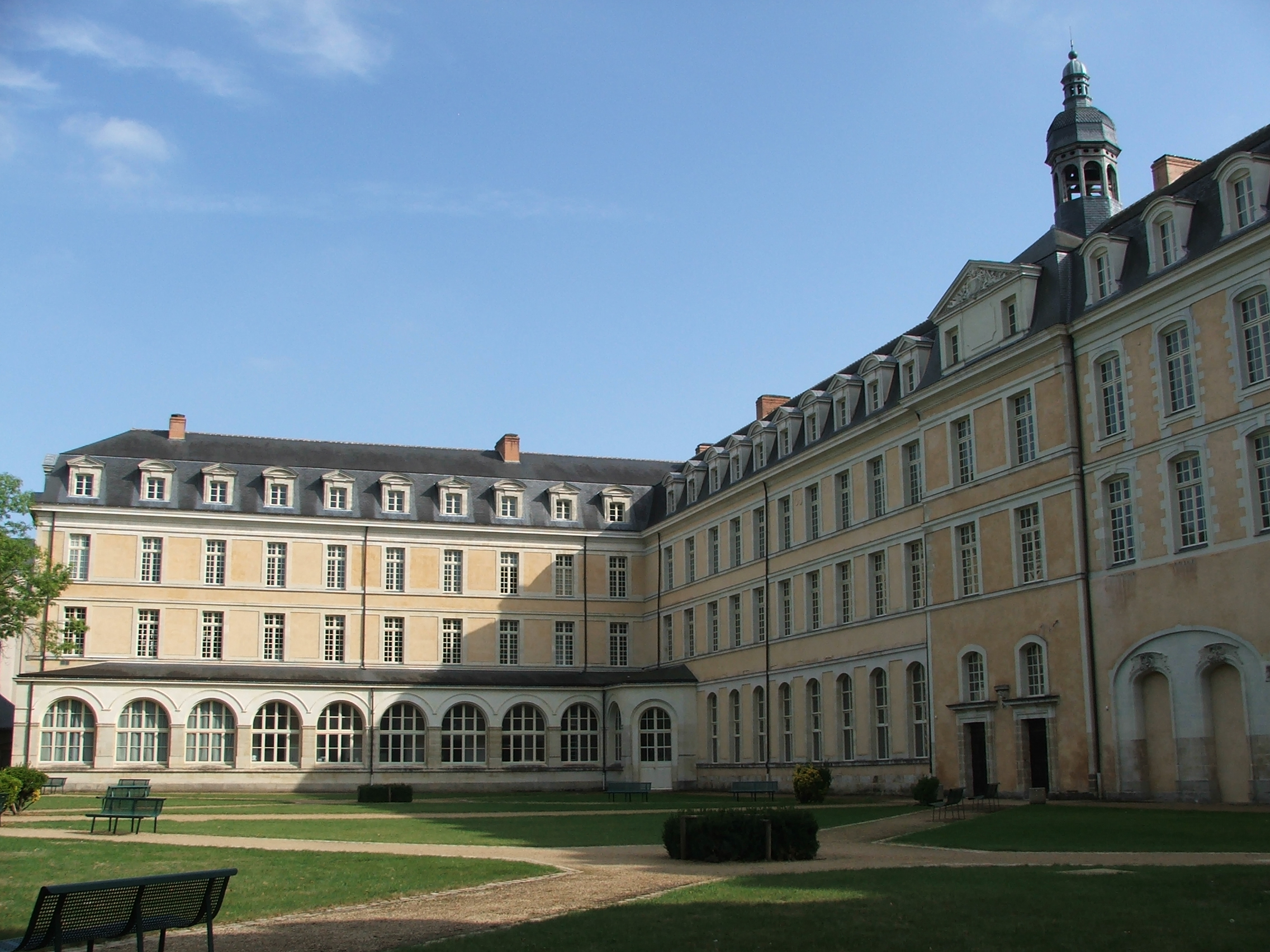
Le lycée Bellevue du Mans.

En matière d'éducation et d'enseignement, le département de la Sarthe appartient à la circonscription administrative de l'académie de Nantes qui regroupe également tous les autres départements de la région Pays de la Loire. Il s'agit de la 4e académie de France par sa population scolaire. En 2012, la Sarthe compte 490 écoles maternelles et primaires, dont 423 sont publiques et 67 sont privées. Les écoles privées ne représente ainsi que 13,7 % des écoles sarthoises, un taux bien inférieur à celui de l'académie (31,6 %). La Sarthe possède aussi 78 collèges, dont 58 sont publics et 50 sont privés, 21 lycées généraux et technologiques, dont 12 publics et 9 privés, ainsi que 14 lycées professionnels dont seulement 5 sont publics. En 2012, ces établissements totalisaient 106 426 élèves, dont 86 819 dans le public (81,6 %) et 19 607 dans le privé (18,4 %).
La Sarthe présente une forte proportion de personnes peu ou pas diplômée, et en 2009, seulement 18 % des Sarthois avaient un diplôme de l'enseignement supérieur, contre 24,5 % en France métropolitaine. 28,7 % avaient alors un CAP ou un BEP, et 39,7 % n'avaient aucun diplôme ou bien seulement le BEPC ou le certificat d'études primaires. Les 13,7 % restant avaient obtenu le baccalauréat ou un brevet professionnel.
L'enseignement supérieur est principalement représenté en Sarthe par l'Université du Maine, membre du pôle de recherche et d'enseignement supérieur Université Nantes Angers Le Mans (UNAM) et qui compte 10 258 étudiants en 2011. Située sur le campus du Ribay, au Mans, l'Université du Maine compte trois unités de formation et de recherche : la faculté des Sciences et Techniques, la faculté des Lettres, Langues et Sciences Humaines et la faculté de Droit, Sciences Économiques et Gestion. Elle intègre également deux IUT, dont l'un est implanté à Laval, dans le département voisin de la Mayenne, ainsi que l'École nationale supérieure d'ingénieurs du Mans (ENSIM), spécialisée en vibrations, acoustiques et capteurs, ainsi qu'en informatique. L'Université du Maine compte 15 laboratoires de recherche regroupant 308 enseignants-chercheurs, dont 24 chercheurs CNRS.
Outre l'université, le campus du Ribay regroupe l'école supérieure des géomètres et topographes (ESGT), qui dépend directement du CNAM, ainsi que l'ISMANS, une école d'ingénieurs, et l'ITEMM, chargé de former des techniciens dans la fabrication d'instruments de musique. Le Mans possède également une antenne de l'école supérieure des beaux-arts d'Angers, une école de commerce, l'ISIALM, et l'Auto Sport Academy, école spécialisée dans l'apprentissage des métiers du sport automobile.

### Santé
En 2012, la Sarthe comptait 7 065 professionnels de santé, dont 4 222 infirmiers et infirmières diplômés d'État, 682 médecins généralistes, 603 médecins spécialistes, 471 pharmaciens, 390 masseurs et kinésithérapeutes et 231 chirurgiens-dentistes. La densité de professionnels libéraux de santé pour le département s'élevait alors à 82 généralistes, 62 spécialistes et 66 infirmiers diplômés d'État pour 100 000 habitants, chiffre en dessous des moyennes régionales et nationales. La Sarthe présente un niveau de mortalité générale comparable à la moyenne régionale, alors que la mortalité prématurée est supérieure de 6 % à celle des Pays de la Loire.
Le département de la Sarthe possède plus d'une dizaine d'hôpitaux et de cliniques répartis sur l’ensemble du territoire. Le principal établissement est le centre hospitalier du Mans, plus important centre hospitalier non-universitaire de France avec une capacité de 1 700 lits. Il compte 21 salles de bloc opératoire et comptabilise 86 000 séjours pour l'année 2011, dont 47 000 séjours supérieurs à 24 heures. Situé à proximité de la rocade sud-est du Mans, le Pôle Santé Sud regroupe depuis 2008 le Centre médico-chirurgical du Mans (CMCM) et la clinique du Tertre Rouge. La ville du Mans compte deux autres établissements hospitaliers : le centre Jean-Bernard, spécialisé dans la prise en charge du cancer, ainsi que la clinique du Pré.
Situé sur la commune du Bailleul, le Pôle Santé Sarthe et Loir est né en 2007 de la fusion des centres hospitaliers de Sablé-sur-Sarthe et La Flèche. Il compte 276 lits et regroupe également deux EHPAD. Le département compte également les centres hospitaliers de Château-du-Loir, La Ferté-Bernard et Saint-Calais, ainsi que les hôpitaux locaux de Sillé-le-Guillaume et Bonnétable.

### Sports

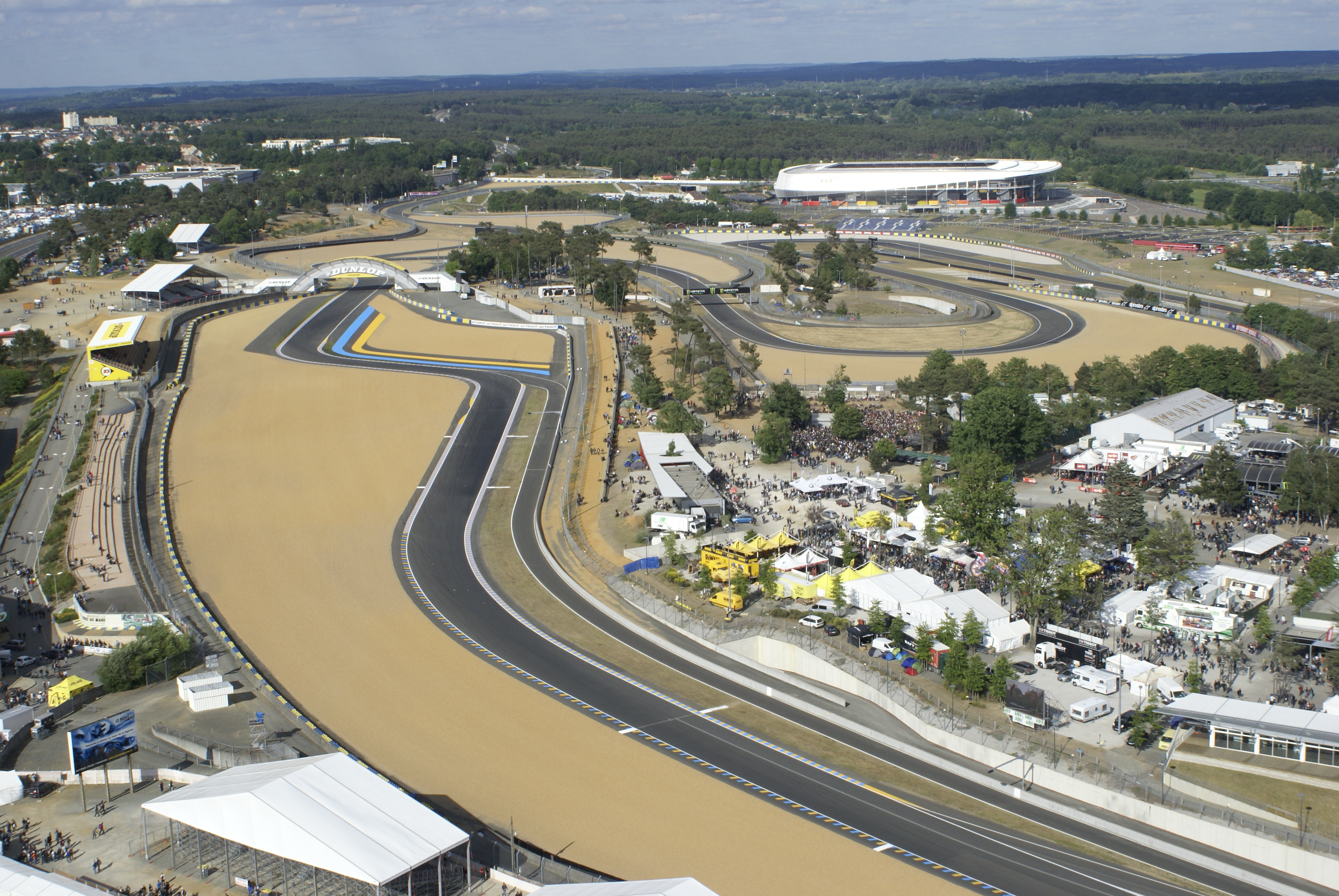
Vue aérienne du circuit Bugatti.

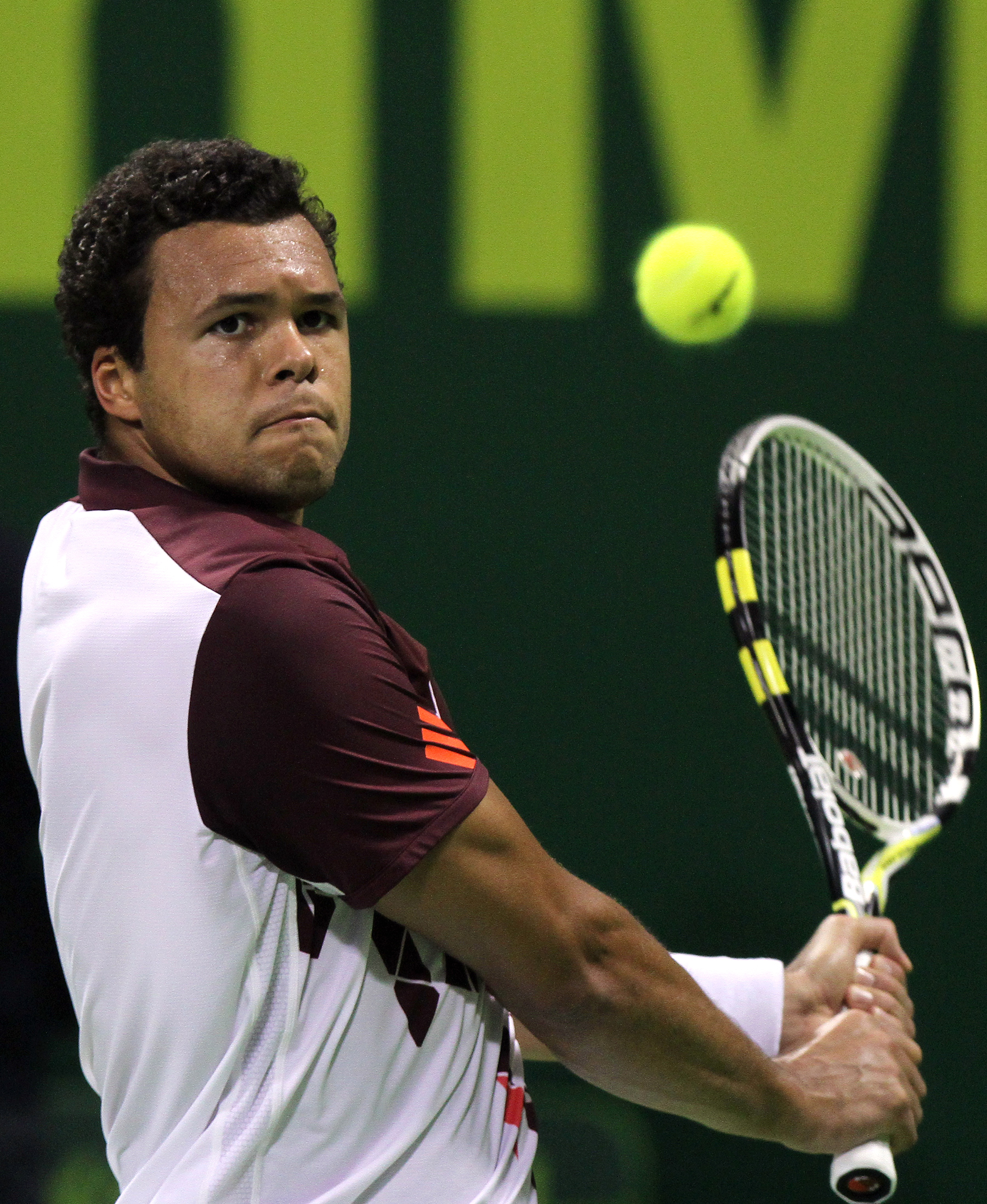
Jo-Wilfried Tsonga.

La course automobile des 24 Heures du Mans est la principale épreuve sportive du département de la Sarthe. La compétition, organisée par l'Automobile Club de l'Ouest (ACO) et dont la première édition a eu lieu en 1923, se déroule chaque année au mois de juin. Elle attire près de 240 000 spectateurs. Plusieurs autres compétitions se déroulent sur le circuit Bugatti et font du Mans l'une des capitales des sports mécaniques. Le Grand Prix de France moto, épreuve du championnat du monde de vitesse moto, a lieu tous les ans au mois de mai depuis l'an 2000. Elle a attiré plus de 161 000 spectateurs en 2013. Les 24 Heures Moto, le GT Tour ou encore le Championnat de France Superbike font également partie des principales épreuves organisées sur le circuit Bugatti.
Dans les autres sports, le Circuit de la Sarthe est une épreuve cycliste professionnelle qui se déroule traditionnellement en avril, sur le format d'une course à étapes. La ville du Mans a reçu à sept reprises une arrivée d'étape du Tour de France depuis 1952. Elle a également accueilli le départ de la 7e étape du Tour de France 2011 en direction de Châteauroux. Le cross Ouest-France est un cross-country organisé sur le site de l'Arche de la nature ouvert à la fois aux professionnels et aux amateurs.
En ce qui concerne les sports collectifs, la Sarthe rayonne par le biais de ses deux clubs professionnels :
- Le Mans FC, club de football fondé en 1985 et qui évolue actuellement[Quand ?] dans le championnat de National 1
- Le Mans Sarthe Basket, plus souvent appelé MSB, quatre fois champion de France de basket-ball.

Le Mans compte aussi, avec Les Caïmans, un des plus vieux clubs provinciaux, de football américain, club créé en 1985.
La Sarthe a par ailleurs vu naître un certain nombre de grands sportifs, parmi lesquels le tennisman Jo-Wilfried Tsonga, le cycliste Laurent Brochard, champion du monde en 1997, le jockey Jean-Michel Bazire, ainsi que les pilotes automobiles Sébastien Bourdais, Henri Pescarolo et Jean Rondeau.
Le MMArena, situé à proximité du circuit, est la principale infrastructure sportive du département. Inauguré en janvier 2011, ce stade d'une capacité de 25 000 places est le premier possédant un contrat de naming en France. Il accueille les matchs du Mans FC. La salle Antarès, à la fois salle de sports et de spectacles, est une enceinte d'une capacité de 6 023 places au sein de laquelle se déroule les matchs de l'équipe de basket du MSB, mais aussi parfois des matchs de l'équipe de France de handball.
En matière de randonnée, le département de la Sarthe accueille sur son territoire des portions de cinq sentiers de grande randonnée sur près de 760 km :
- le GR 22, qui relie Paris au Mont-Saint-Michel, traverse le Nord du département et notamment la forêt de Perseigne[127]
- le GR 35, qui relie Verneuil-sur-Avre à Seiches-sur-le-Loir, traverse le Sud du département en suivant la vallée du Loir[128]
- le GR 36, qui relie la Manche à la mer Méditerranée, traverse le département sur un axe nord-sud, en passant notamment par les forêts de Sillé et de Bercé[129]
- le GR 235, à l'est du département[130], et le GR 365 à l'ouest[131].

Il y a quatre golfs en Sarthe : le golf de Sablé-Solesmes, le golf d'Arçonnay, le golf de Sargé-lès-le-Mans et le golf des 24 Heures à Mulsanne.

### Religion
La Sarthe et sa population restent traditionnellement attachées au catholicisme, bien que celui-ci soit moins présent que dans les autres départements du Grand Ouest. Une enquête réalisée par l'IFOP en 2006 fait apparaître qu'entre 64 % et 70 % des Sarthois se déclarent de confession catholique. Les autres religions sont beaucoup moins développées. Ainsi, le protestantisme n'est déclaré que par moins d'1 % de la population sarthoise, tout comme l'islam, tandis que le judaïsme ne représente qu'entre 0,5 % et 1 %. À l'inverse, entre 27 % et 34 % des personnes se déclarent sans religion.
Le diocèse du Mans, qui correspond aux limites géographiques du département de la Sarthe, fait partie de la province ecclésiastique de Rennes. Il regroupe 16 doyennés, eux-mêmes divisés en 79 paroisses. Le diocèse du Mans est aujourd'hui vacant depuis la nomination d'Yves Le Saux à Annecy. La Sarthe compte par ailleurs de nombreuses congrégations religieuses, dont celle de l'abbaye de Solesmes.
Le département compte 11 mosquées (dont deux mosquées turques) : 5 dans l'aire urbaine du Mans, 2 à Sablé-sur-Sarthe, une à La Ferté-Bernard, à Mamers et à Champagné, ainsi qu'une synagogue et un temple protestant, situés au Mans, et un monastère orthodoxe situé à Saint-Mars-de-Locquenay. En ce qui concerne la pratique du bouddhisme, la Sarthe accueille le « centre de méditation Kadampa », un centre d'étude et de pratique de la Nouvelle Tradition Kadampa.

### Médias
Deux chaînes de télévision locales sont présentes en Sarthe : France 3 Pays de la Loire et son édition « Maine », ainsi que Le Mans Télévision (ou LMTV), implantée au Mans. Outre les principales stations de radio nationales, la Sarthe est couverte par les programmes de plusieurs stations locales : Ici Maine, établie depuis 2010, Sweet FM, RCF Le Mans.
La Sarthe est le seul département[réf. souhaitée] de la région Pays De La Loire à disposer de sept radios associatives : Cartables FM (93,3 FM - Le Mans), Contact FM (99,3 fm - Montval-sur-Loir),  Fréquence Sillé (97,9 FM - Sillé-le-Guillaume), Ornithorynque (90,2 FM - Bouloire), Radio Alpa (107,3 FM - Le Mans), Radio Alpes mancelles (106,3 FM - Fresnay-sur-Sarthe), Radio Prévert (93,9 FM - Pontvallain et 88,6 - La Flèche).
Ces sept radios sont adhérentes de la FRAMA (Fédération Régionale des Radios Associative Maine-Anjou)
Les programmes de la TNT  sont transmis en Sarthe par l'émetteur de Mayet, une des plus hautes constructions de France avec ses 342 mètres.
En ce qui concerne la presse écrite, la Sarthe est couverte par les éditions locales du quotidien Ouest-France, ainsi que par le journal régional Le Maine libre, qui occupe la place de 1er quotidien sarthois avec 46 145 lecteurs chaque jour en 2011. Le groupe Publihebdos propose quatre hebdomadaires en Sarthe : Les Alpes Mancelles, Les Nouvelles de Sablé, L'Écho Sarthois et le Petit Courrier.

## Économie

### Revenus de la population et fiscalité
En 2009, l'INSEE recensait en Sarthe 309 949 foyers fiscaux, dont 52,9 % étaient imposables. Le revenu net total déclaré par tous les foyers fiscaux s'élevait pour cette année à 6 588,346 millions d'euros (partagé à hauteur de 77,7 % par les foyers imposables et 22,3 % par les non-imposables). En outre le revenu net déclaré moyen s'élevait pour sa part à 21 256 € par foyer fiscal (31 240 € pour les foyers fiscaux imposables et 10 062 € pour les non-imposables) et l'impôt moyen à 746 €. La même année en France, la part de foyers imposables était de 53,6 % et le revenu moyen de 23 230 €, soit des chiffres sensiblement supérieurs à ceux constatés en Sarthe.
En 2010, les revenus déclarés de la population sarthoise se sont répartis en 61,6 % de salaires, de 28 % de retraites, pensions et rentes, de 5,3 % de revenus non-salariés et de 5,1 % d'autres revenus.
Du côté de l’imposition sur le patrimoine, la Sarthe comptait en 2010 une seule commune de plus de 20 000 habitants possédant plus de 50 redevables de l'Impôt de solidarité sur la fortune (ISF) : Le Mans, avec 456 redevables et un impôt moyen qui s'élevait alors à 11 412 €.

### Emploi
En 2009, la population sarthoise âgée de 15 à 64 ans s'élevait à 352 585 personnes, parmi lesquelles on comptait 73 % d'actifs dont 65,3 points ayant un emploi et 7,7 points de chômeurs.
On comptait 225 314 emplois dans la zone d'emploi, contre 207 219 en 1999. Le nombre d'actifs ayant un emploi résidant dans la zone d'emploi étant de 231 907, l'indicateur de concentration d'emploi est de 97,2 %, ce qui signifie que la zone d'emploi offre un peu moins d'un emploi pour un habitant actif.
Toujours en 2009, 39,8 % des emplois concernaient les services, les transports et le commerce. Suivaient l'administration publique, l'enseignement et l'action sociale, avec 29,9 % des emplois, l'industrie, 19,4 %, la construction, 7 % et l'agriculture avec 3,9 %. L'emploi salarié représentait 86,9 %, avec 74,7 % d'emplois à durée indéterminée. Les contrats à durée déterminée (CDD) ne représentaient que 6 % du total, les emplois en intérim, 2,9 %, tout comme les stages et les contrats d'apprentissage, alors que les emplois aidés représentaient 0,5 %.
La même année, 62,1 % des Sarthois travaillaient dans une autre commune que leur commune de résidence, un nombre encore plus important qu'en 1999 lorsque celui-ci s'élevait à 55 %. Ils étaient 53,2 % à travailler dans une autre commune du département, 2 % dans un autre département de la région de résidence, 6,9 % dans une autre région française et seulement 0,1 % à l'étranger.

### Entreprises du département
Au 31 décembre 2010, la Sarthe comptait 38 524 établissements : 6 608 dans l’agriculture-sylviculture-pêche (17,2 %), 2 423 dans l'industrie (6,3 %), 3 329 dans la construction (8,6 %), 20 722 dans le commerce-transports-services divers (53,8 %) et 5 442 étaient relatifs au secteur administratif (14,1 %).
En 2011, 2 028 entreprises ont été créées en Sarthe, dont 1 553 par des autoentrepreneurs.

#### Entreprises d'envergure nationale ou internationale
Ci-après sont listées les principales grandes entreprises dont le siège et/ou au moins un établissement sont situés en Sarthe. En gras sont indiquées les entreprises qui y ont leur siège.
- MMA, 3e réseau d’agents généraux en biens et responsabilités[146],
- Renault, constructeur automobile,
- LDC, leader français et européen dans l'élevage, la transformation et la commercialisation de volailles,
- Socopa Viandes, transformation et commercialisation de viande bovine et porcine,
- Groupe Bel et Bongrain, fromagers,
- SMITH ET NEPHEW SAS,
- ArjoWiggins, industrie papetière, leader mondial sur le segment du papier haut de gamme,
- Claas, construction de tracteurs,
- Valeo, fabricant de modules et de systèmes intégrés pour l'industrie automobile,
- LTR Industries, leader mondial du tabac reconstitué,
- O2, prestations de services à la personne.
- Colart , leader dans la fabrication de matériel artistique, peinture, verni.
- Posson Packaging, spécialisée dans les emballages imprimés en carton ondulé.

### Agriculture

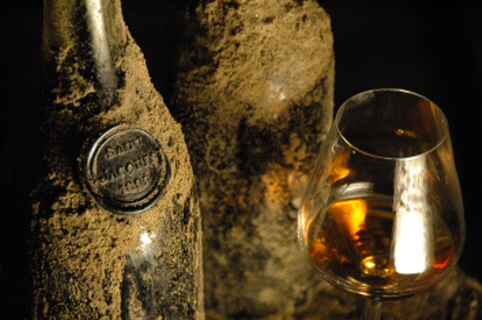
Vieilles bouteilles de Jasnières, un vin AOC.

L'agriculture est un secteur important pour l'économie sarthoise. Le département se situe au 5e rang français pour la viande de volailles, au 8e rang pour la viande de porc et la production d'œufs, ainsi qu'au 19e rang pour les livraisons laitières. La Sarthe possède une surface agricole utile de 417 000 ha, soit 67 % de la superficie totale du département. Les prairies occupent la plus grande part de cette surface avec 175 900 ha. La Sarthe compte 4 260 exploitations en 2020 ce qui valorises 366 000 hectares, soit 15 % de l'ensemble des exploitations de la région Pays de la Loire, et contribue à 14 % de la production régionale. L'activité bovins en général domine le secteur avec 2 800 personnes, soit 27 % des actifs. Les autres activités importantes sont l'élevage hors sol avec 2 400 actifs, (23 %) et la polyculture avec 1 850 actifs (18 %). Les grandes cultures concernent 1 350 actifs, les ovins, caprins et autres herbivores 1 050 actifs. Le maraîchage, l'horticulture, les fruits et la viticulture sont des activités moins développées, et concentrent dans leur ensemble 900 personnes.
La Sarthe représente 25 % de la production nationale de volailles Label rouge. 1 800 exploitations sarthoises ont au moins une de leurs productions sous signe de qualité, alors que 170 d'entre elles sont certifiées agriculture biologique. Les races bovines les plus fréquentes en Sarthe sont la Charolaise et la Limousine pour la viande, et la Prim'Holstein et la Normande pour le lait. La pomme est la principale culture fruitière en Sarthe, avec 69 000 tonnes récoltées chaque année, soit 3,5 % de la production nationale. Enfin, le département compte 254 ha de vigne, dont 134 pour les AOC de la Vallée du Loir Jasnières et Coteaux-du-loir.

### Industrie
Le secteur de l'industrie était en 2009 le 3e employeur en Sarthe avec 43 757 salariés, derrière le secteur des services et du commerce, soit 19,4 % des emplois du département. Le secteur industriel sarthois compte 743 entreprises de plus de 10 salariés et s'appuie sur l'importance des filières agroalimentaires, automobile et mécanique, et plasturgie. De grands groupes agroalimentaires sont implantés en Sarthe, comme le volailler LDC ou le fromager Groupe Bel, ainsi que des usines de construction et de sous-traitance automobile comme l'usine Renault ACI.
La Sarthe fait en outre partie du territoire d'action de huit pôles de compétitivité : Atlanpole Biotherapies (biomédicament), Elsastopôle (caoutchouc et polymères), EMC2 (matériaux métalliques et composites), IDforCar (sous-traitance automobile), Images et réseaux (technologie numérique), Valorial (agroalimentaire), Végépolys (production végétale) et S2E2 (énergie électrique).

### Tourisme

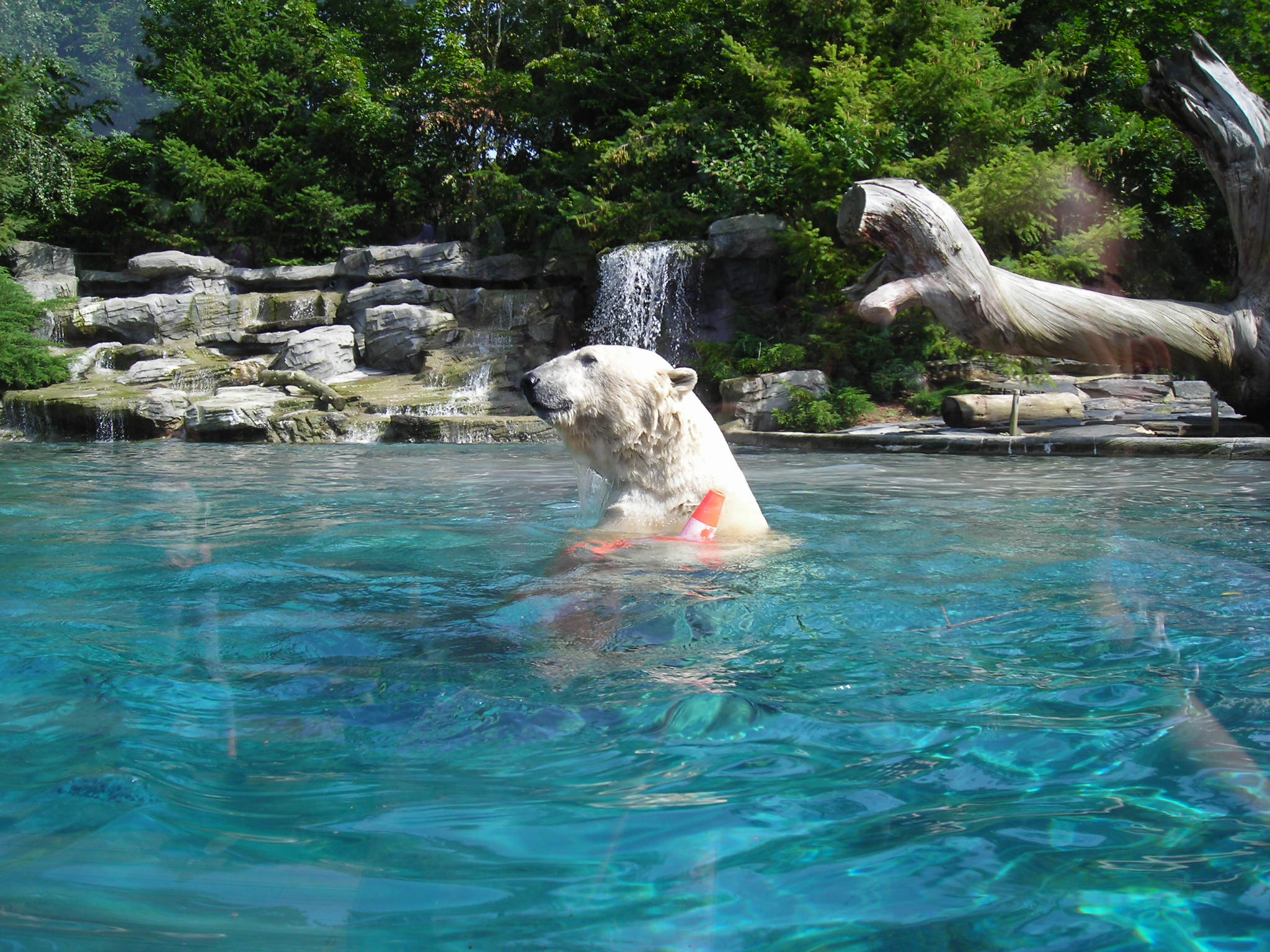
Un ours blanc dans son bassin au zoo de La Flèche.

La Sarthe n'a pas autant d'arguments touristiques que les départements du littoral ou de montagne. Elle possède toutefois des atouts importants, comme un grand nombre de sites historiques, musées ou châteaux, des paysages naturels, ainsi qu'un grand réseau de chemins de randonnée.
Le département comptait 83 hôtels de tourisme en 2012, offrant une capacité totale de 2 686 chambres. Seuls 3 d'entre eux avaient quatre étoiles, et 18 en comptaient trois. Les hôtels sarthois ont enregistré 800 776 nuitées en 2012. La clientèle des hôtels sarthois est en grande majorité française et les étrangers ne représentaient que 11,4 % des nuitées. En ce qui concerne l'hôtellerie de plein air, la Sarthe compte 54 campings, totalisant 266 813 nuitées en 2012,.
Le site le plus fréquenté du département est le zoo de La Flèche, qui a enregistré 292 808 entrées en 2011. Il constituait cette même année le 4e pôle touristique de la région Pays de la Loire derrière le parc du Puy du Fou, les Machines de l'île et le parc Terra Botanica, et le 2e pôle régional en 2010. Le second site sarthois en termes de fréquentation est le parc à thème Papéa Parc, avec 144 095 visiteurs, devant le Domaine zoologique de Pescheray, le Musée des 24 heures, qui ont accueilli près de 60 000 visiteurs, et le Carré Plantagenêt, avec un peu plus de 30 000 entrées. Les manifestations autour des 24 Heures du Mans constituent l'événement ayant enregistré le plus grand nombre d'entrées payantes au niveau régional en 2011, avec 689 015 visiteurs. Parmi les principaux monuments historiques de la Sarthe, on peut citer la cathédrale Saint-Julien du Mans, monument le plus visité des Pays de la Loire, et le château du Lude. Par ailleurs, le département compte neuf petites cités de caractère.

## Culture

### Langage
D'après Abel Hugo, vers 1835, les habitants de la Sarthe n'avaient pas de véritable patois ; à cette époque leur langage était assez pur, tout du moins dans les villes. Dans les campagnes, c'était un français plus corrompu, mêlé de mots du pays, mais très intelligible. Dans le Maine, les paysans prononçaient la diphtongue [au] d'une manière lourde, en serrant les dents ; ils faisaient sonner durement les finales muettes, qu'ils articulaient comme [ent], et prononçaient les [e] ouverts en ouvrant extraordinairement la bouche. La prononciation était moins dure du côté de l'Anjou, mais elle y était allongée et traînante.

### Arts

#### Architecture, sculpture et peinture

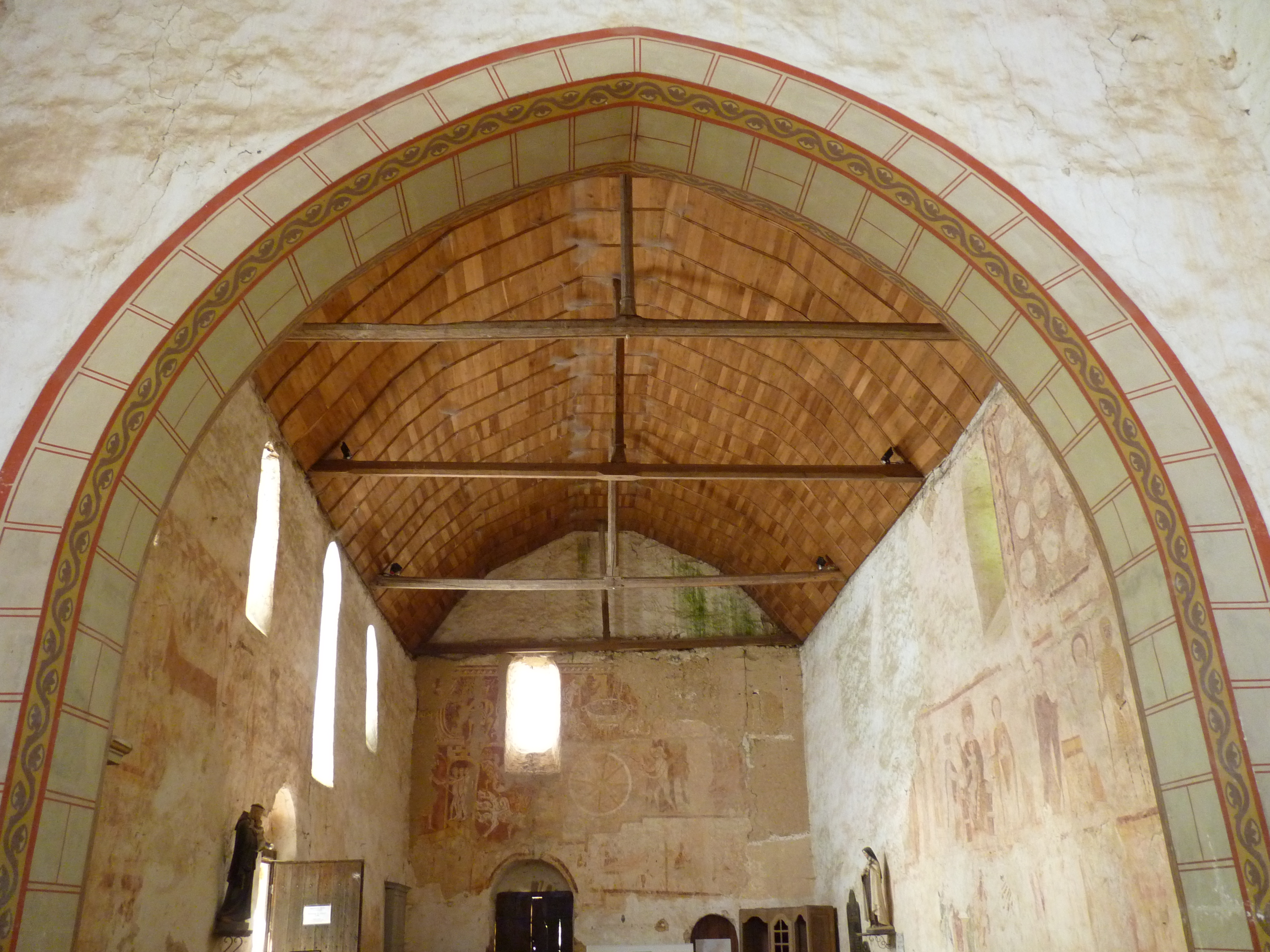
Peintures murales dans l'église Saint-Hilaire d'Asnières-sur-Vègre.

L'architecture est assez diversifiée dans le département. Le bâti ancien présente comme caractéristique l'utilisation de la pierre locale, mais l'emploi de matériaux de construction différents selon les terroirs apporte des couleurs et des textures de bâti variées. Le pays manceau se caractérise par l'utilisation du grès roussard et de la tuile, qui ont valu le surnom de « Maine roux ». En s'éloignant vers l'est du département, le grès est remplacé par le tuffeau. Le Perche Sarthois se caractérise par l'utilisation du bois et de la brique. Vers l'ouest du département, l'utilisation du granite et du schiste donne aux constructions une couleur sombre qui a donné l'appellation « Maine noir ». En vallée du Loir, c'est le blanc qui domine, avec l'utilisation du tuffeau, ainsi que le bois et l'ardoise. L'usage de la brique s'est fortement répandu au cours du XIXe siècle en raison de la forte présence de l'argile sur le territoire et du développement industriel de son exploitation.
La vallée du Loir se démarque par la présence d'un bâti caractéristique. Les maisons de vignes, apparues dans la seconde moitié du XIXe siècle, sont de petites maisons de taille modeste, initialement destinées au repos des ouvriers travaillant dans les champs, avant d'être peu à peu transformées en habitations. Par ailleurs, l'habitat troglodytique est relativement développé tout au long du Loir, principalement entre Luché-Pringé et Vouvray-sur-Loir.
La sculpture est présente en Sarthe par le biais de l'art religieux et des nombreuses statues en terre cuite qui garnissent les églises depuis le XVIe siècle. Les peintures murales se trouvent dans de nombreux endroits du département. Les plus anciennes sont recensées dans l'église Saint-Hilaire, mais on en trouve également dans la cathédrale Saint-Julien du Mans, l'église Notre-Dame de Pringé, ou l'église Notre-Dame-des-Marais de La Ferté-Bernard.
Le musée de Tessé présente une collection de tableaux peints entre le XIVe et XXe siècles. On y trouve notamment une belle collection de primitifs siennois ou florentins. Les pièces principales sont Le sommeil d'Élie et Vanité de Philippe de Champaigne. Le musée présente également une galerie égyptienne dans son sous-sol, qui reproduit à l'identique les tombes de Sennefer et Nofrétari. La Sarthe a aussi vu naître un grand nombre de peintres renommés, comme Albert Maignan, Albert Matignon, Roger de La Fresnaye, Lionel Royer ou Lucien Le Guern.

#### Musique, littérature, danse et théâtre

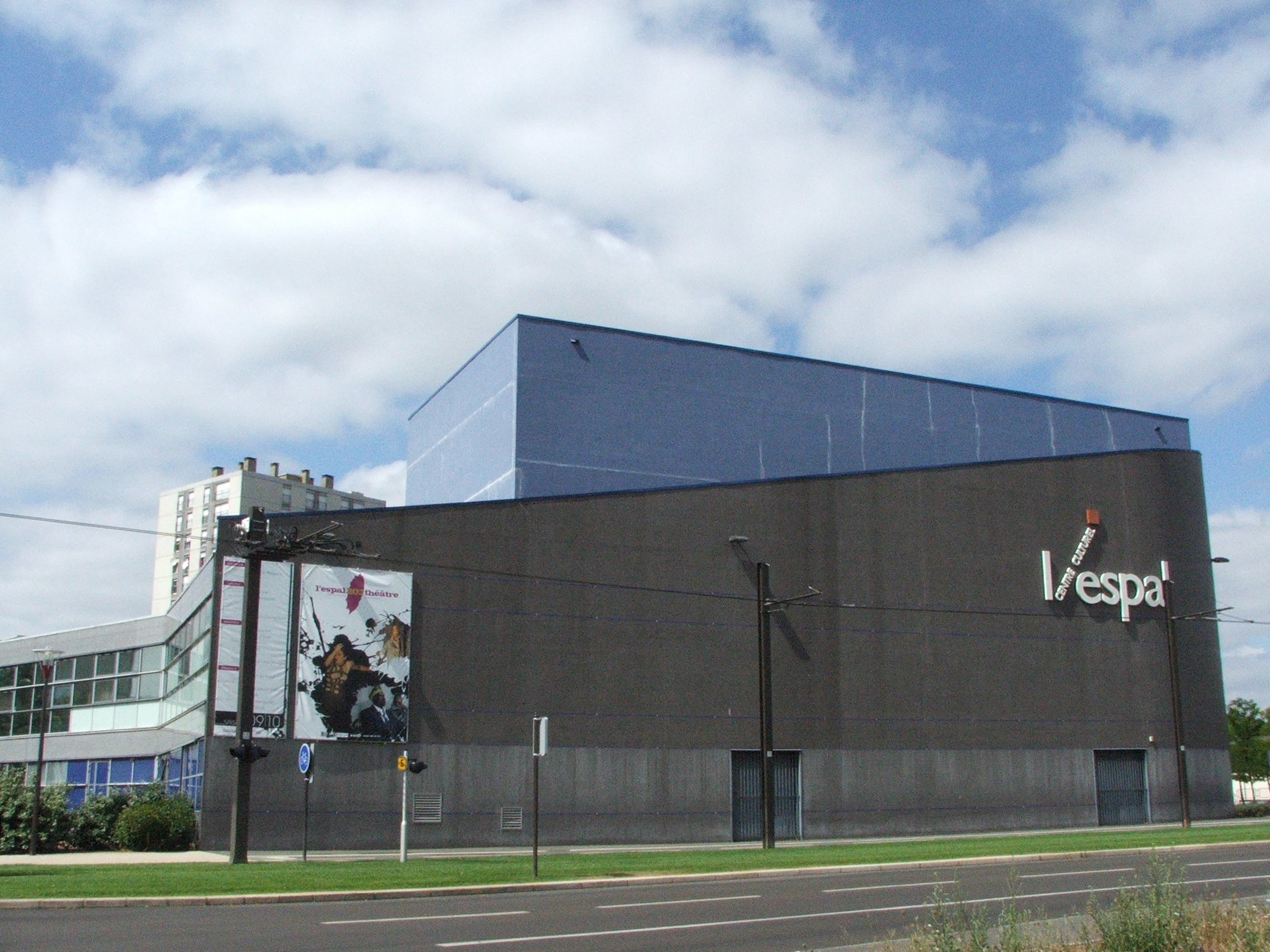
Le théâtre de l'Espal au Mans.

La pratique de la musique au Mans se fait, entre autres, au Conservatoire, structure municipale qui accueille 1 150 élèves encadrés par une soixantaine de professeurs. Le conservatoire propose également des formations en danse et en art dramatique. Par ailleurs, la Fédération Musicale de la Sarthe regroupe 98 associations, écoles de musique, orchestres d'harmonie ou de batterie-fanfare, parmi lesquelles l'Orchestre Départemental d'Harmonie (ODH).
La salle Antarès, qui accueille des rencontres de basket-ball, est le plus grand équipement du département avec 7 200 places assises et debout en configuration spectacle. Toujours au Mans, le Palais des congrès peut accueillir jusqu'à 1 400 personnes, Les Saulnières ont une capacité de 1 000 places, tandis que le théâtre de l'Espal peut accueillir 512 personnes. D'autres scènes de taille plus modeste existent dans le département : Coppélia et le théâtre de la Halle-au-Blé à La Flèche, l'Espace Ronsard au Lude, Épidaure à Bouloire, la salle Léon-Besnardeau à Sillé-le-Guillaume, la Castélorienne à Château-du-Loir, ou encore le centre culturel Joël-Le Theule à Sablé-sur-Sarthe.
La Sarthe a vu naître sur son territoire quelques compositeurs, comme le Fléchois Léo Delibes (Lakmé, Coppélia) ou le manceau Jean Françaix, qui s'est illustré dans la composition de musique de film. Parmi les artistes contemporains, plusieurs chanteurs ou groupes musicaux ont atteint une renommée dépassant le cadre régional, comme Emmanuel Moire, Leslie ou le groupe Outrage.
La littérature est souvent présente dans l'histoire en Sarthe. Le poète et dramaturge Robert Garnier, natif de La Ferté-Bernard, y a écrit ses plus célèbres œuvres. À la Renaissance, Joachim Du Bellay rencontre au Mans d'autres poètes de la Pléiade Jacques Peletier et Nicolas Denisot, natifs du Mans, ou encore Pierre de Ronsard, natif de Couture-sur-Loir situé dans département de Loir-et-Cher. Du Bellay consacre d'ailleurs à la ville l'un de ses poèmes en 1547. Un siècle plus tard, Paul Scarron commence son Roman comique par l'arrivée d'une troupe de comédiens au Mans. Honoré de Balzac y situe une scène des Chouans. Plus récemment, François Vallejo, écrivain manceau, a obtenu le Prix du Livre Inter pour son roman Ouest, tout comme la romancière Alice Zeniter en 2013. Le scénariste et dessinateur de bande dessinée Jean Graton a créé la série Michel Vaillant qui se déroule dans l'univers des 24 Heures du Mans.

#### Cinéma

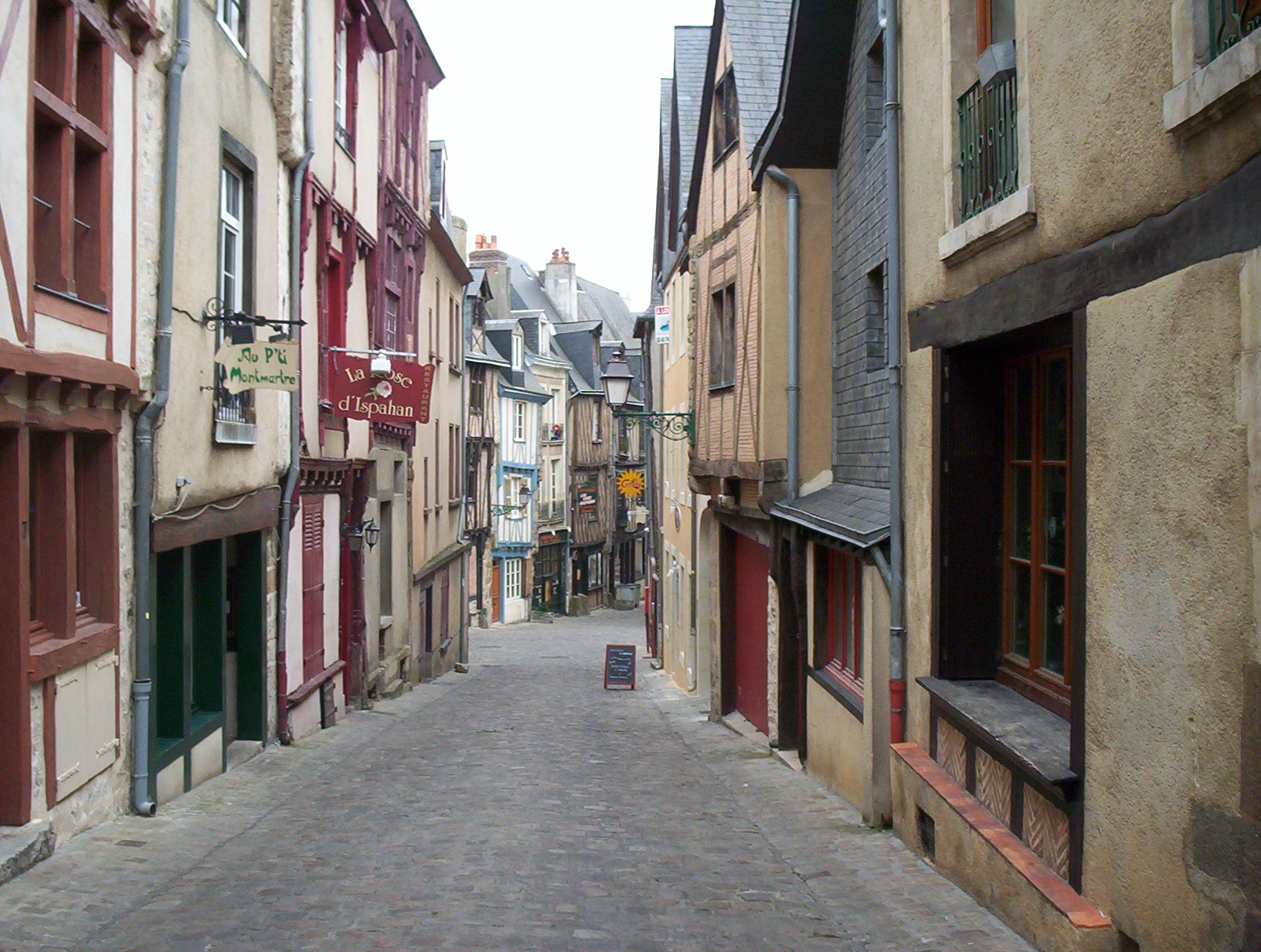
Une ruelle de la cité Plantagenêt, lieu de tournage de nombreux films.

Le septième art est présent en Sarthe avec dix cinémas implantés dans le département. Par ailleurs, deux circuits de cinéma itinérant apportent le cinéma dans une trentaine de communes du département sous l'impulsion des associations Ciné Ambul et Ballad'Images. En 2010, 1,3 million d'entrées ont été enregistrées dans les 90 salles de cinéma sarthoises, pour un indice de fréquentation de 2,36 entrées par habitant, nettement inférieur à la moyenne nationale qui s'élevait à 3,34 entrées par habitant. Le principal complexe cinématographique sarthois est le Méga CGR, situé sur la commune de Saint-Saturnin, qui compte 12 salles et 2 077 fauteuils.
La ville du Mans a souvent servi de cadre de tournage pour de nombreux films, à travers la Cité Plantagenêt ou le Circuit des 24 Heures. La Cité Plantagenêt accueille par ailleurs le tournage de la série Nicolas Le Floch, diffusée sur France 2. Parmi ceux ayant réalisé un nombre important d'entrées ou ayant obtenu des récompenses, on retrouve :
- Le Mans, de Lee H. Katzin, avec Steve McQueen en 1971,
- Que la fête commence..., de Bertrand Tavernier, avec Philippe Noiret, Jean Rochefort et Jean-Pierre Marielle en 1975,
- Cyrano de Bergerac, de Jean-Paul Rappeneau, avec Gérard Depardieu en 1990,
- Le Bossu, de Philippe de Broca, avec Daniel Auteuil et Fabrice Luchini en 1997,
- L'Homme au masque de fer, de Randall Wallace, avec Leonardo DiCaprio et John Malkovich en 1998,
- Les Blessures assassines, de Jean-Pierre Denis, avec Sylvie Testud en 2000,
- Michel Vaillant, de Louis-Pascal Couvelaire, avec Sagamore Stévenin et Diane Kruger en 2003,
- Molière, de Laurent Tirard, avec Romain Duris en 2007,
- Jean de La Fontaine, le défi, de Daniel Vigne, avec Lorànt Deutsch et Philippe Torreton en 2007.

D'autres sites du département sont parfois utilisés comme lieu de tournage, à l'image du centre-ville de La Flèche, qui sert de cadre de plusieurs scènes du film La Chambre bleue, réalisé par Mathieu Amalric en 2013,.

### Patrimoine

#### Monuments historiques

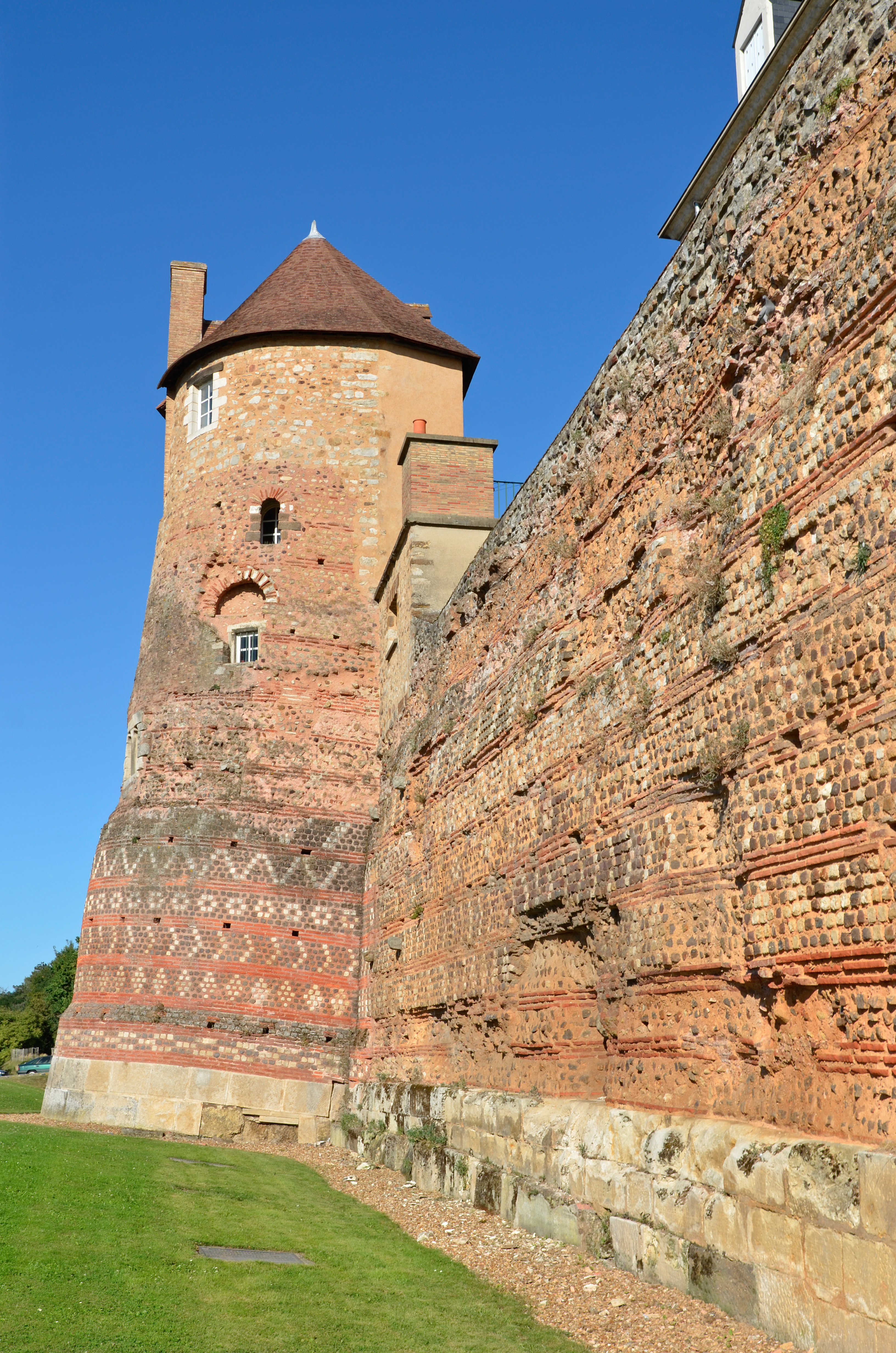
L'enceinte romaine du Mans.

En 2010, le département compte 408 monuments historiques protections dans sa base Mérimée, dont 115 bénéficient d'un classement et 293 bénéficient d'une inscription. Il occupe le 2e rang régional en nombre de monuments historiques derrière le Maine-et-Loire. La commune détenant le plus de monuments historiques classés et inscrits est Le Mans avec 82 protections. Suivent ensuite La Ferté-Bernard avec 10 protections, La Flèche et Luché-Pringé avec 7 protections. Près de la moitié des communes du département ne comptent aucune protection.
Le monument le plus ancien du département date de la Protohistoire, et plus précisément du Néolithique. Il s'agit du camp retranché d'Auvers-le-Hamon, où plusieurs objets et outils ont été retrouvés. Par ailleurs, un grand nombre de mégalithes sont recensés en Sarthe, principalement en vallée du Loir, comme le dolmen d'Amenon. Plusieurs vestiges de l'Antiquité bénéficient d'une protection. L'enceinte romaine du Mans, édifiée au IIIe siècle, est l'un des rares exemples de construction de ce genre à travers le monde. Conservée sur près de 500 mètres, elle présente de riches ornementations dues à la polychromie des matériaux utilisés pour sa construction. Le site archéologique de Cherré, sur la commune d'Aubigné-Racan est un complexe gallo-romain sur lequel ont été retrouvés un théâtre antique, deux temples, des thermes romains, un forum et un aqueduc. Parmi les autres monuments de l'époque romaine, on peut citer le fanum d'Oisseau-le-Petit, ou le sanctuaire de Mars Mullo, à Allonnes, un sanctuaire religieux.
Le patrimoine médiéval est très riche notamment au Mans. L'architecture civile y est très bien représentée au cœur de la cité Plantagenêt, avec un grand nombre de maisons à encorbellement, comme la « maison du Pilier-Rouge », ou la « maison d'Adam et Ève ». L'architecture militaire est elle aussi présente avec plusieurs forteresses médiévales, tel le château de Montmirail ou ceux de Sillé-le-Guillaume et Ballon. Pour l'architecture religieuse, la Sarthe possède de nombreux édifices protégés remarquables, au premier rang desquels on trouve la cathédrale Saint-Julien du Mans, bel exemple du style architectural gothique angevin. Ce style est assez répandu dans le sud du département et se retrouve notamment dans l'église Notre-Dame de Vaas ou l'église Saint-Martin de Luché. Le gothique est représenté par l'église Notre-Dame-des-Marais de La Ferté-Bernard, ou encore l'église Notre-Dame-de-la-Couture au Mans, alors que le style roman, le plus répandu dans le département, compte lui aussi quelques belles représentations, comme l'église Saint-Hilaire d'Asnières, l'église Saint-Aubin de Bazouges ou la chapelle Notre-Dame-des-Vertus de La Flèche. En ce qui concerne le petit patrimoine, on peut citer plusieurs ponts romans subsistant principalement dans le Nord du département, ainsi que le moulin de Mervé, rare exemple de moulin fortifié dans le Nord de la France.
De la Renaissance au XVIIe siècle, le Sud de la Sarthe se pare de nombreux châteaux, dont le plus bel exemple est le château du Lude, le plus septentrional des châteaux de la Loire. On peut encore citer le château de Poncé ou le château de Courtanvaux. Dans le reste du département, on voit apparaître des ponts, des croix, ou des halles comme celles de René ou La Ferté-Bernard.
Le XVIIIe siècle est marqué par de nombreux châteaux ou manoirs et le XIXe siècle ouvre la protection à des architectures plus modernes et parfois industrielles comme la tuilerie des Saules à Avezé ou la rotonde ferroviaire de Montabon. Enfin, le XXe siècle possède lui aussi des monuments protégés, comme l’autogare de la STAO au Mans ou le restaurant scolaire de Marçon, œuvre du cabinet Le Corbusier.
La ville du Mans, le pays Vallée du Loir et le pays du Perche Sarthois détiennent le label Villes et pays d'art et d'histoire. Les Alpes mancelles sont un site naturel classé, et la Sarthe compte neuf petites cités de caractère.

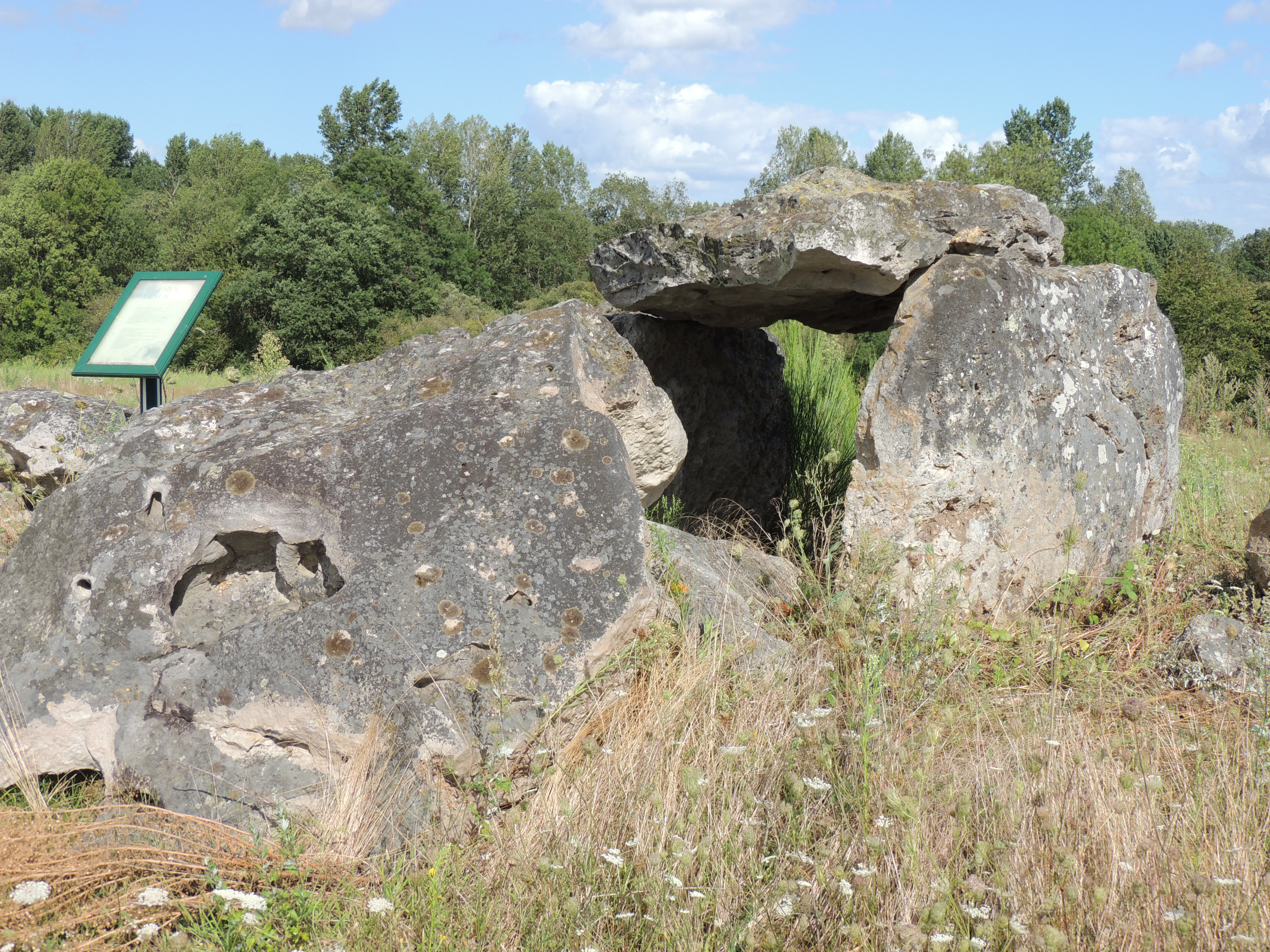
Le dolmen d'Amenon, à Saint-Germain-d'Arcé.
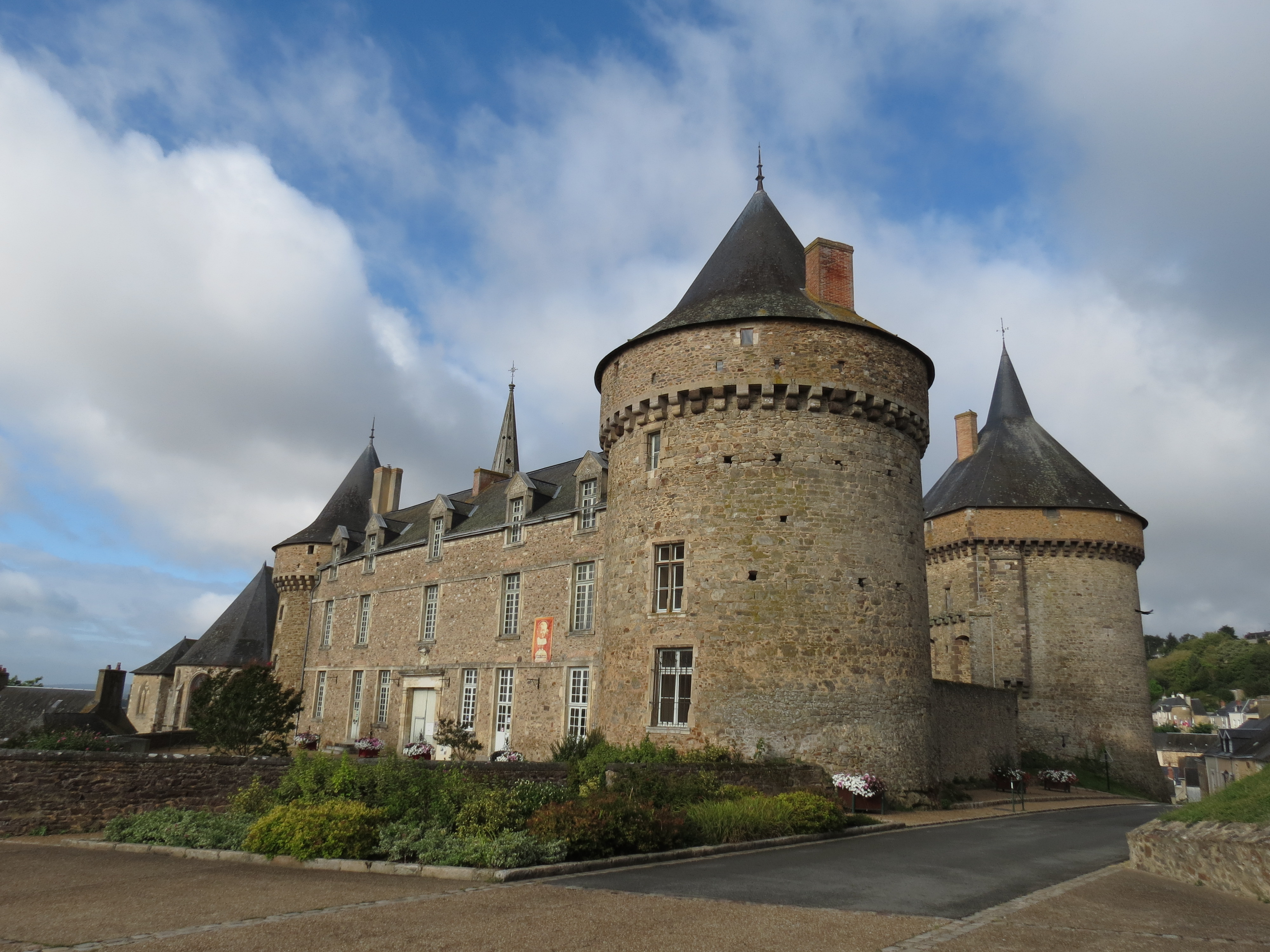
Le château de Sillé-le-Guillaume.
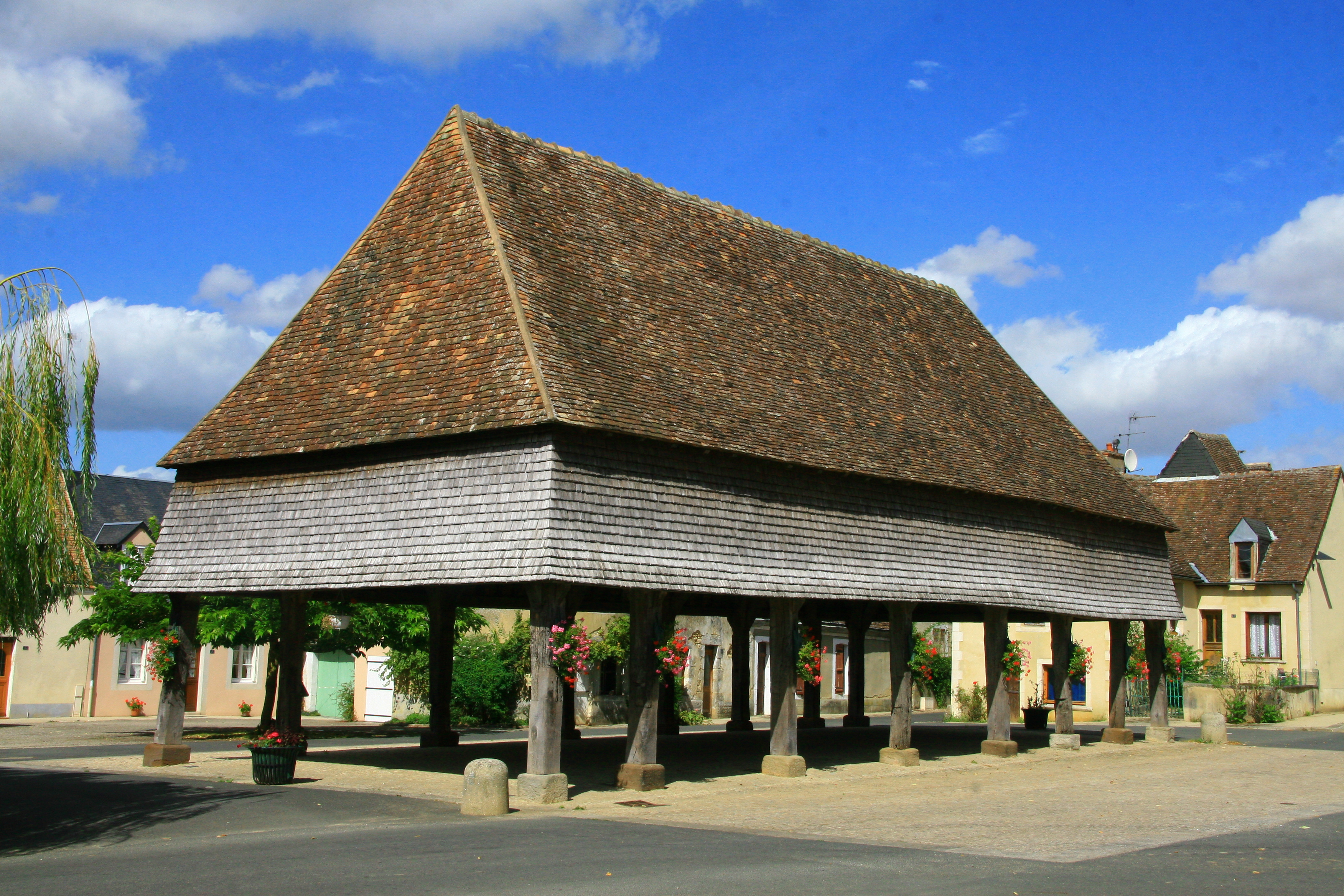
Les halles de René.
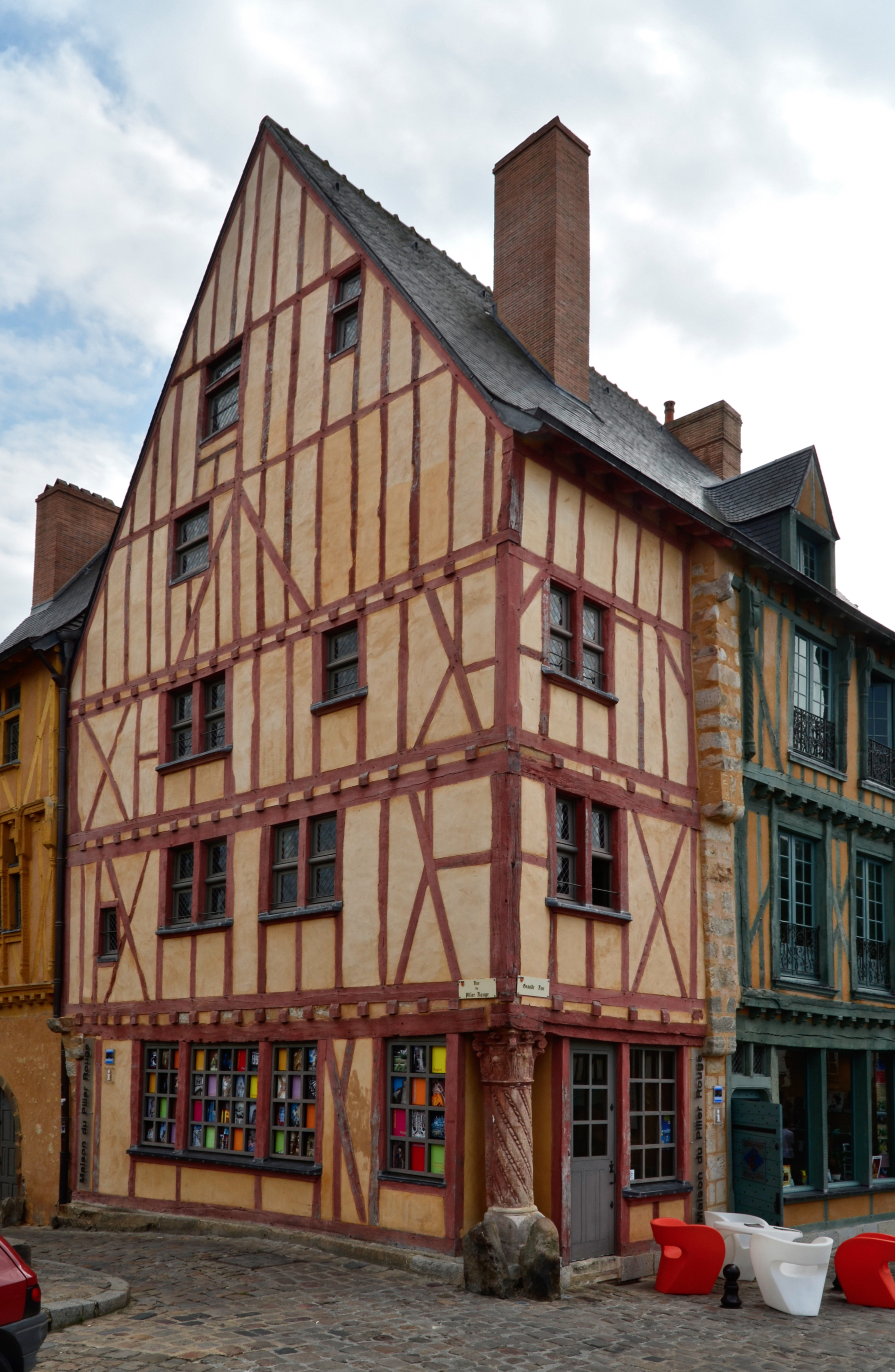
La maison du Pilier Rouge, dans la cité Plantagenêt.
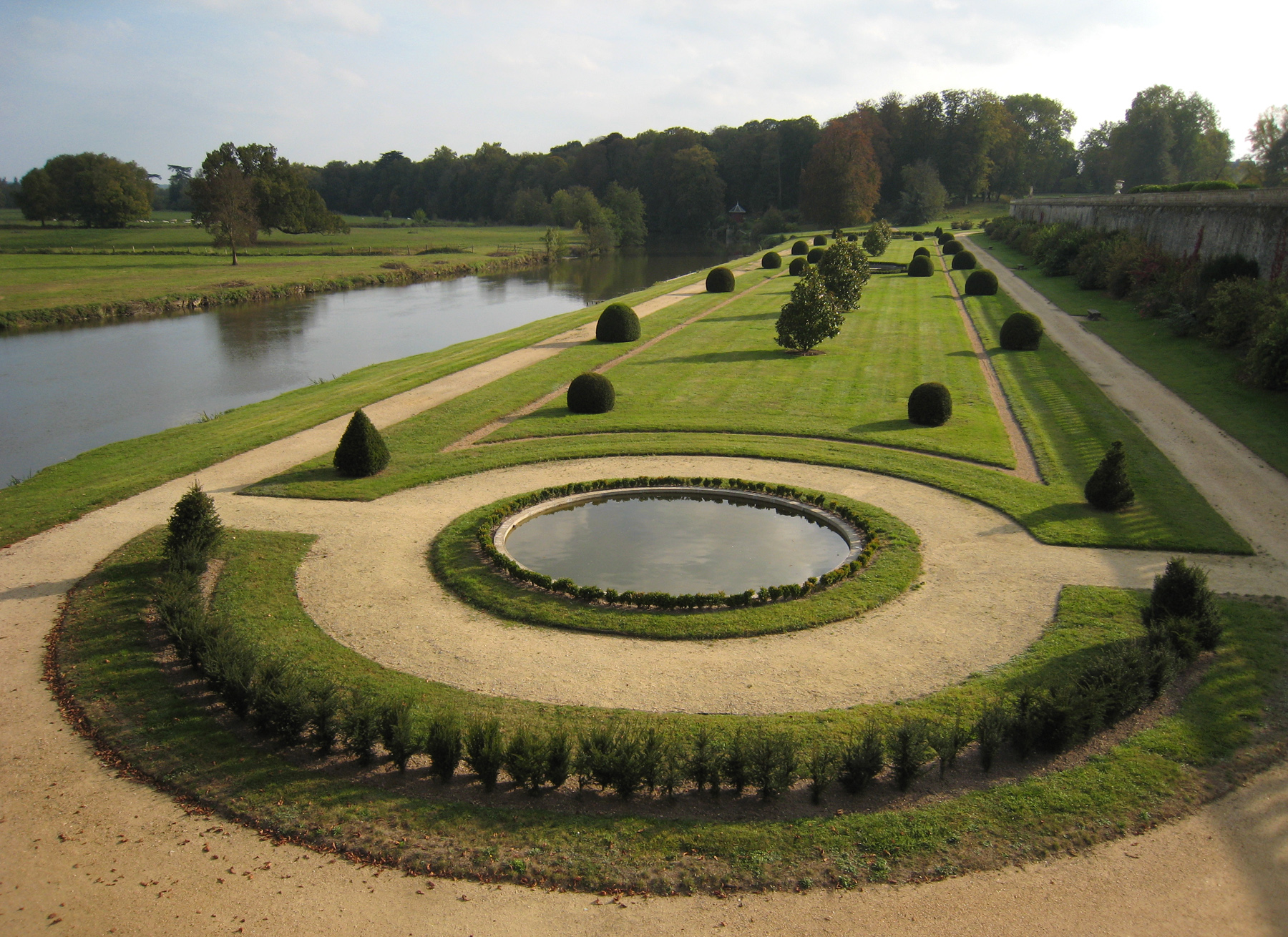
Jardins en bord du Loir au château du Lude.
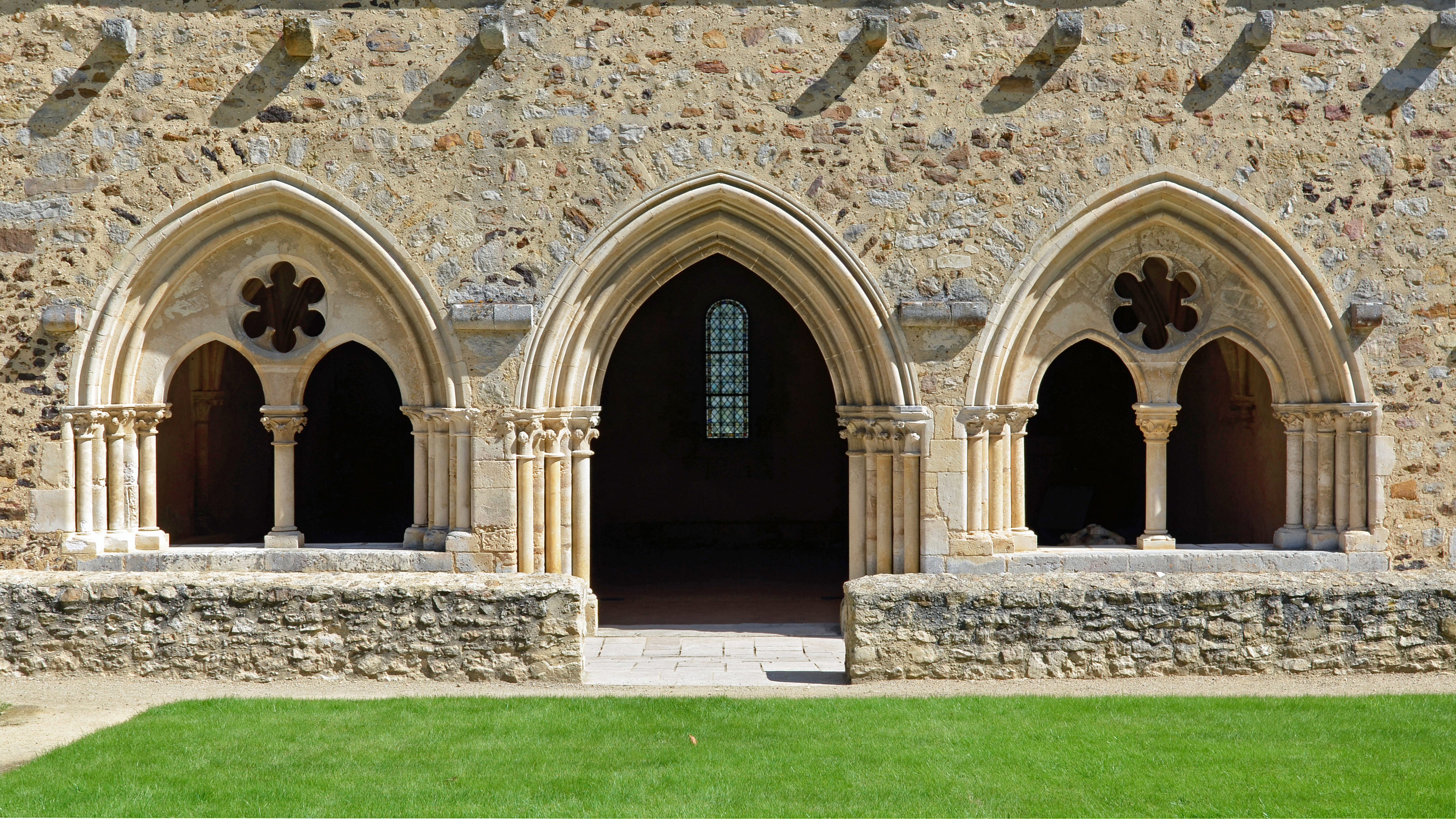
La salle capitulaire de l'abbaye de l'Épau.
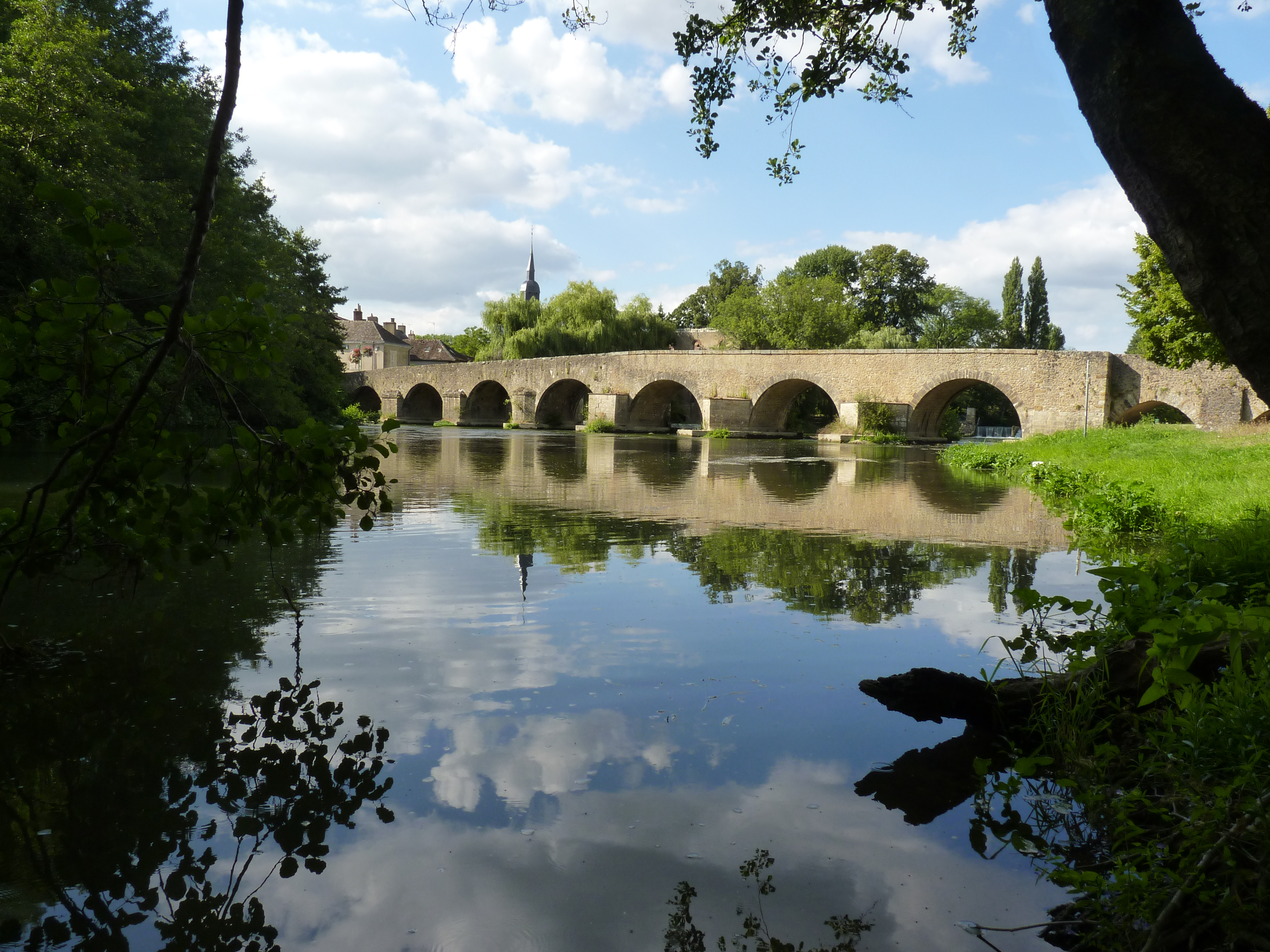
Pont romain sur l'Huisne, à Montfort-le-Gesnois.

#### Musées
La Sarthe compte six musées portant le label « Musée de France ». Le musée de la Reine-Bérengère est un musée d'art et d'histoire régionale de la ville du Mans et du Maine. Il présente des collections ethnologiques mais aussi des peintures et des photographies,. Ancien palais épiscopal, le musée de Tessé est le musée des beaux-arts de la cité mancelle,. Le musée vert est le muséum d'histoire naturelle de la ville. Il présente des collections de géologie, de zoologie et de botanique, pour un total de 200 000 spécimens,. L'Espace Faïence de Malicorne réunit des collections d'objets issus des fabriques de faïence de Malicorne. À Saint-Calais, la bibliothèque-musée, créée en 1889, présente des collections archéologiques, mais également des peintures et des œuvres naturalistes.
Le département compte d'autres musées non classés, comme le musée des 24 heures du Mans , voisin des circuits, le musée Claude-Chappe à Brûlon, le musée de la Providence à La Flèche, le musée du Vélo à La Fresnaye-sur-Chédouet, le musée de la musique Mécanique à Dollon, Carnuta (musée de la forêt) à Jupilles, le Musée de la seconde guerre mondiale Roger Bellon à Conlie, et le musée de la coiffe à Fresnay sur Sarthe.

#### Langue
Le parler sarthois est un dialecte français particulier qui a évolué à partir du latin puis du roman. Il partage de nombreux traits communs à d'autres dialectes de l'Ouest de la France. Son utilisation a peu à peu diminué au cours du XXe siècle, bien que le parler sarthois demeure présent dans les campagnes. En 2003, un partenariat entre le conseil général de la Sarthe et la radio locale Fréquence Sillé a donné naissance au programme « Sauvegarde de la parole sarthoise » dans le but de collecter et numériser des documents sonores en parler sarthois. Un autre dialecte, l'angevin, est utilisé dans le sud du département, et plus particulièrement le long de la vallée du Loir.

#### Gastronomie

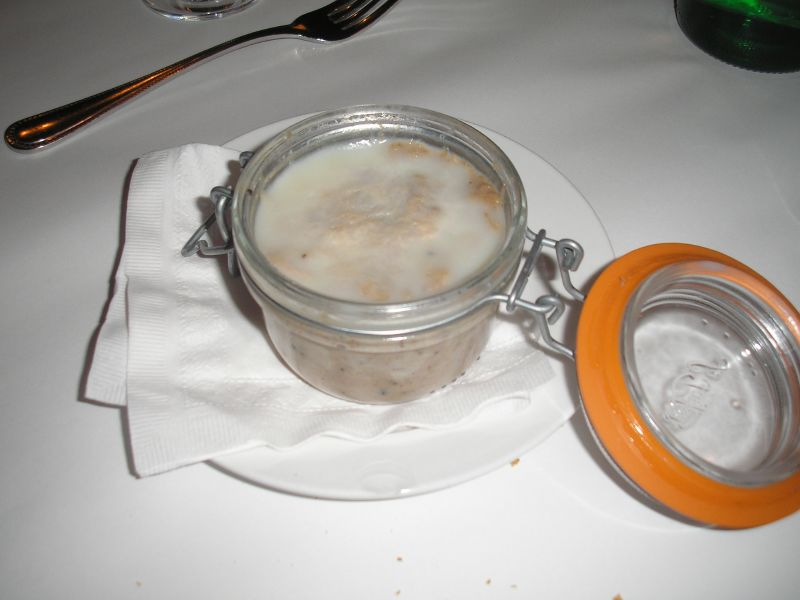
Rillettes du Mans

Il n'existe pas à proprement parler de gastronomie traditionnelle sarthoise, mais le département possède un certain nombre de spécialités culinaires, principalement à base de viandes et de charcuterie. La Sarthe est célèbre pour ses rillettes, préparation de viande de porc hachée et cuite dans la graisse, dont le berceau se situe dans la commune de Connerré. Le département est également réputé pour ses productions de volailles, comme les poulets fermiers de Loué, ou encore ses races de poules traditionnelles comme la poule de La Flèche.
Le vin blanc accompagne souvent les plats. Le département compte deux vins AOC, le Jasnières et le Coteaux-du-loir, tous deux produits dans le sud du département, le long de la vallée du Loir.
Originaire de Sablé-sur-Sarthe, le sablé est un biscuit sec à pâte friable réalisé à partir de farine, de beurre et de sucre. Des artisans chocolatiers proposent également quelques spécialités, comme les « prytanéens », chocolats au goût de praliné avec de la nougatine concassée, ou les « fiches », à base de truffe et nougatine poudrées de cacao.
La cuisine sarthoise regroupe aussi des plats traditionnels, comme la bouine, spécialité à base de fromage, d'ail et de crème fraîche, la potée sarthoise et la marmite sarthoise, préparation de viandes et légumes marinés dans le Jasnières.

### Manifestations culturelles et festivités

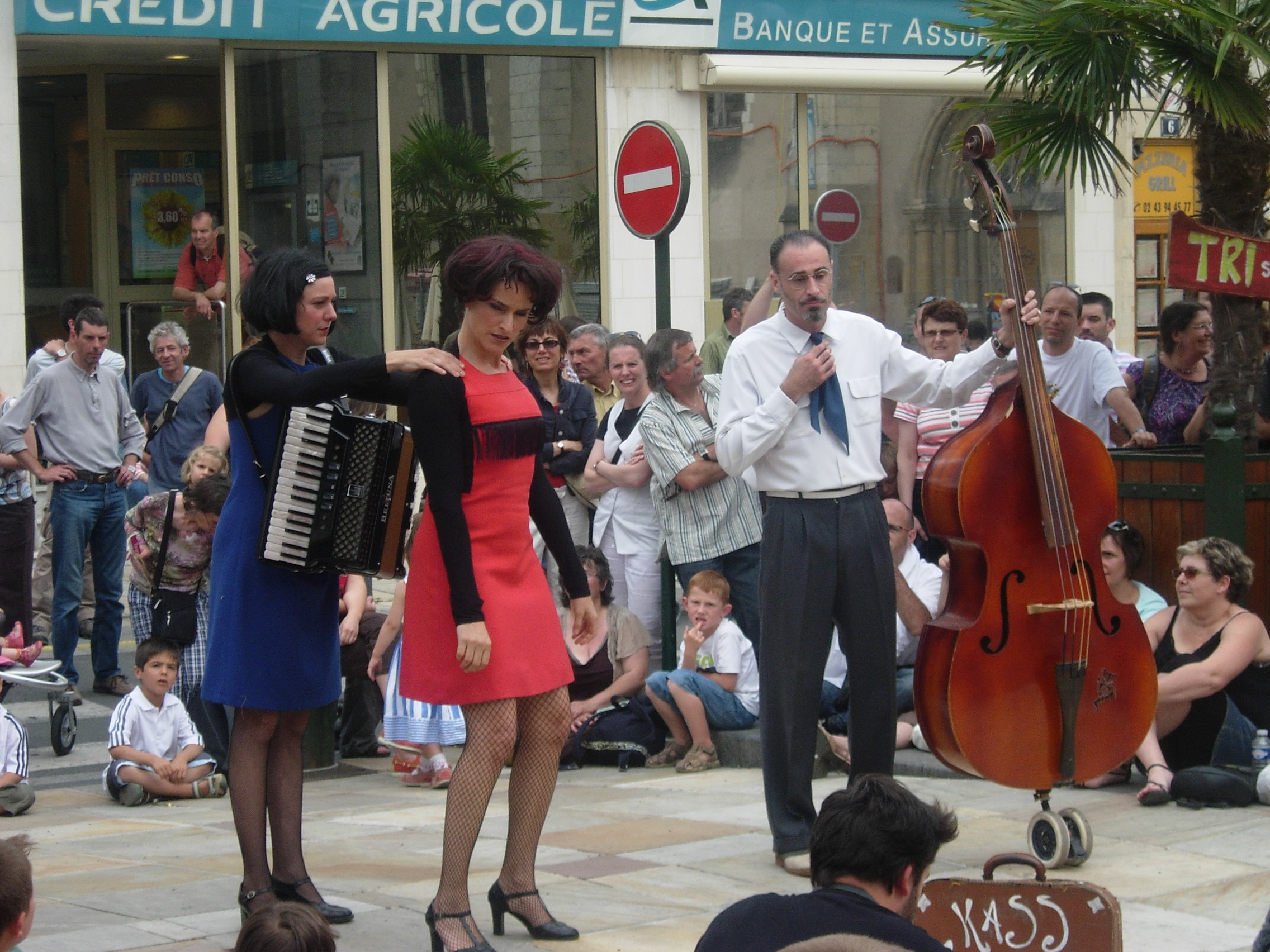
Comédiens en représentation lors du festival Les Affranchis à La Flèche.

Plusieurs festivals ont lieu chaque année en Sarthe, la plupart étant consacrés à la musique. Le Mans Cité Chanson est un concours musical qui se déroule de janvier à mars et qui permet à des artistes amateurs de se produire dans différents lieux de la ville. Ce festival a notamment permis de révéler de nombreux talents, comme Jeanne Cherhal, Sanseverino ou Gérald Genty. L'Europajazz Festival a lieu chaque année au printemps depuis 1980 au Mans et ses alentours. Il réunit plus de 15 000 spectateurs venus écouter de artistes de jazz contemporain. Le Festival de l'Épau, créé par le conseil général en 1982, est un festival de musique classique au cours duquel une trentaine de concerts sont organisés dans le cadre de l'abbaye de l'Épau. À l'automne, le festival Bebop est consacré aux musiques actuelles et rassemble des artistes confirmés ainsi que des jeunes artistes locaux dans des salles de l'agglomération mancelle.
Le festival de Sablé, créé en 1978, se tient chaque année au mois d'août et présente de nombreux concerts consacrés à la musique baroque. Toujours à Sablé, Rock Ici Mômes, festival destiné aux enfants de 3 à 12 ans, et les Nuits d'été, festival de musiques actuelles, se déroulent tous deux dans le parc du château. Le festival Soirs au Village, consacré à la world music, se tient à Saint-Calais où il a été créé par Manu Dibango en 1998. Plusieurs autres festivals de musique sont organisés en Sarthe : le festival des Garennes à Souligné-sous-Ballon, Les Troubles ville à Connerré, Révolud'son au Lude, Au bord de l'Aune, créé en 2008 à Pontvallain, et Arzikstanie, éco-festival organisé pour la première fois en septembre 2012 à Malicorne-sur-Sarthe. Le festival Le Son des Cuivres tient sa première édition en juillet 2013 à Mamers. Par ailleurs, le festival de musique classique La Folle Journée de Nantes organise des concerts dans plusieurs villes de la région, comme à Sablé-sur-Sarthe et La Flèche.
En littérature, la ville du Mans organise chaque année en octobre depuis 1978 la 25e heure du livre qui rassemble 30 000 visiteurs. Une bourse aux livres et des rencontres littéraires ponctuent la manifestation, au cours de laquelle un prix des lecteurs est décerné,. À l'occasion de la Fête des Jardiniers le premier week-end de juin au château du Lude, le « prix P.J. Redouté » récompense les meilleurs livres de jardin et de botanique parus en langue française.
Par ailleurs, les Carrefours de la pensée se tiennent en mars. Organisés conjointement par la ville du Mans, l'Université du Maine et Le Monde diplomatique au Palais des congrès, ils rassemblent depuis 1990 des débats, conférences et expositions sur des questions socio-économiques et géopolitiques. Dans le même esprit, le Forum Le Monde-Le Mans, en novembre, propose trois jours de débat citoyen.
Le spectacle vivant est présent en Sarthe avec le festival Les Affranchis, le deuxième week-end de juillet à La Flèche. Fondé en 1993, il réunit des compagnies de théâtre de rue qui proposent un grand nombre de spectacles dans différents lieux de la ville, ainsi que des spectacles itinérants. Le Mans fait son cirque propose le temps d'un week-end en juin des spectacles ainsi qu'une parade dans les rues du Mans. Le cinéma est à l'honneur lors de Mamers en Mars, un festival de films européens créé en 1993. Un festival d'art contemporain, Puls'Art, réunit les œuvres de nombreux artistes dans quinze lieux d'exposition de la ville du Mans depuis 1993.
La Nuit des Chimères est une manifestation nocturne qui se tient tout l'été et au cours de laquelle des spectacles holographiques sont projetés sur la cathédrale Saint-Julien, la muraille gallo-romaine et des bâtiments de la cité Plantagenêt.
Aussi, quelques manifestations folkloriques ont lieu un peu partout dans le département, comme la Fête du chausson aux pommes à Saint-Calais célébrée depuis 1630, la Fête aux œufs durs de Coulaines datant de 1540, la Fête des lances à Champagné (XIIIe siècle), ou encore la Fête de la pomme à Vaas.

## Sarthois célèbres

### Du Moyen Âge aux Temps modernes
- Geoffroy Plantagenêt (1113-1151), comte du Maine et d'Anjou, duc de Normandie
- Henri II d'Angleterre (1133-1189), roi d'Angleterre,
- Bérengère de Navarre (1170-1230), l'épouse de Richard Cœur de Lion,
- Jean II de France (1319-1364), dit Jean le Bon, roi de France,
- Nicolas Denisot (1515-1559), poète de la Pléiade,
- Jacques Peletier (1517-1582), grammairien, médecin et mathématicien, poète de la Pléiade,
- Jacques Tahureau (1527-1555), poète de la Renaissance,
- Robert Garnier (1534-1590), poète de la Renaissance,
- Guillaume Fouquet de la Varenne (1560-1616), homme d'État et ami d’Henri IV.
- Jérôme Le Royer de La Dauversière (1597-1659), instigateur du départ des colons en vue de la fondation d'une ville sur l'île de Montréal, « Ville Marie », devenue depuis Montréal.

### La Révolution et leXIXesiècle
- Claude Chappe (1763-1805), un des inventeurs du télégraphe ;
- Marie Pape-Carpantier (1815-1878), pédagogue et féministe, organisatrice des premières écoles maternelles ;
- René Dagron (1819-1900), inventeur du microfilm ;
- Léo Delibes (1836-1891), compositeur de musique classique, auteur de Lakmé et Coppélia ;
- Amédée Bollée (père) (1844-1917) et ses deux fils Amédée Bollée (fils) (1867-1926) Léon Bollée (1870-1913), inventeurs et constructeurs automobiles.

### DuXXesiècleà nos jours
- Paul d'Estournelles de Constant (1852-1924), prix Nobel de la paix en 1909 ;
- Joseph Caillaux (1863-1944), homme politique, Président du Conseil entre 1911 et 1912 ;
- Raphaël Élizé (1891-1945), premier maire de couleur en France métropolitaine, élu à Sablé-sur-Sarthe ;
- Raymond Dronne (1908-1991), commandant du premier détachement à être entré dans Paris lors de sa Libération ;
- Max Boyer (1910-1985), Résistant, fondateur du quotidien Le Maine libre et président du conseil général de la Sarthe pendant 16 ans ;
- Jean Françaix (1912-1997), compositeur de musique classique ;
- Jean Bruce (1921-1963), écrivain, créateur de la série littéraire OSS117 ;
- Jean Gouhier (1928-2015), géographe, inventeur de la rudologie ;
- Maurice Barrier (1932-2020), acteur ;
- Bruno Lochet (1959-), acteur
- François Fillon (1954-), homme politique, Premier ministre de 2007 à 2012 ;
- Emmanuel Moire (1979-), chanteur
- Jo-Wilfried Tsonga (1985-), joueur de tennis professionnel.
- Emma Mackey (1996-), actrice.
- Manon Houette (1992-), joueuse de handball professionnelle.
- Jean-Luc Boulay (1955-), chef cuisinier, restaurateur, Officier de l’Ordre du Mérite Agricole de France, personnalité de la télévision au Québec[200].
- Sébastien Bourdais (1979-), pilote automobile

### Fiche Insee de la Sarthe
- Fiche Insee du département, [lire en ligne]

1. 1 2  POP T1 - Population.
2. ↑  POP T3 - Population par sexe et âge en 2009.
3. ↑  FAM T1 - Ménages selon la structure familiale.
4. ↑  FOR T2 - Diplôme le plus élevé de la population non scolarisée de 15 ans ou plus selon le sexe en 2009.
5. ↑  REV T1 - Impôts sur le revenu des foyers fiscaux.
6. ↑  REV T4 - Ménages : structure des revenus déclarés.
7. ↑  EMP T1 - Population de 15 à 64 ans par type d'activité.
8. ↑  EMP T5 - Emploi et activité.
9. 1 2  EMP T8 - Emplois selon le secteur d'activité.
10. ↑  ACT T2 - Statut et condition d'emploi des 15 ans ou plus selon le sexe en 2009.
11. ↑  ACT T4 - Lieu de travail des actifs de 15 ans ou plus ayant un emploi qui résident dans la zone.
12. ↑  CEN T1 - Établissements actifs par secteur d'activité au 31 décembre 2010.
13. ↑  DEN T1 - Créations d'entreprises par secteur d'activité en 2011.
14. ↑  DEN T2 - Créations d'entreprises individuelles par secteur d'activité en 2011.
15. ↑  TOU T1 - Nombre et capacité des hôtels selon le nombre d'étoiles.
16. ↑  TOU T2 - Nombre et capacité des campings selon le nombre d'étoiles.